# Natividade de Cristo nas artes

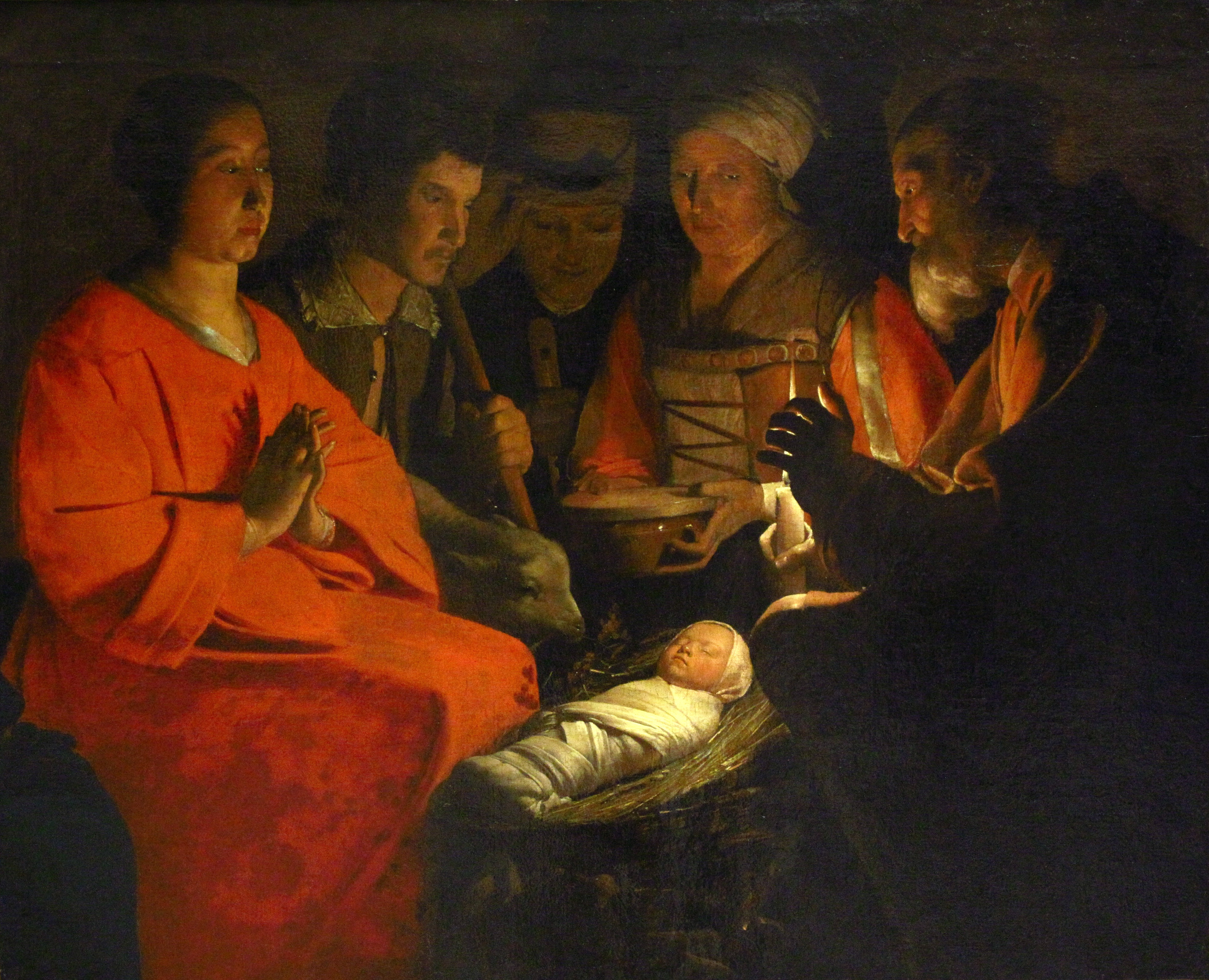
Georges de La Tour c. 1644

A Natividade de Cristo tem sido um tema maior na arte Ocidental desde o século IV. As representações artísticas da Natividade, ou nascimento de Jesus, celebradas durante o Natal, são baseadas nas narrativas da Bíblia, sobretudo nos evangelhos de Mateus e Lucas, e mais tarde desenvolvidas pela tradição oral, escrita e artística.
A arte Cristã compreende imensas formas de representação da Virgem Maria e do menino Jesus. Uma parte significativa são composições que representam a Madona e o Menino ou Virgem e o Menino, não sendo normalmente representações directas de cenas da Natividade, e sim objectos simbólicos que representam determinada faceta ou atributo da Virgem Maria ou de Jesus. Pelo contrário, as cenas da Natividade, são assumidamente ilustrativas e incorporam imensos detalhes narrativos, sendo um elemento comum nas sequências que ilustram os temas tanto da Vida de Cristo como da Vida da Virgem.
A Natividade tem sido representada em diferentes suportes, tanto pictóricos como escultóricos. Nos suportes pictóricos incluem-se murais, pintura de painel, iluminuras, vitrais e pintura a óleo. O tema da Natividade é frequentemente usado em retábulos, conjugando elementos de pintura com escultura. Nas representações escultóricas incluem-se miniaturas de marfim, arte tumulária, e elementos arquitectónicos como capitéis, entalhes de portas, e estatuária.
A estatuária relacionada com a Natividade toma frequentemente a forma de presépios, encenações temporárias da cena da Natividade nas igrejas, residências, espaços públicos ou naturais. A escala das figuras pode variar entre a miniatura até à escala real. Estas encenações têm origem provável nos tableau vivant de Roma, embora São Francisco de Assis tenha sido o principal impulsionador desta tradição, que se mantém até aos nossos dias, sendo comum o comércio de figuras da Natividade em porcelana, plástico ou papel.

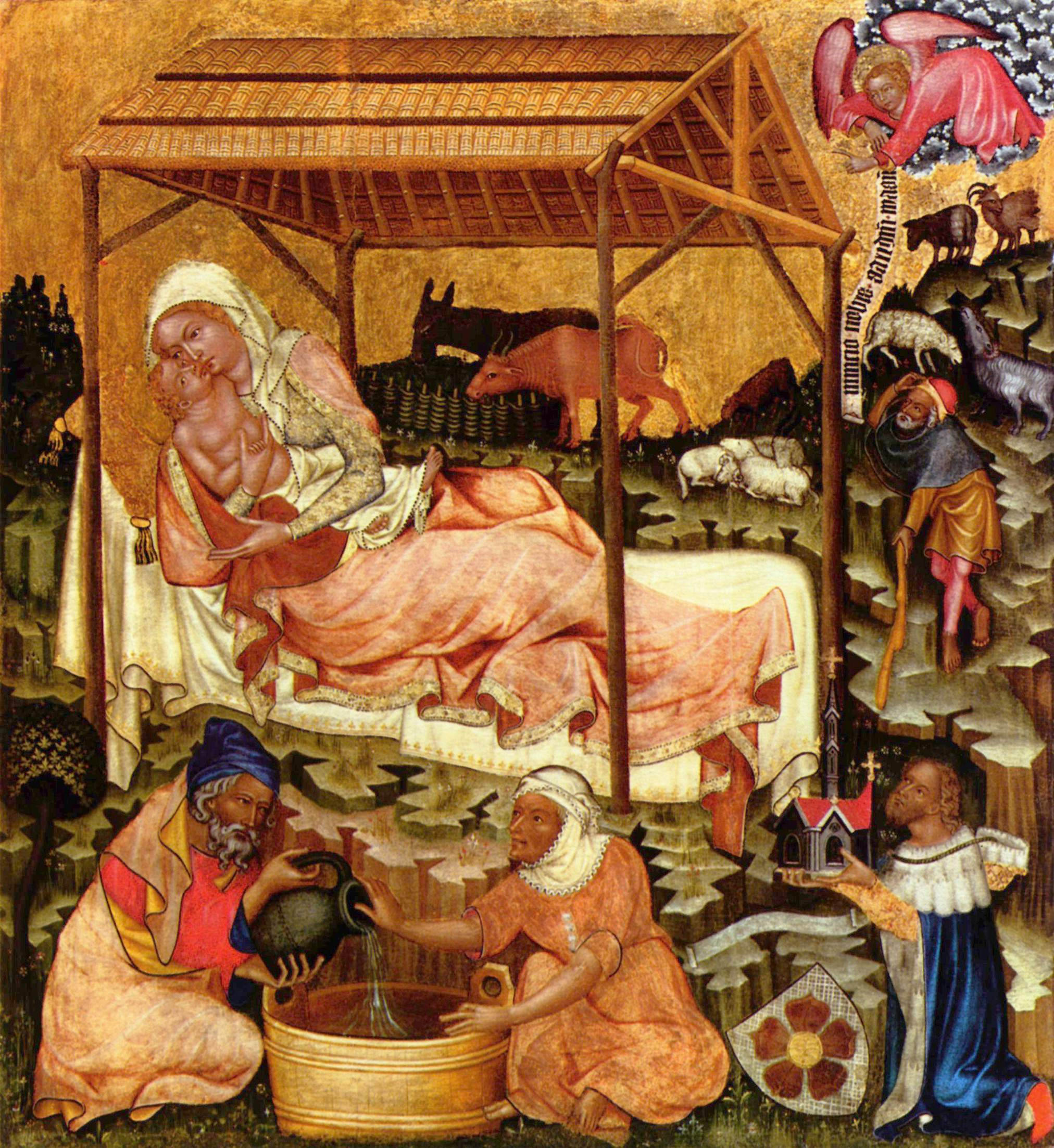
Mestre de Vyšší Brod, mestre Boémio, c. 1350. A influência da pintura Bizantina Italiana na corte de Carlos IV era notável.

## História da Natividade

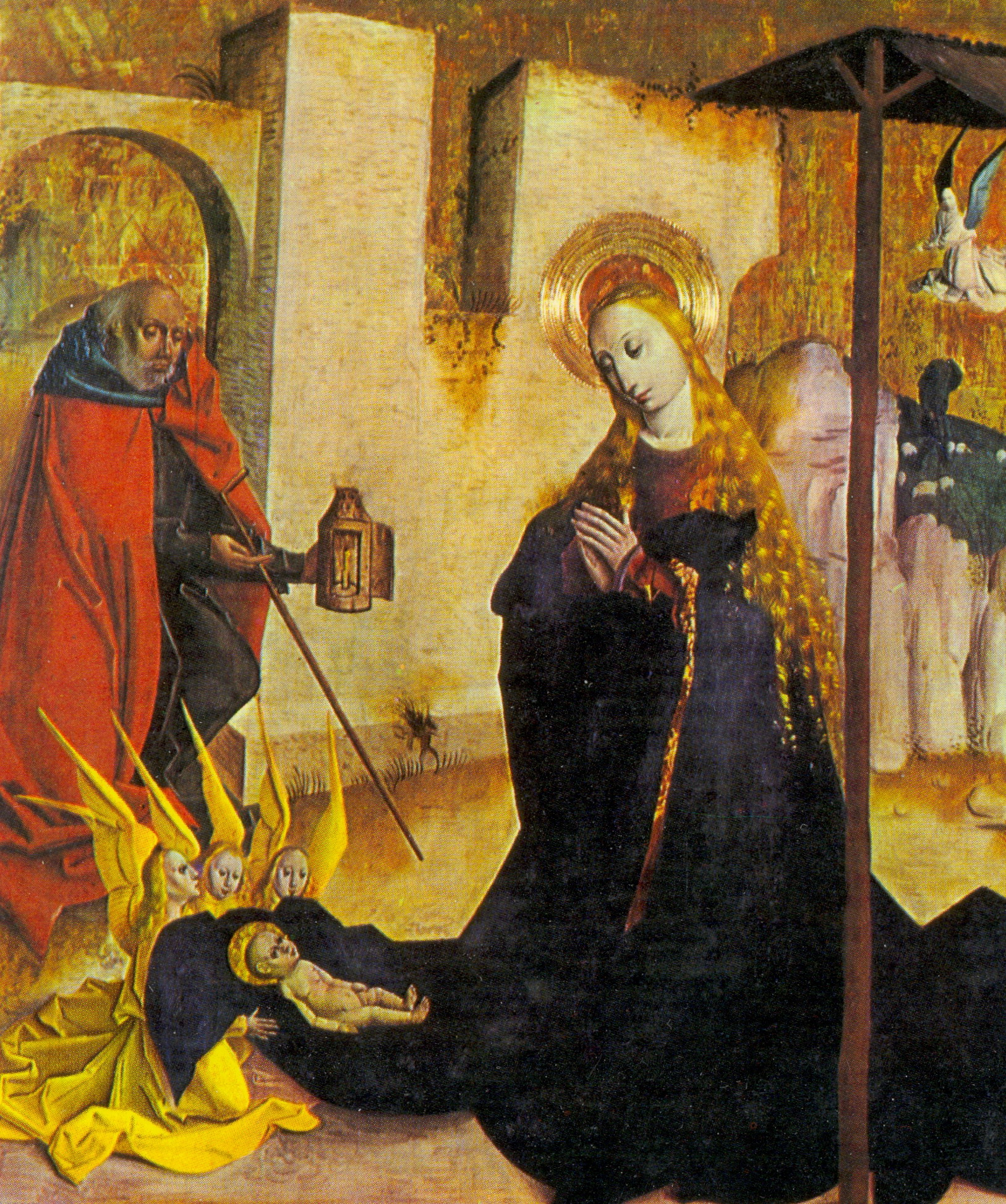
O estábulo encontra-se fora das muralhas da cidade, com os pastores na colina por trás; Eslováquia, c.1490

O conjunto dos temas relacionados com a Natividade têm início com a genealogia de Jesus, conforme referida nos evangelhos de Mateus e de Lucas. Esta linhagem, ou árvore genealógica é frequentemente representada visualmente por uma árvore de Jessé, que floresce a partir de Jessé, pai do rei David.
Nos evangelhos, relata-se que a Virgem Maria foi nubente de José, mas antes de ser sua esposa de pleno direito, um anjo apareceu-lhe anunciando que daria à luz uma criança que seria o Filho de Deus. Este evento, referido como a Anunciação é frequentemente representado na arte. O Evangelho de Mateus relata que um anjo desvaneceu os receios de José ao descobrir a gravidez de Maria, e instruiu-o para dar o nome de Emmanuel ("Deus connosco") à criança e a chamar a si a responsabilidade por ela. Esta última cena apenas ocasionalmente tem manifestações na arte.
O evangelho de Lucas, José e Maria viajam até Belém, cidade dos parentes de José, de forma a serem incluídos nos censos. Esta viagem é um tema muito raro no Ocidente, mas exibido nalguns ciclos bizantinos de grandes dimensões. Na viagem, Maria deu à luz o infante, num estábulo, uma vez que não haveria vagas nas estalagens. É nesta situação que aparece um anjo aos pastores nas proximidades, indicando-lhes que "Cristo Salvador" tinha nascido. Os pastores deslocam-se ao estábulo e observam o bebé, enrolado em vestes e no comedouro dos animais, tal como o anjo lhes havia descrito.
No calendário litúrgico, a Natividade é sucedida pela circuncisão de Jesus no dia 1 de Janeiro, que apenas é mencionada brevemente nos evangelhos, e que se assume ter ocorrido de acordo com a lei e costume Judaicos. A Apresentação de Jesus no Templo é celebrada dia 2 de Fevereiro e descrita por Lucas. Ambos os eventos têm tradição iconográfica, não coberta por este artigo.
A narrativa é retomada no evangelho de Mateus e relata que sábios do oriente avistaram uma estrela, tendo-a seguido, acreditando que os levaria ao novo rei. Ao chegar a Jerusalém dirigem-se ao palácio onde o rei poderia ser encontrado, e questionam o déspota residente, o rei Herodes, que se mostra inquieto perante uma eventual usurpação, tendo pedido que o informassem caso encontrassem a criança. Os magos seguem a estrela até Belém, onde oferecem à criança ouro, incenso e mirra. São então avisados num sonho que Herodes pretendia matar a criança, e para regressarem à sua terra por outro caminho. Embora os evangelhos nunca cheguem a mencionar o número dos magos, a tradição narrativa extrapolou que, uma vez oferecidas três prendas, haveria três sábios, os quais eram tratados normalmente por "reis", daí a designação "Três Reis Magos". É como reis que são quase sempre representados na arte a partir de 900. Há uma grande variedade de temas envolvendo estas figuras, mas a Adoração dos Magos, no momento em que oferecem as suas prendas e, na tradição Cristã, veneram Jesus, é de longe o mais popular.
Tanto a Anunciação aos Pastores como a Adoração dos Pastores, que representa a veneração dos pastores ao recém-nascido, são frequentemente conjugados com o tema da Natividade e a visita dos Magos desde muito cedo. O primeiro representa a divulgação da mensagem de Cristo ao povo Judeu e o último aos infiéis.

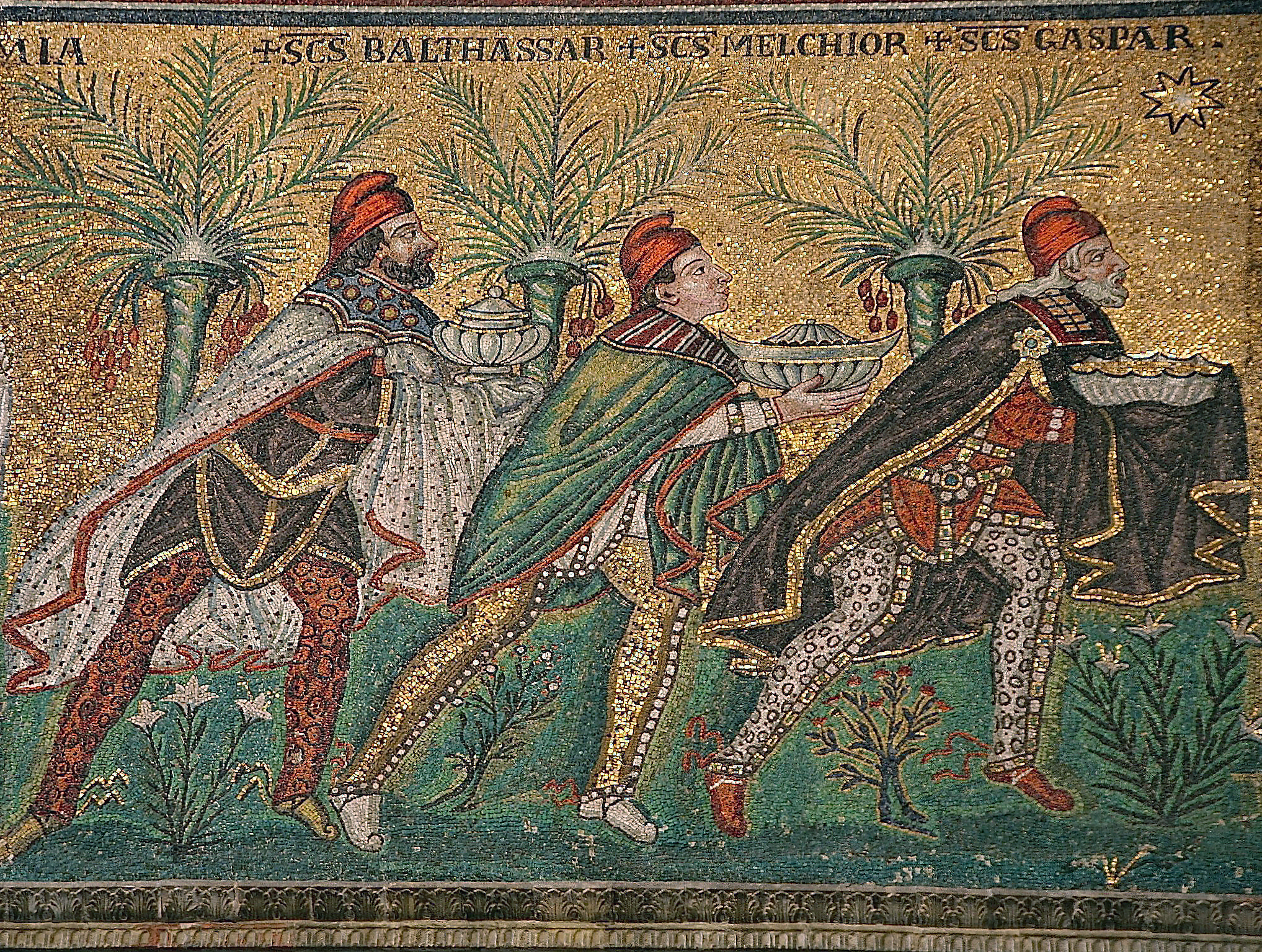
Mosaico do fim do século VI, na Basílica de Santo Apolinário Novo, Ravena: Reis Magos apresentam as suas oferendas, envergando trajes Persas.
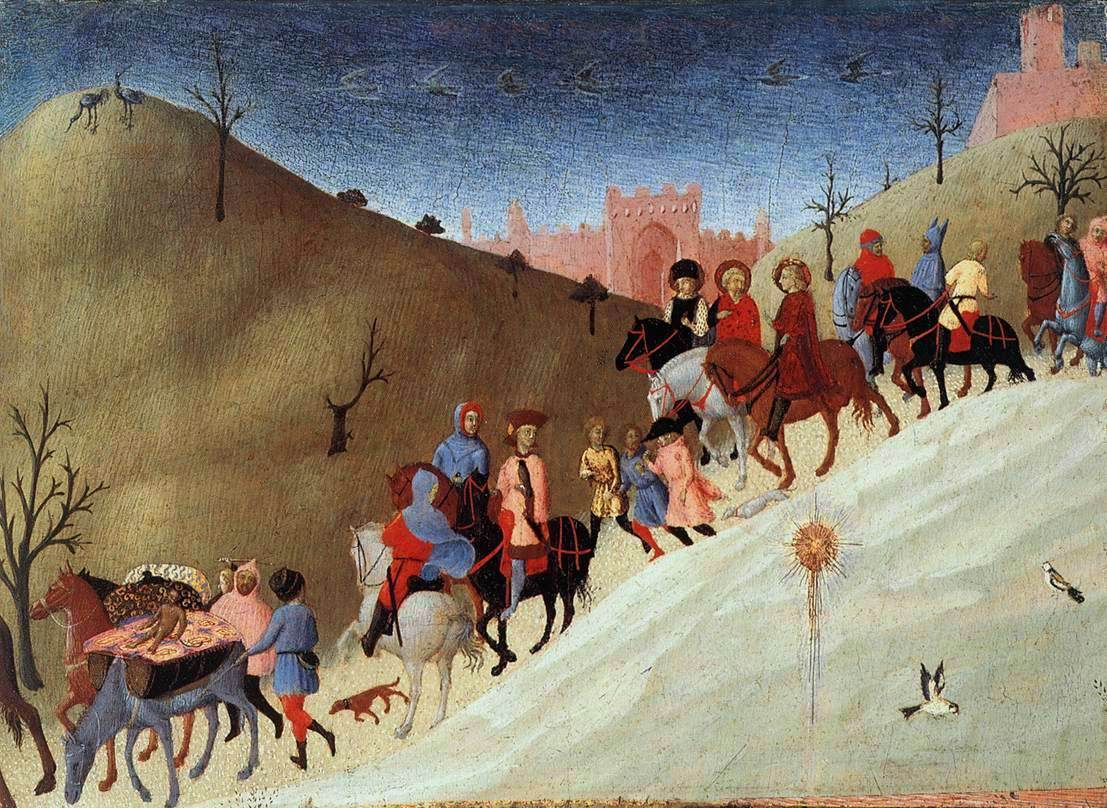
Stefano di Giovanni, a Viagem dos Magos
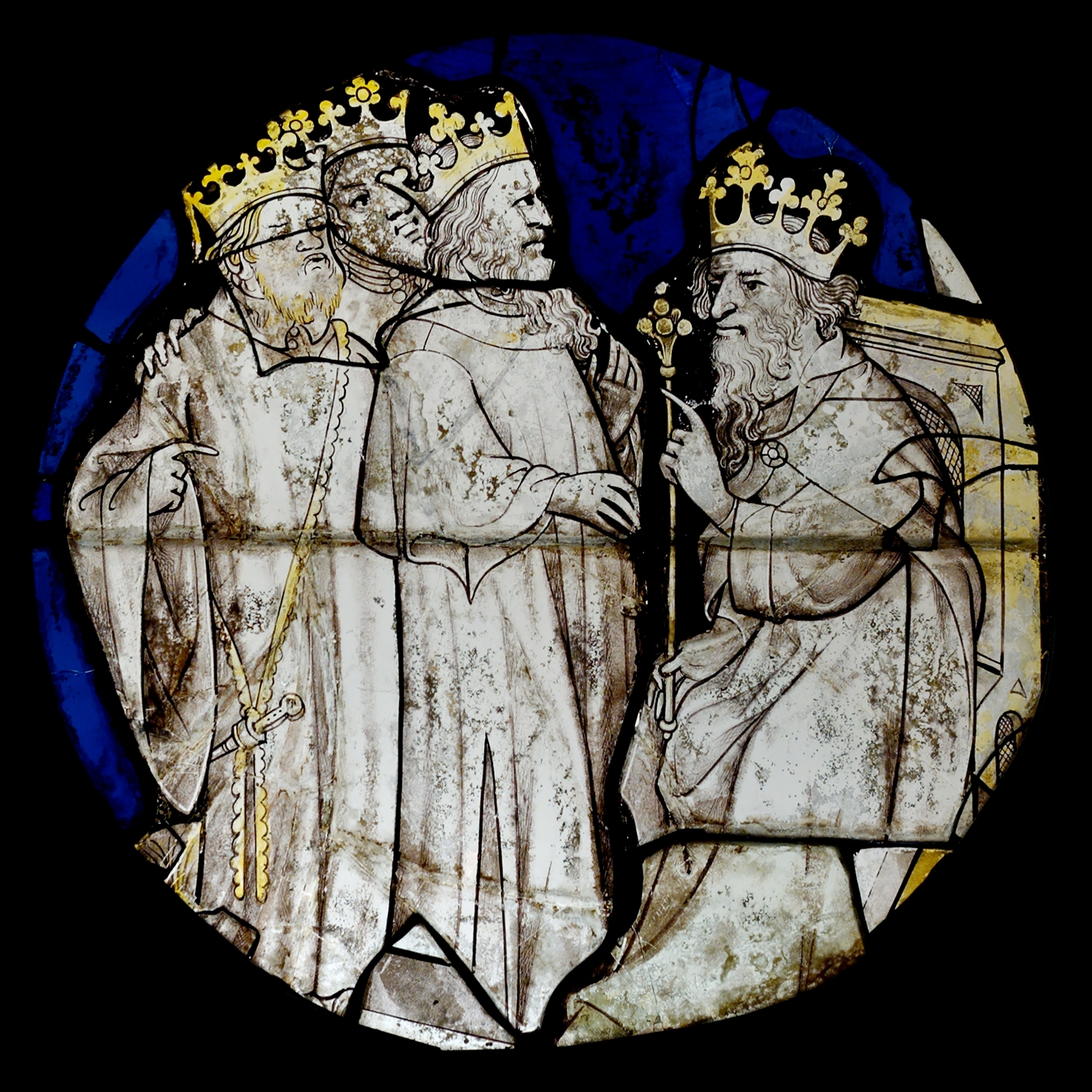
Os Magos perante Herodes, vitral Francês do século XV.
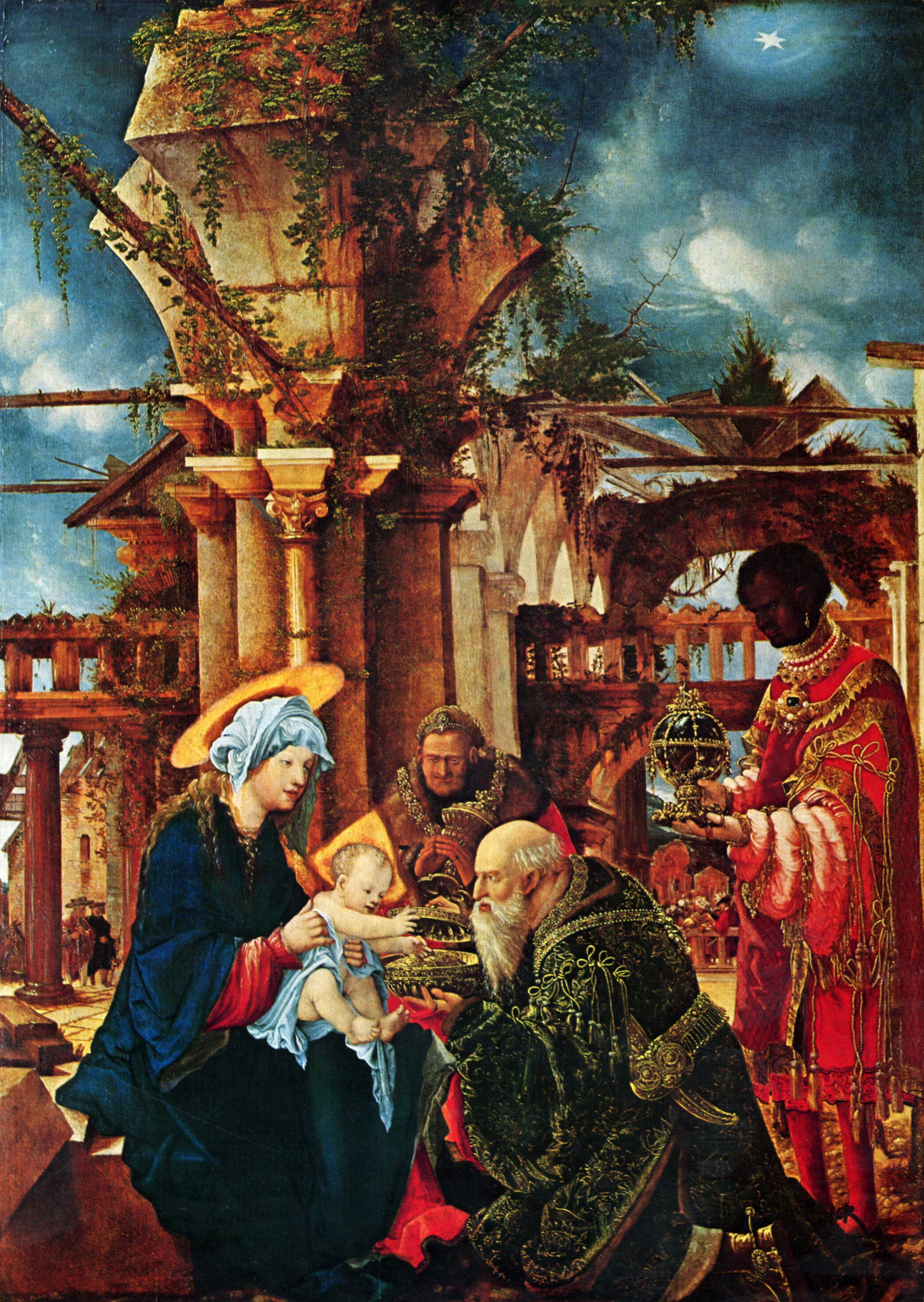
Adoração dos Magos, Albrecht Altdorfer, c. 1530

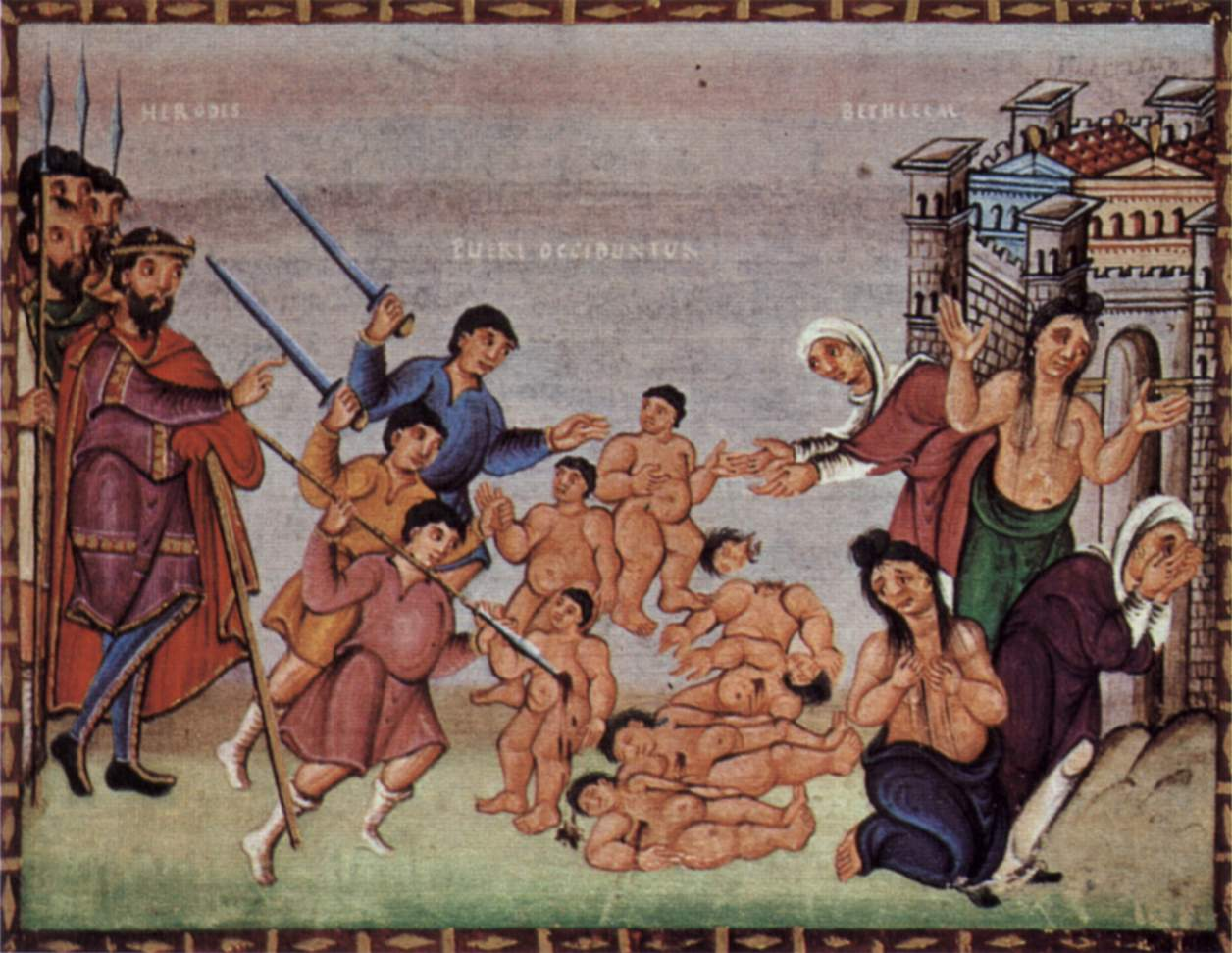
Massacre dos Inocentes, Codex Egberti, finais do século X.

Há também séries de obras de arte muito detalhadas, desde vitrais até ciclos de frescos que mostram cada faceta da narrativa, e que são parte de um dos dois temas mais populares para ciclos narrativos na história da arte: a Vida de Cristo e a Vida da Virgem. É também uma das doze Festividades da Igreja Ortodoxa, um ciclo popular na arte Bizantina.
A narrativa prossegue com o Rei Herodes questionando os seus conselheiros sobre antigas profecias que descrevam o nascimento de tal criança. Como resultado, ordena ao exército que mate cada criança do sexo masculino mais novo que dois anos na cidade de Jerusalém. No entanto, José teria sido avisado num sonho, e foge com Maria e Jesus para o Egipto. A cena do Massacre dos Inocentes, como é referenciado o assassínio das crianças, foi um tema particularmente popular durante a Alta Renascença e o Barroco. A Fuga para o Egito foi outro tema popular, mostrando Maria com o bebé montada num burro e conduzida por José, aludindo à iconografia bizantina mais antiga da Viagem a Belém.

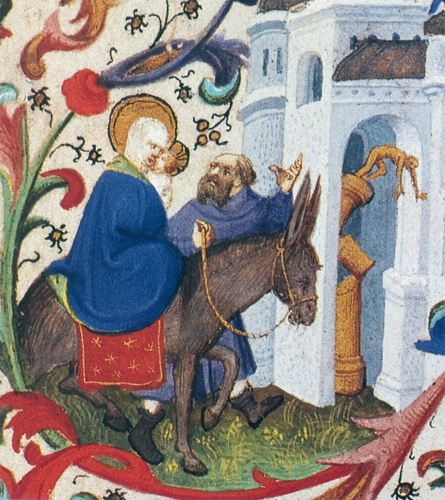
Fuga para o Egito, Mestre de Bedford, c.1423.

A partir dos primitivos flamengos do século XV em diante, foi mais comum a representação dos temas não bíblicos da Sagrada Família em repouso durante a viagem, tema designado por Repouso na Fuga para o Egipto, onde são frequentemente acompanhados por anjos, e nalguns casos, sobretudo em pinturas mais antigas, por uma criança mais velha que pode ter representado Tiago, irmão do Senhor, interpretado como sendo filho de José de um casamento anterior. O fundo destas cenas, até à revisão do Concílio de Trento, é composto por vários milagres apócrifos, e uma das primeiras manifestações do género da pintura de paisagem. No Milagre do milho, os soldados interrogam os camponeses, perguntando quando é que a sagrada Família terá passado, ao que respondem que terá sido quando semearam o trigo. Contudo, o trigo tinha milagrosamente crescido. No Milagre do ídolo, uma estátua pagã cai do seu pedestal quando Jesus passa por ela, e uma fonte aparece no deserto (originalmente separados, estes milagres passam a ser conjugados na mesma representação). Em cenas menos frequentes, um grupo de assaltantes desiste da tentativa de assalto aos viajantes e uma palmeira dobra-se para permitir colher os seus frutos.
Outro tema é o encontro de Jesus infante com o seu primo, o infante João Batista que, de acordo com o mito, foi resgatado de Belém antes do massacre pelo arcanjo Uriel, tendo-se juntado à Sagrada Família no Egipto. Este encontro das duas crianças sagradas foi amplamente pintado durante o Renascimento, depois de ter sido popularizado por Leonardo da Vinci e Rafael.

## História da representação

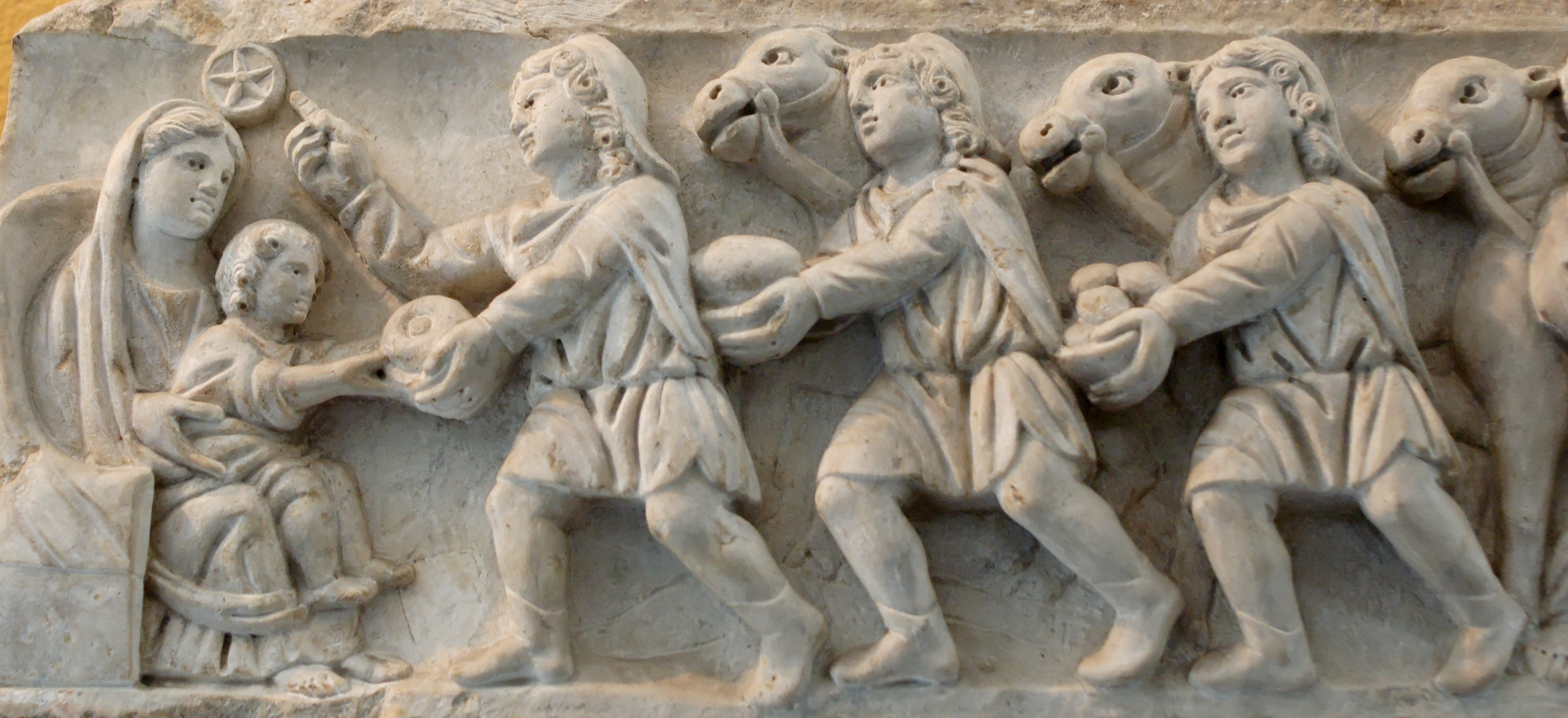
Magos com oferendas, sarcófago do século IV, Roma

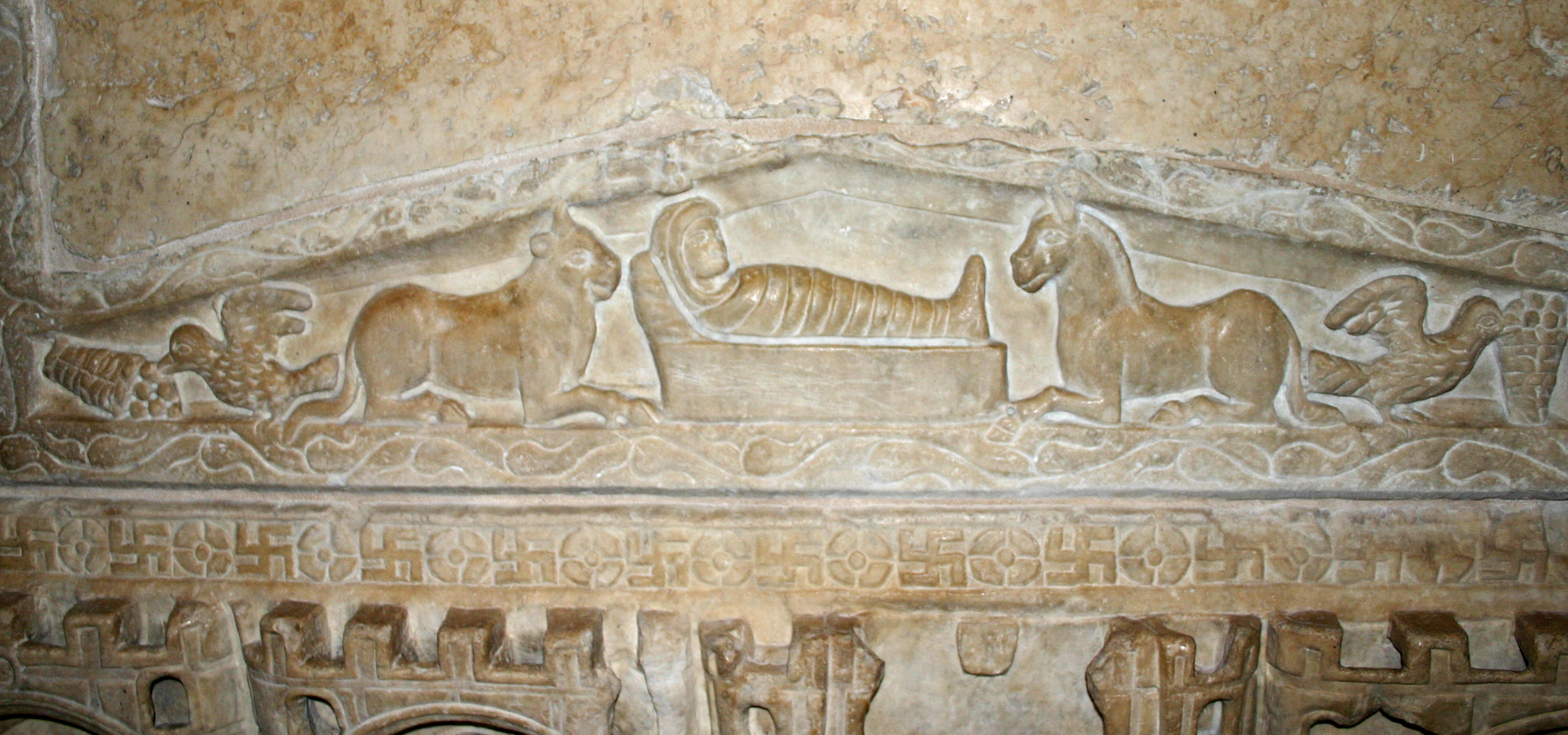
Sarcófago do século IV, Milão; uma das mais antigas imagens da Natividade conhecidas.

### Período paleocristão
Nos primeiros séculos da Cristandade, a festividade da Epifania, em comemoração da visita dos Reis Magos, tinha maior importância do que o Natal. O primeiro registo chegado até nós da celebração do Natal data de 354 e a mais antiga representação pictórica da Natividade de Jesus são os sarcófagos de Roma e da Gália do sul, também por volta desta data. São posteriores às primeiras cenas da Adoração dos Magos, que aparecem já nas catacumbas de Roma, onde os cristãos primitivos enterravam os mortos, muitas vezes decorando as paredes das passagens subterrâneas com pinturas. Muitas delas são anteriores à legalização do culto Cristão pelo Imperador Constantino no início do século IV. Normalmente os magos são representados juntos, segurando as oferendas à sua frente, em direcção à Virgem que se encontra sentada com Cristo ao colo. A iconografia é muito semelhante aos prestadores de Tributo muito frequente na arte de maior parte das culturas do Mediterrâneo e do Médio Oriente, recuando até cerca de dois milénios no caso do Egipto. Nas arte Romana da época, os Bárbaros derrotados entregam frequentemente grinaldas douradas ao Imperador entronado.
As representações primitivas da Natividade são bastante simples, apenas mostrando o infante, levemente envolto em roupagens, deitado perto do chão num cesto de palha. A vaca e o burro estão sempre presentes, mesmo quando Maria ou qualquer outro humano não o está. Embora os animais não sejam mencionados nos evangelhos, a sua presença era ceite e confirmada por alguns versículos do antigo testamento, como em Isaías 1,3.

### Representação Bizantina

#### Tradição Bizantina e Ortodoxa

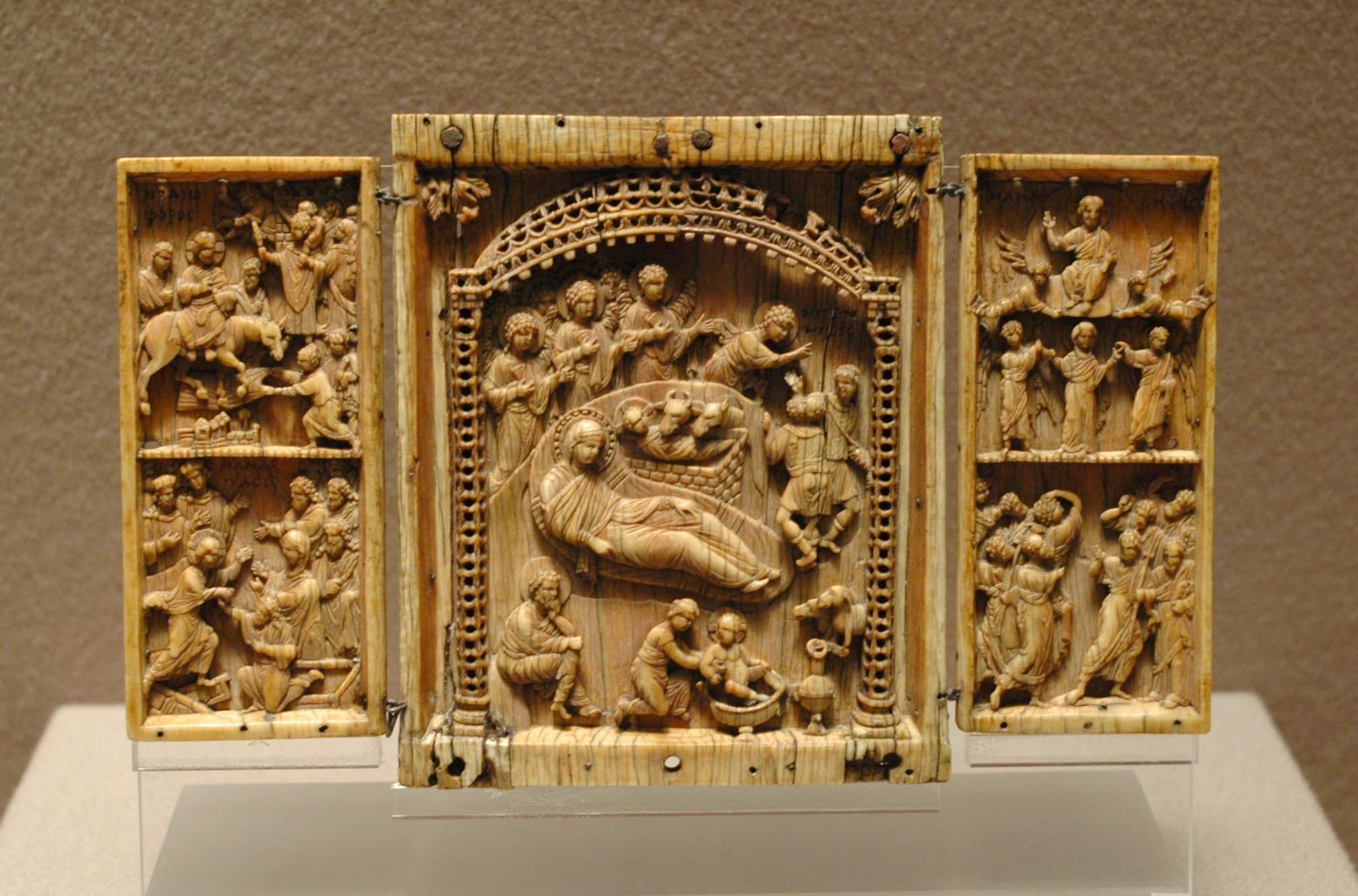
Cenas da vida de Jesus Cristo, tríptico. Constantinopla, c. finais do século X, marfim. Museu do Louvre
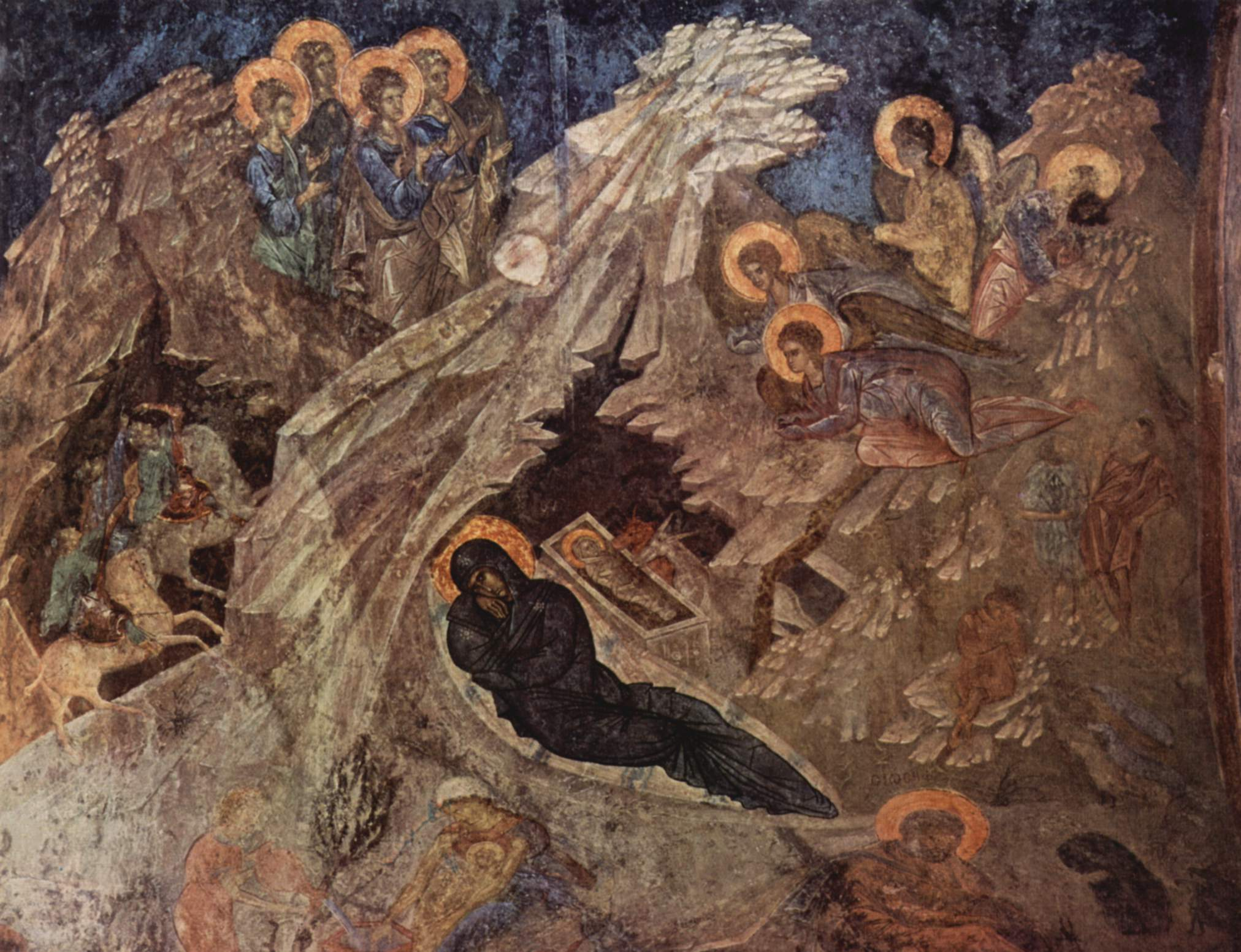
fresco Bizantino de Mistra, Grécia, meados do século XIV
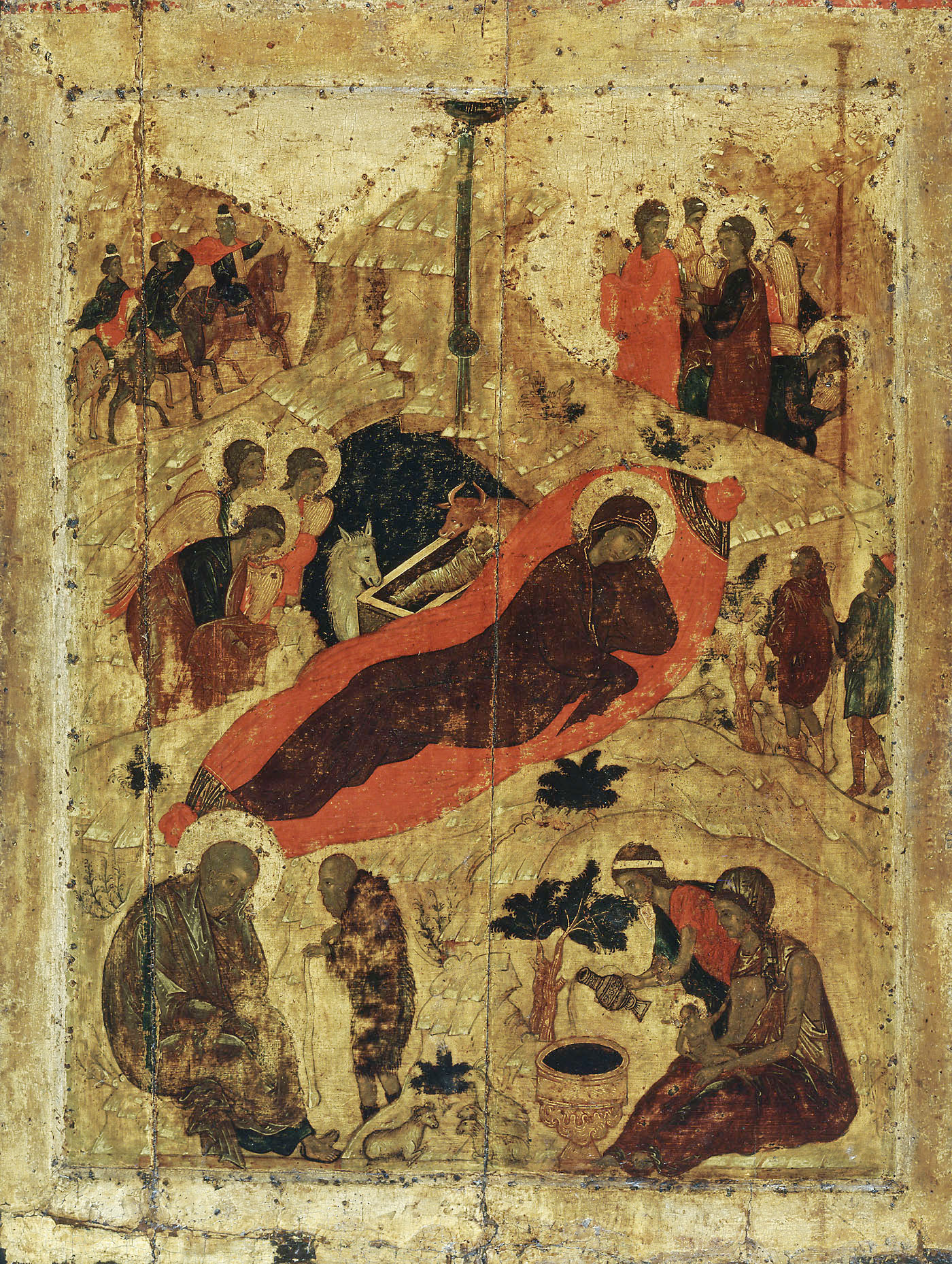
Andrei Rublev, 1405, no Kremlin de Moscovo.
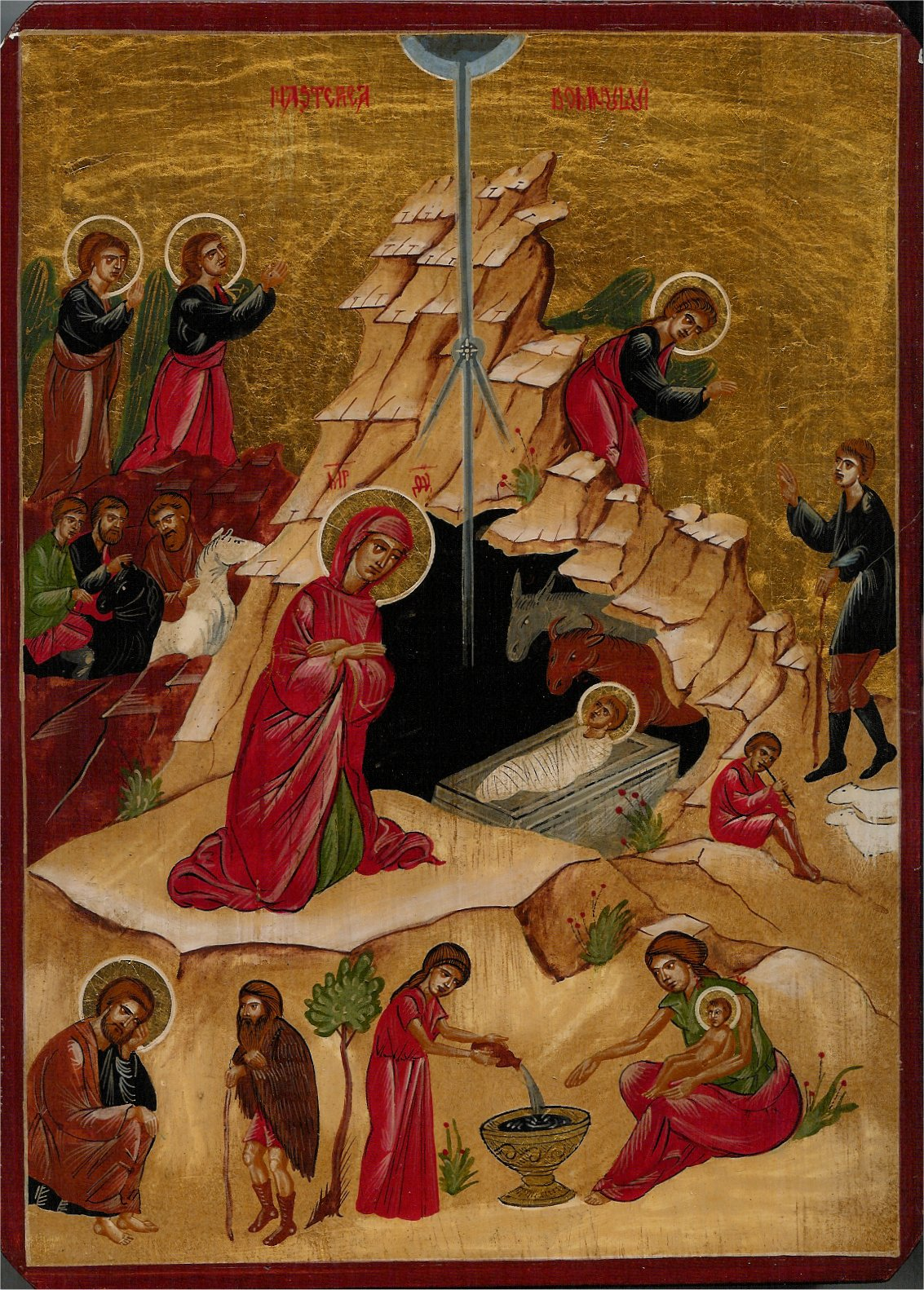
Ícone moderno Romeno, com iconografia muito semelhante à de Rublev, mas com elementos ocidentais, como a Virgem ajoelhada

#### Tradição tardo-Bizantina na Europa Ocidental

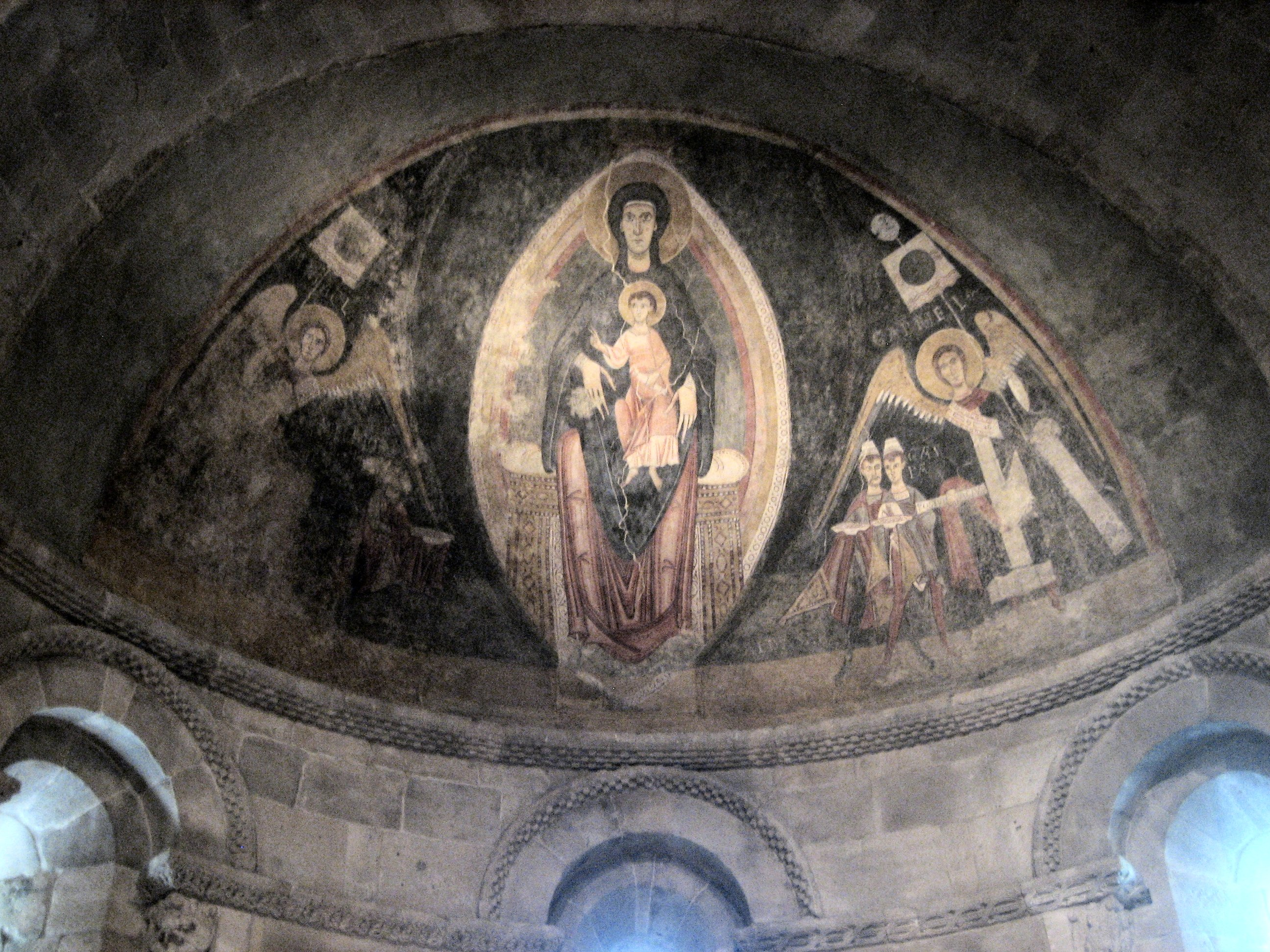
TA Virgem e o Menino em Majestade e a Adoração dos Magos, fresco românico, Espanha, c. 1100
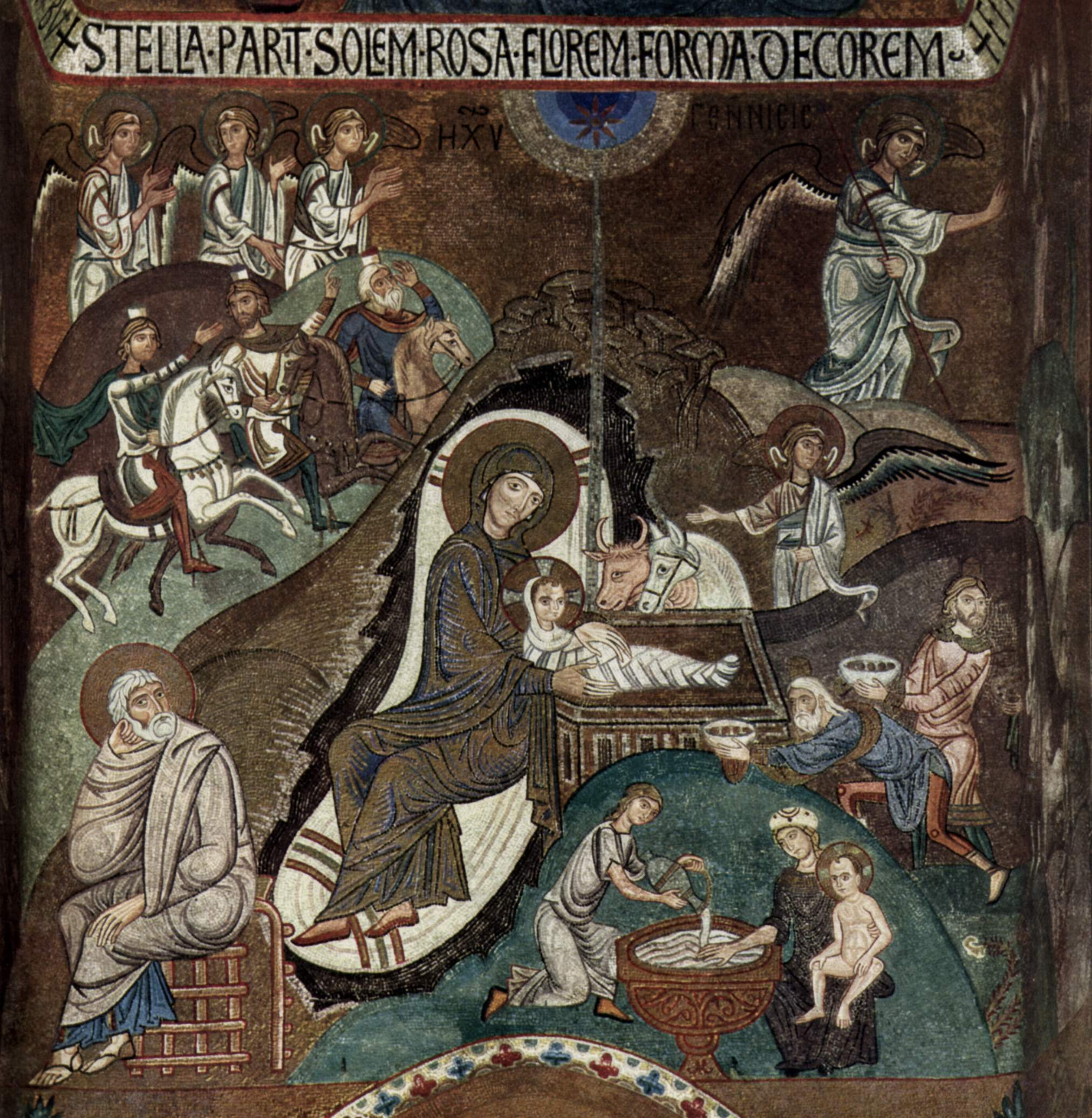
Mosaico Bizantino, Palermo, 1150
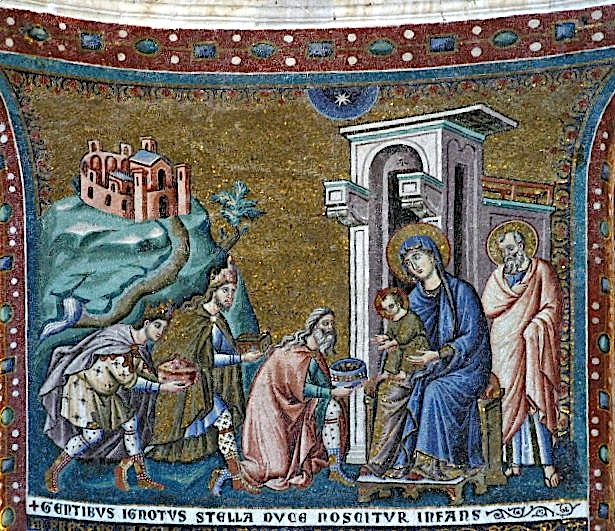
Mosaicos medievais em Santa Maria de Trastevere, Roma.
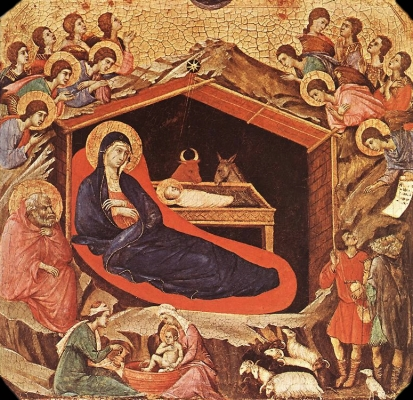
Natividade na Maestà de Duccio, século XIII

### Medieval

#### Pintura Ocidental da Alta Idade Média

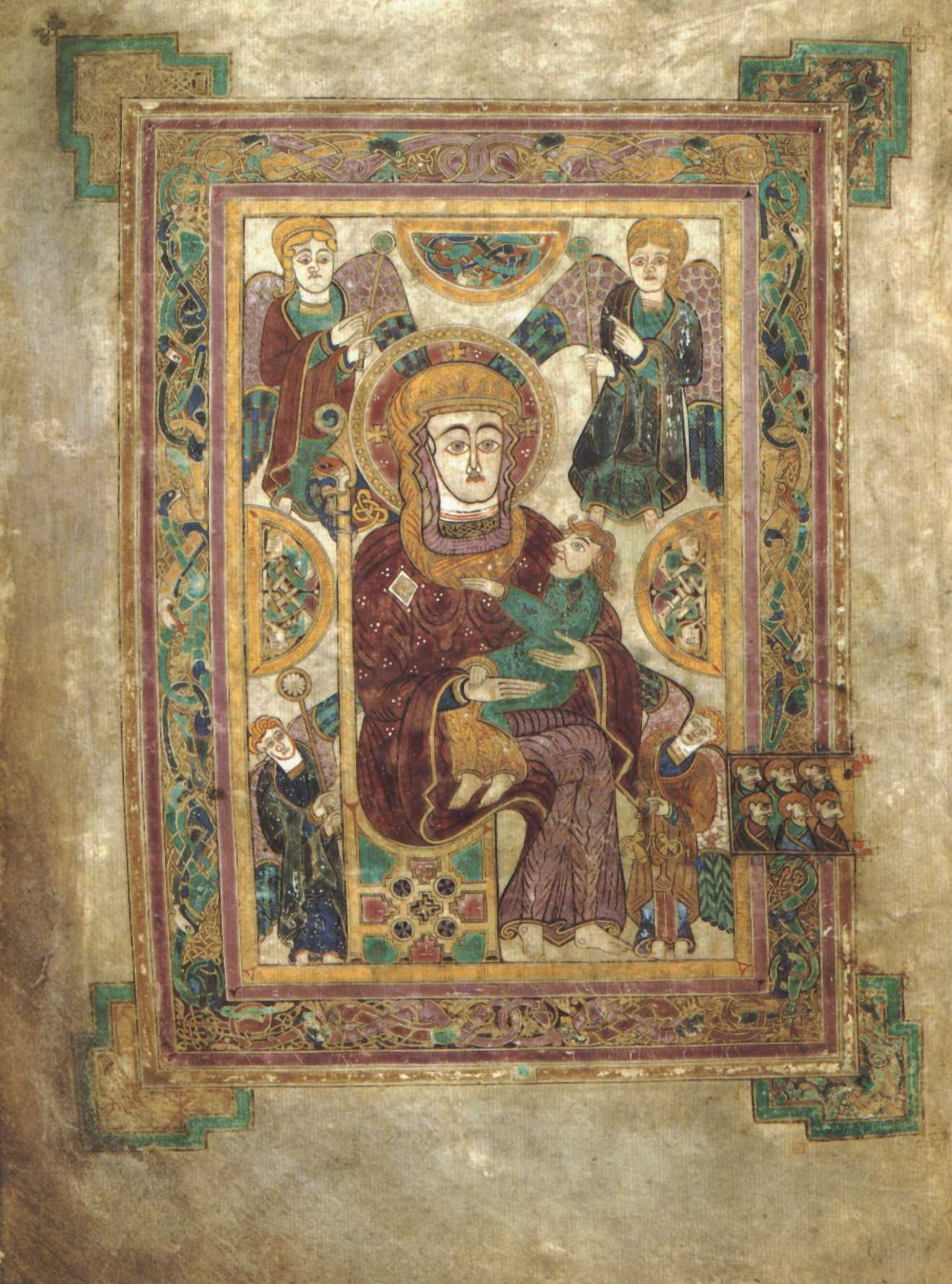
A mais antiga Madona com o Menino Ocidental conhecida, no Livro de Kells, no início do Evangelho Segundo Mateus, c.800.
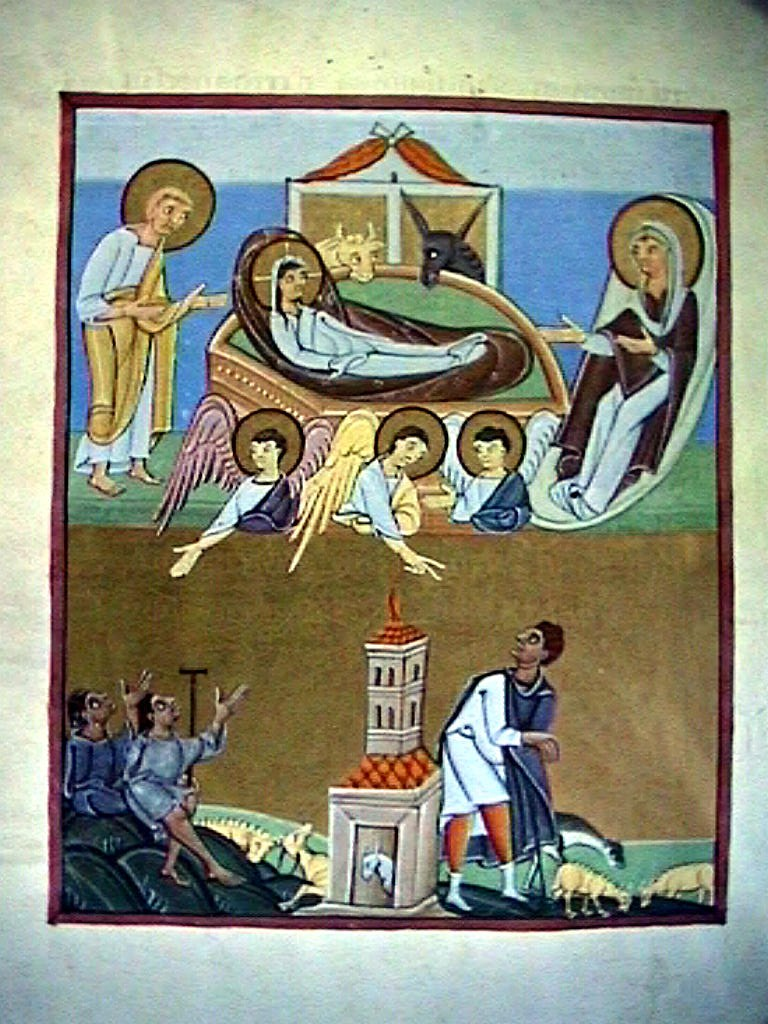
Natividade e Anunciação aos Pastores, do Apocalipse de Bamberg, c.1000-20.
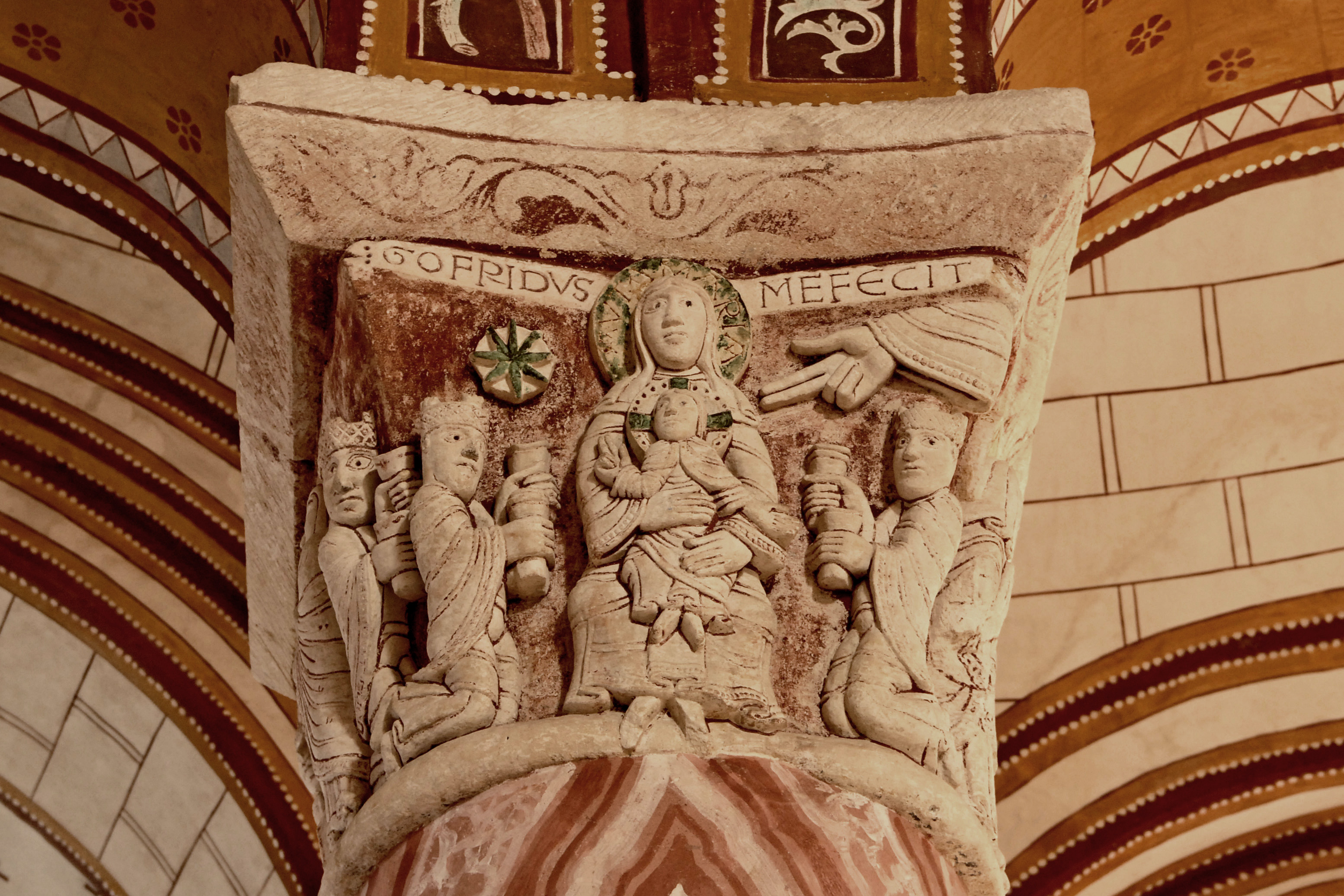
Capitel românico na Igreja de Saint-Pierre, Chauvigny, século XII.
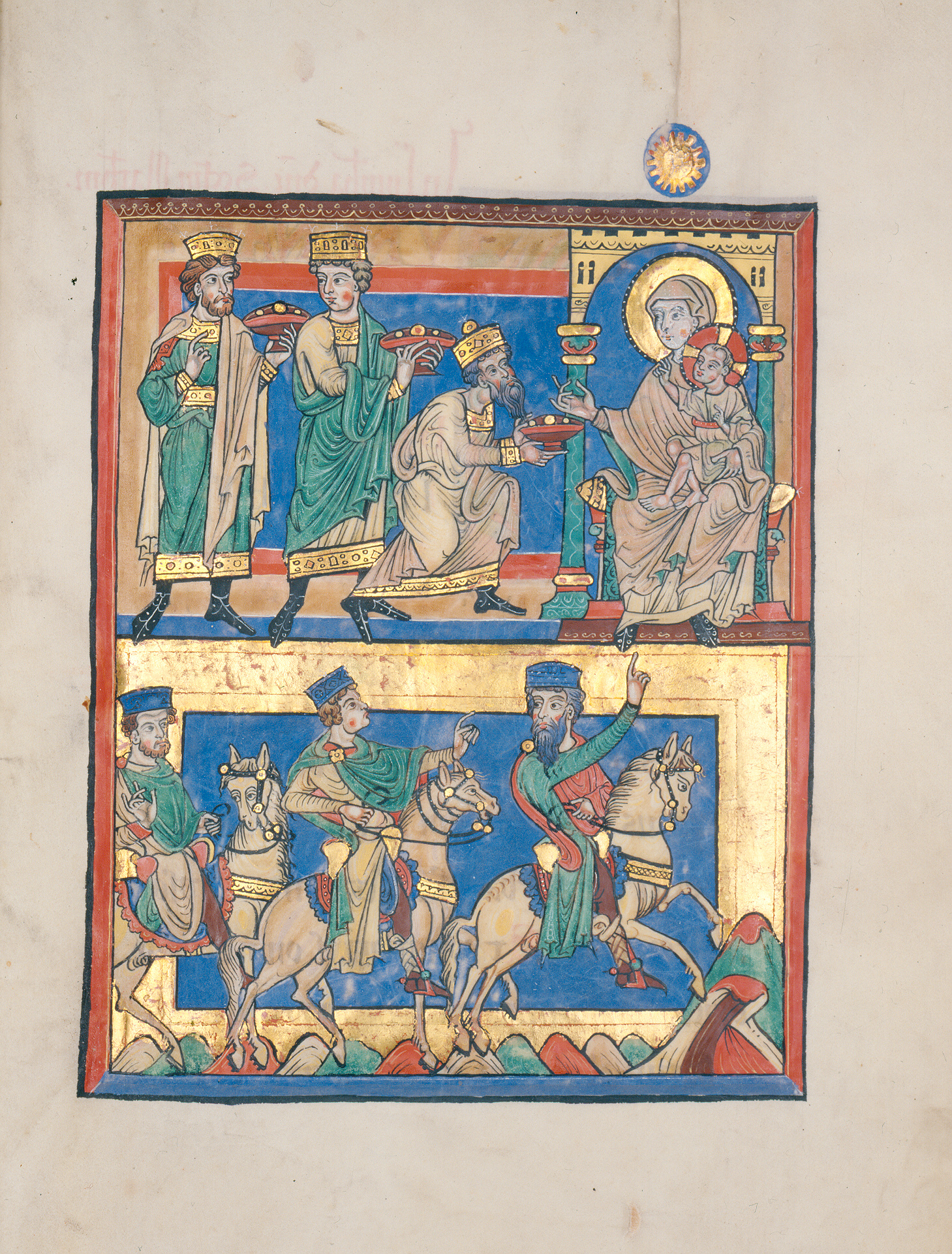
Iluminura Alemã com duas cenas dos Magos, c.1220.

#### Gótico

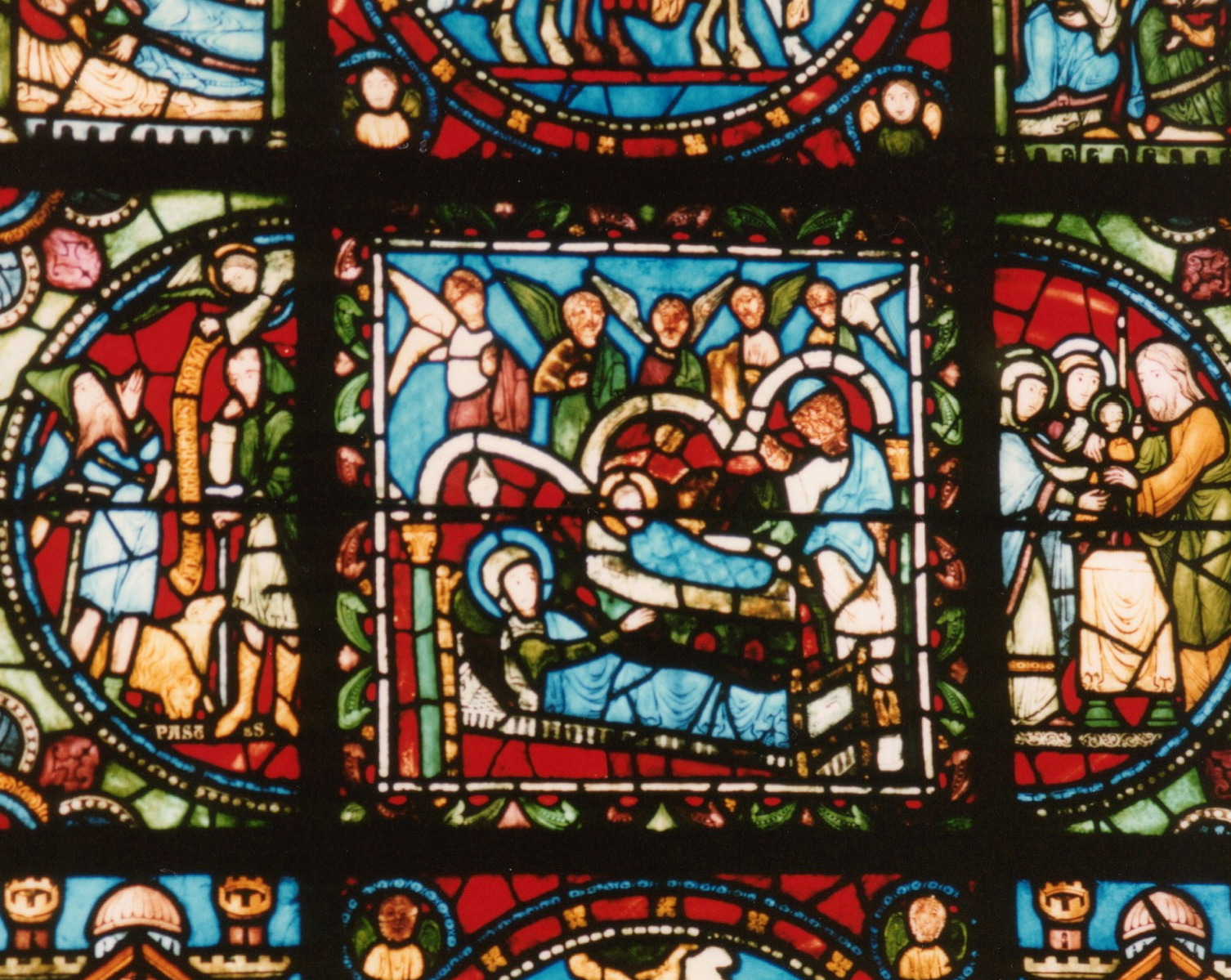
Vitral na Basílica de Saint-Denis, Paris, com leito para Maria.
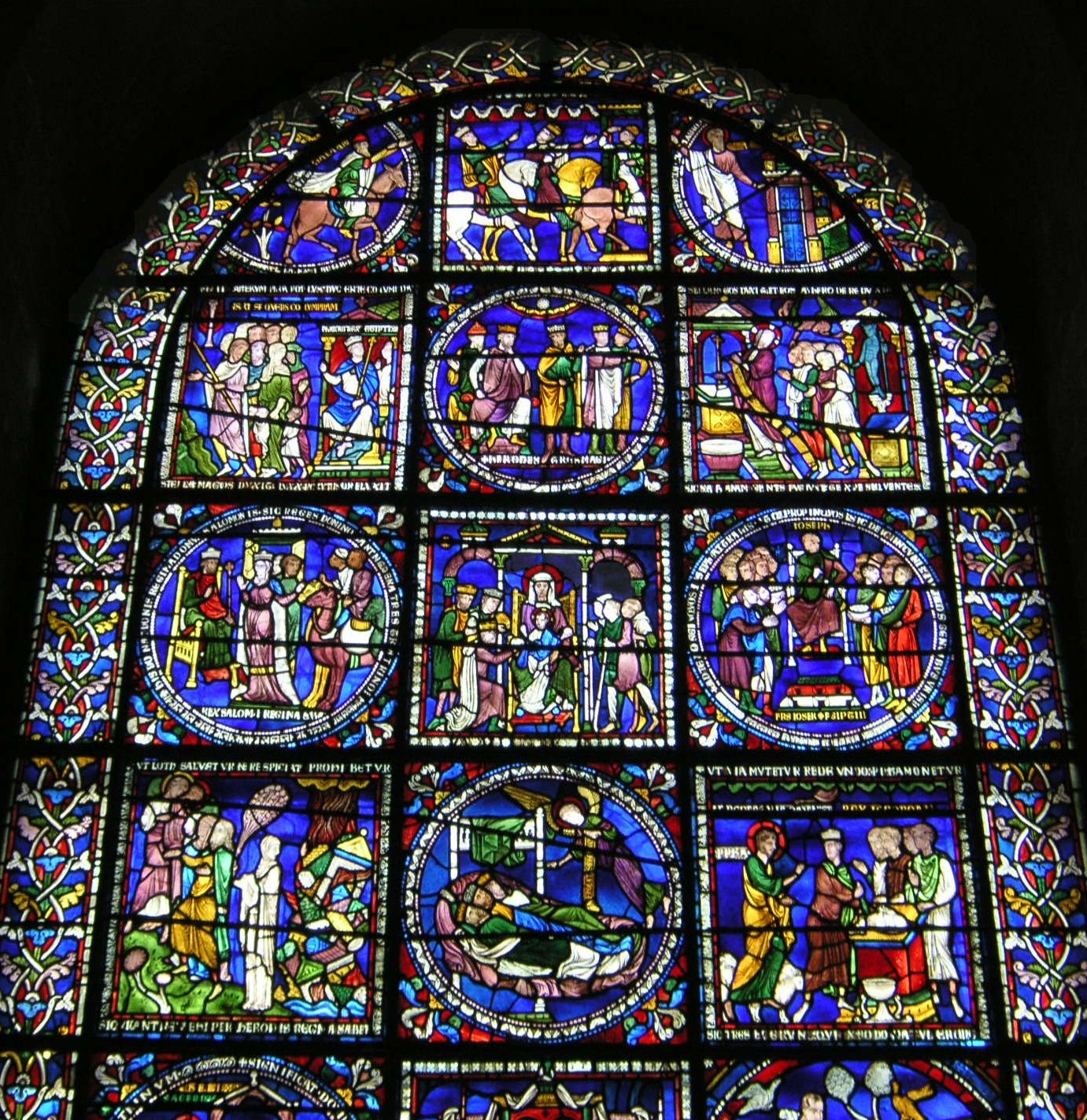
Vitral na Catedral de Cantuária, com a história completa dos Magos e cenas com a mesma tipologia.
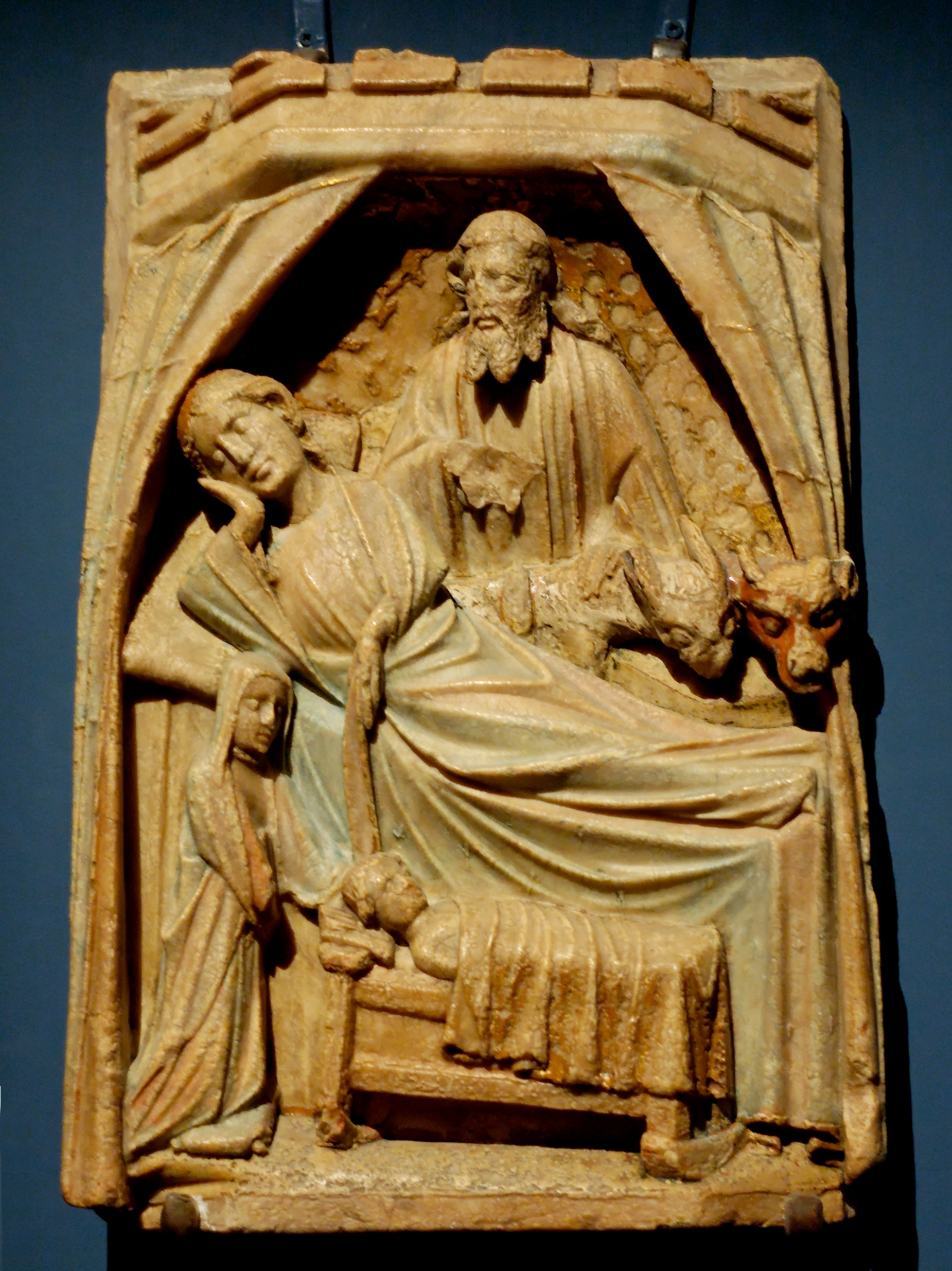
Alabastro Inglês, com Maria em repouso no leito a ser assistida por uma parteira.
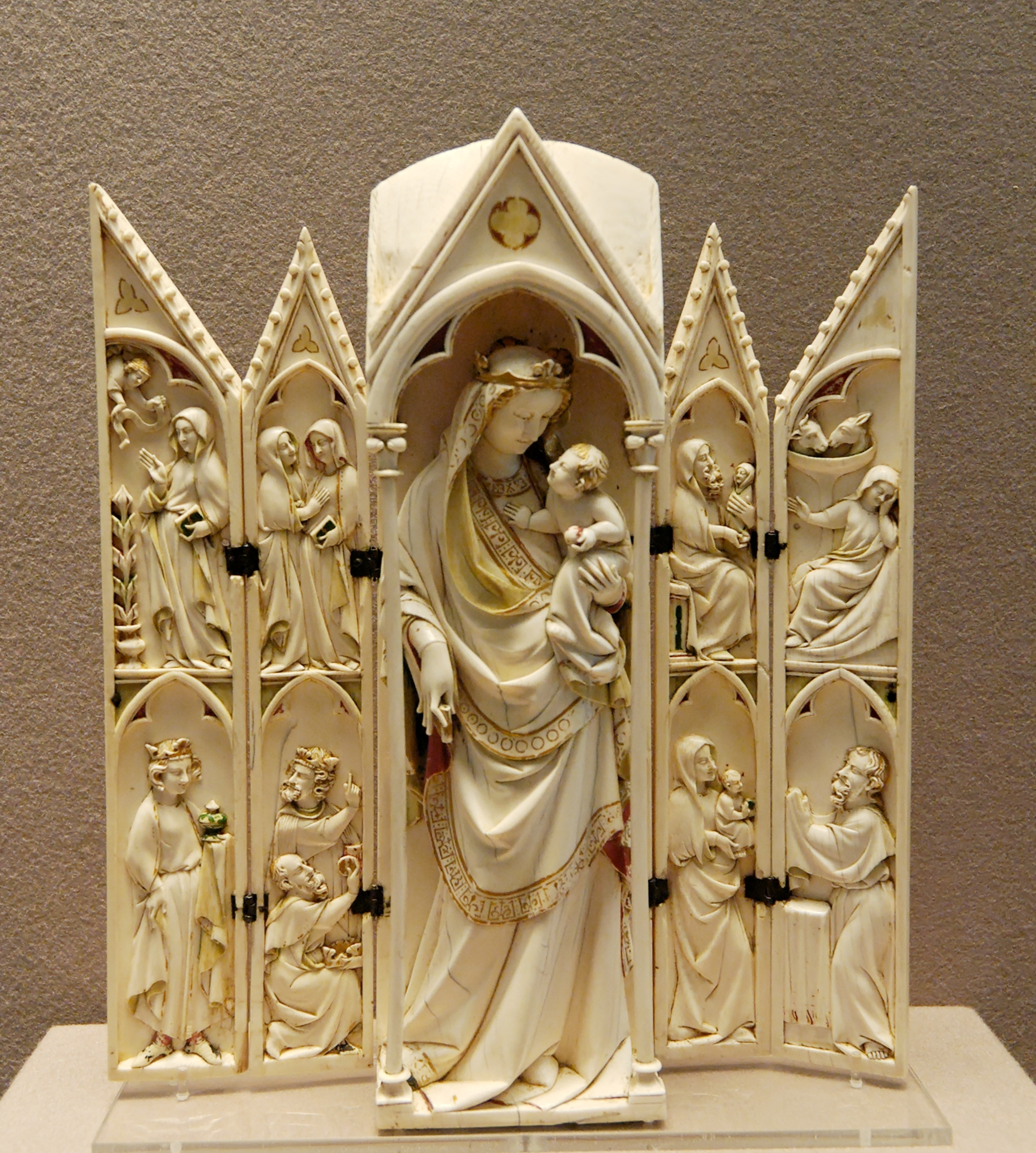
Tríptico de marfim Francês do século XIV, mostrando a Anunciação, Visitação e Natividade, Apresentação e Magos, com um inusitado José a segurar a Criança enquanto Maria dorme.

#### Gótico Internacional

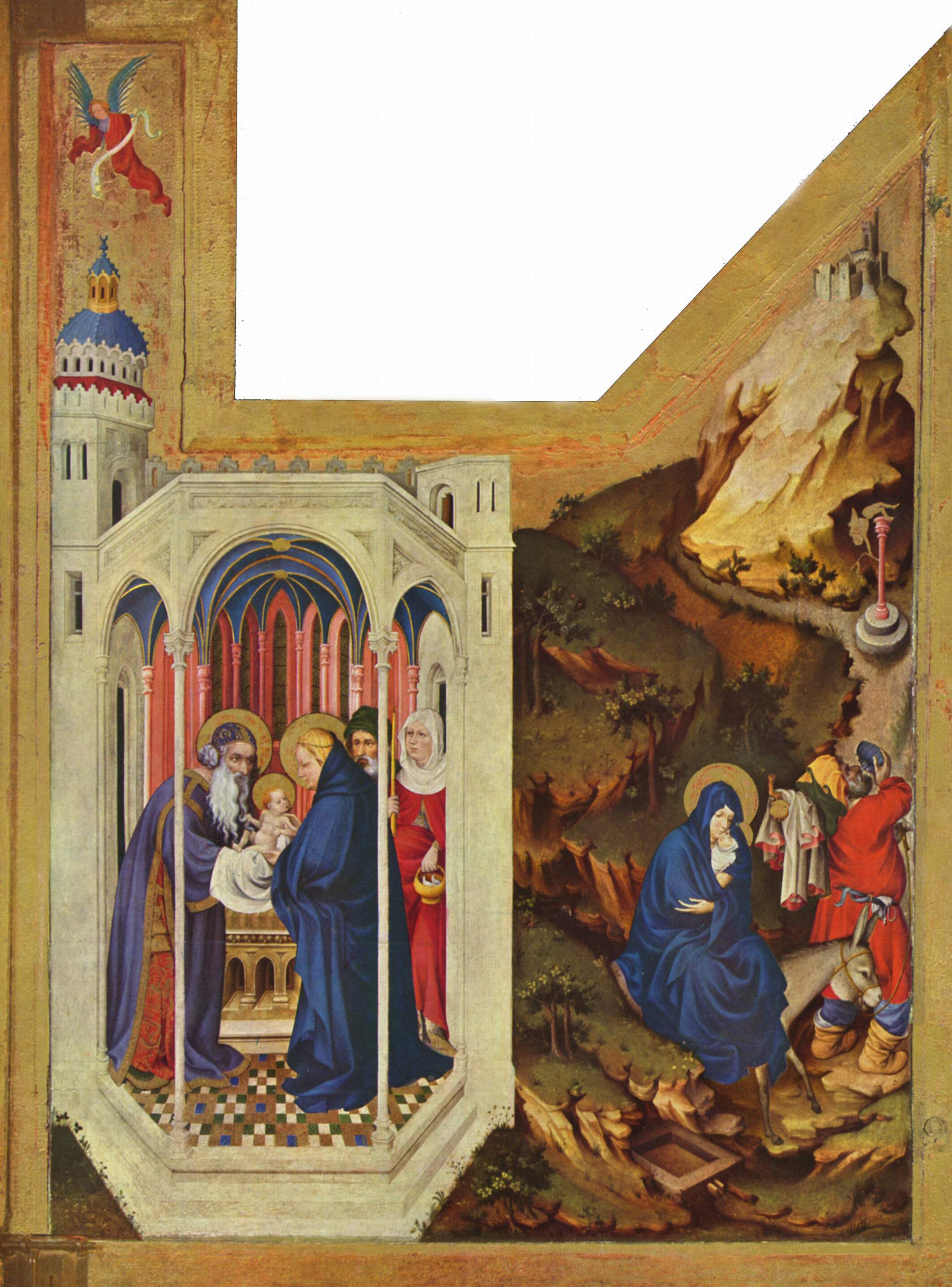
Apresentação de Jesus no Templo e Fuga, com as lendas dos ídolos e da primavera, Melchior Broederlam, Borgonha, c. 1400.
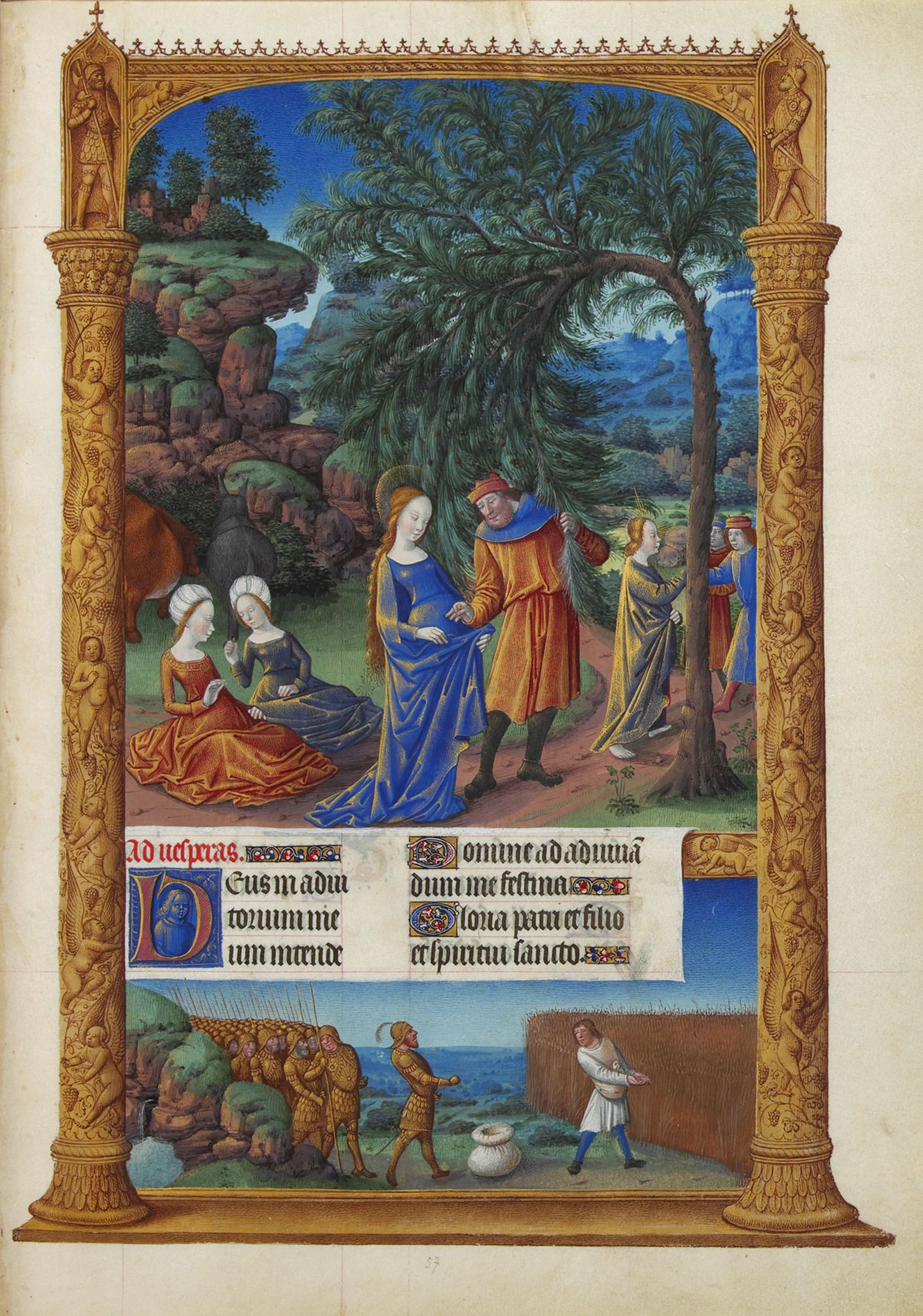
Os milagres da palmeira e do milho durante a Fuga, de um livro de horas, c.1400.
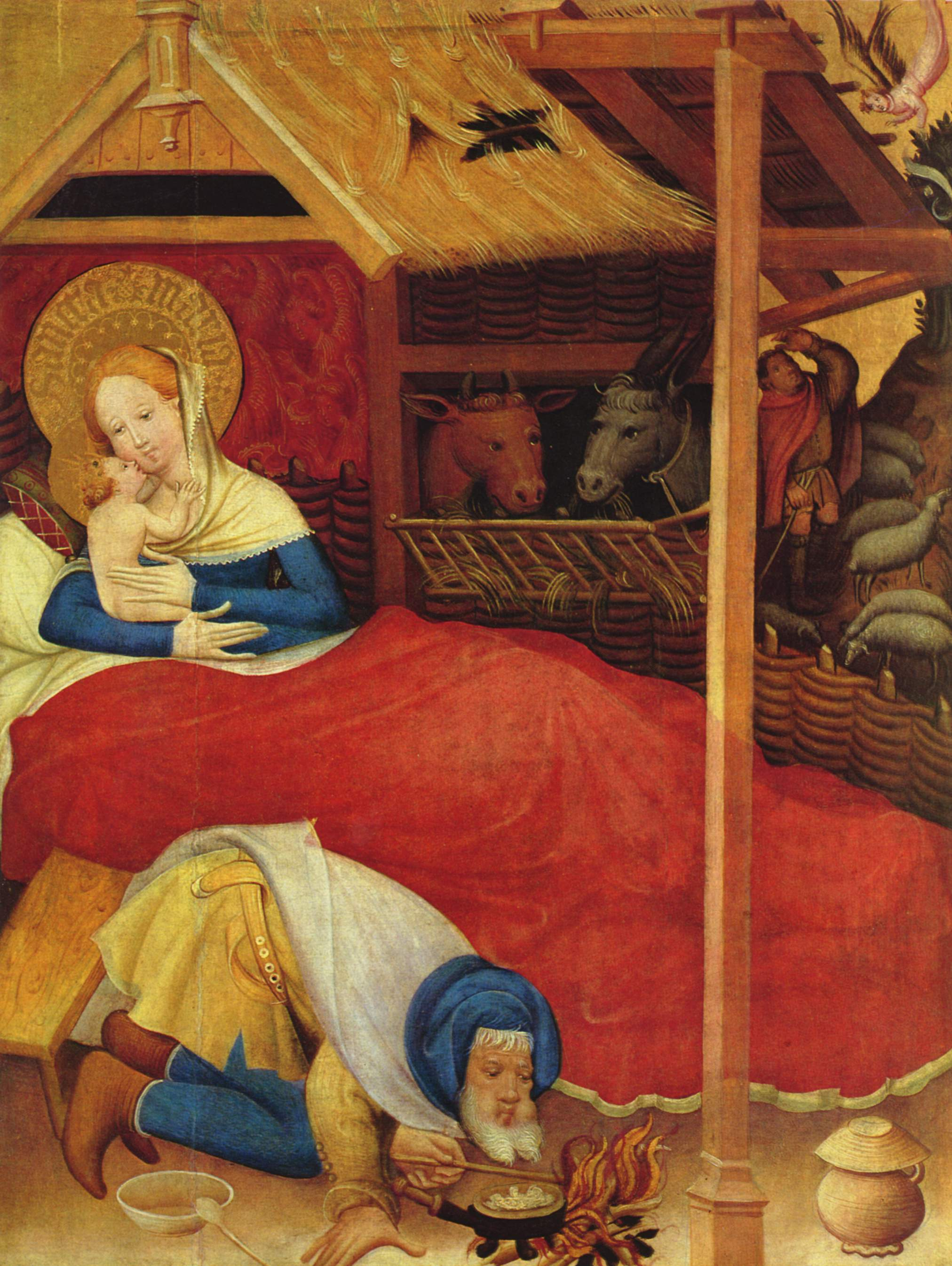
Painel de Conrad von Soest, 1403.
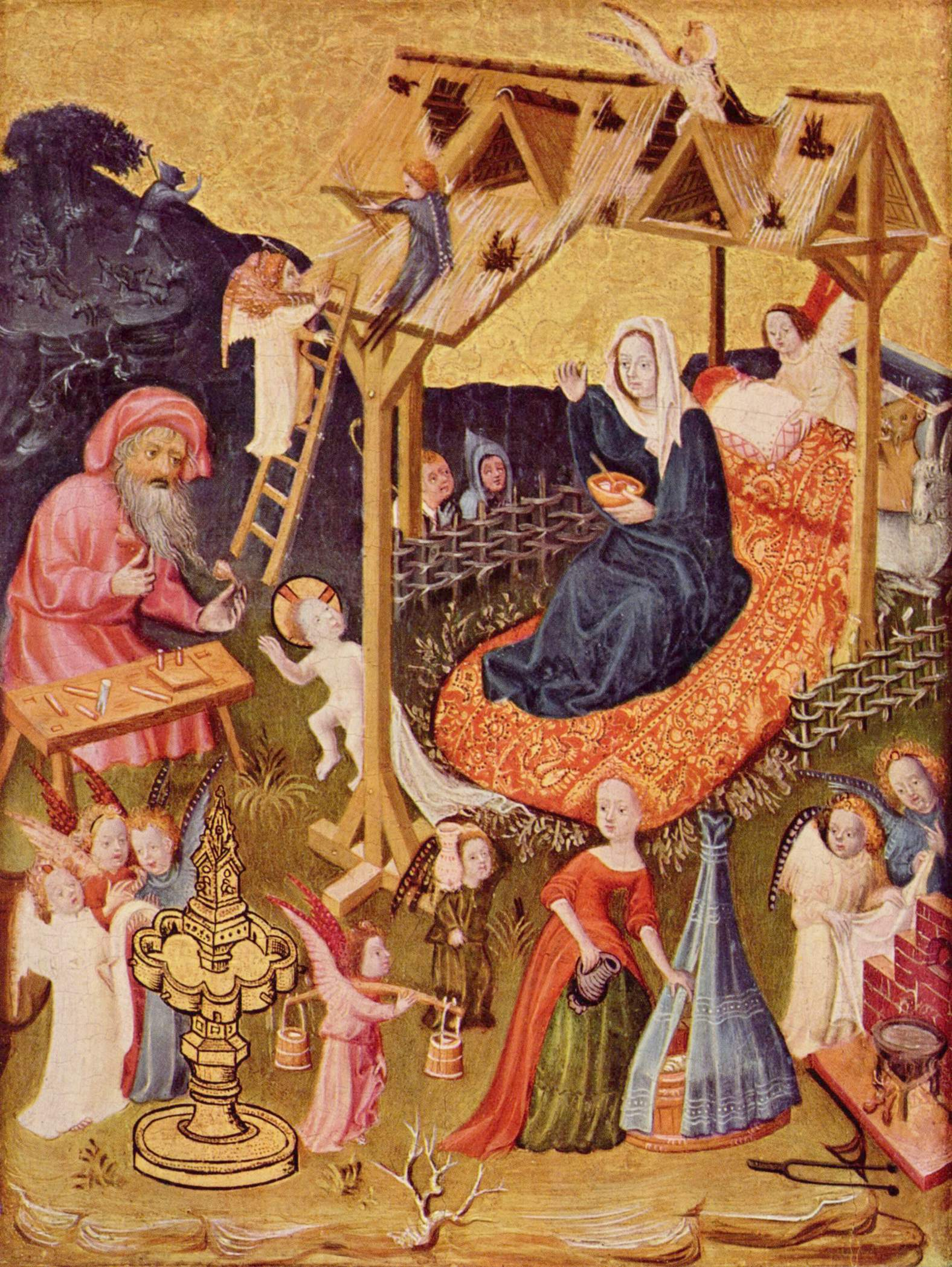
Iluminura Alemã, 1420.

#### Proto-Renascimento Italiano

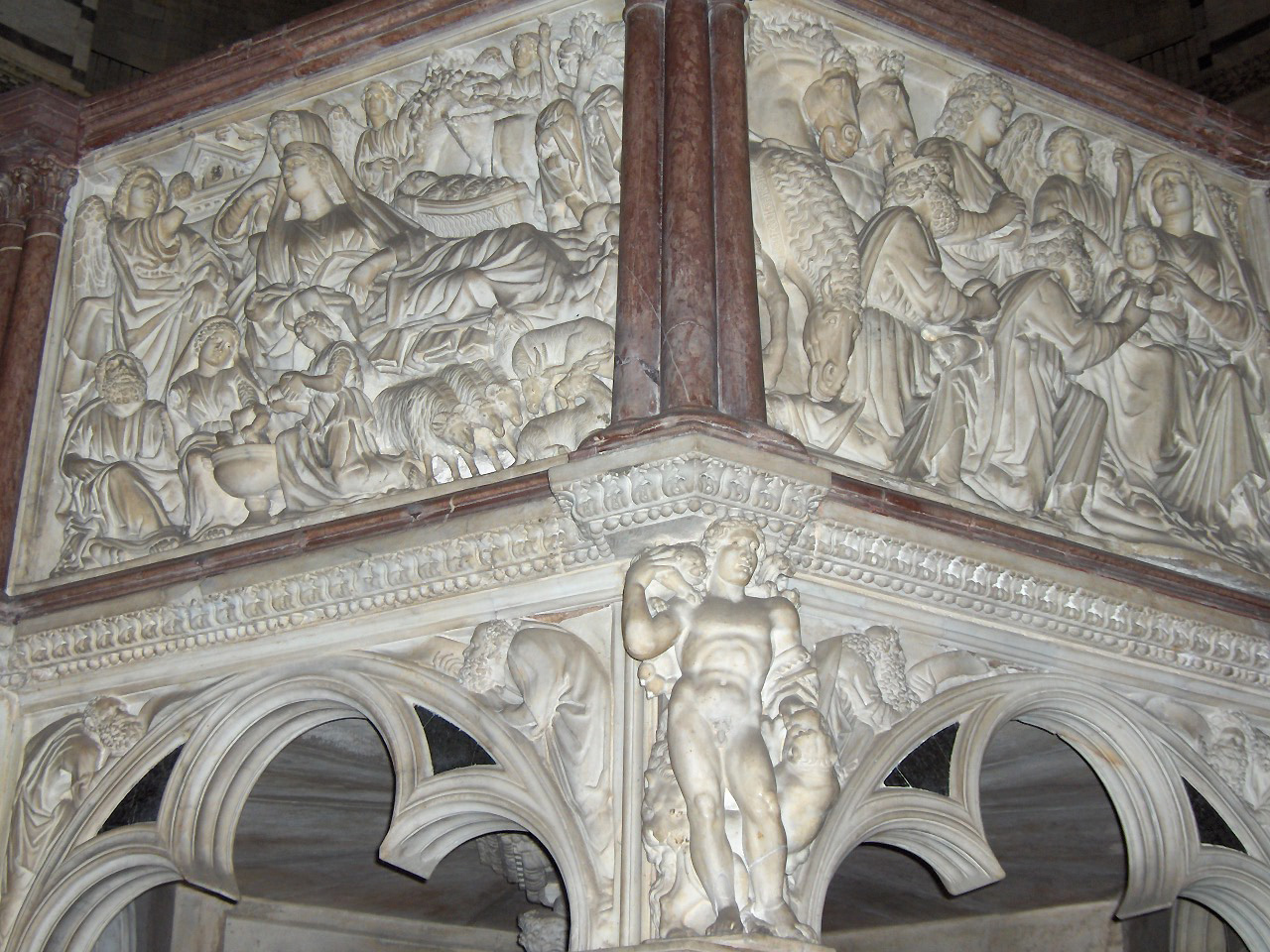
Relevo no púlpito do Batistério de Pisa, por Nicola Pisano, 1260, baseado no estilo dos relevos nos sarcófagos Romanos.
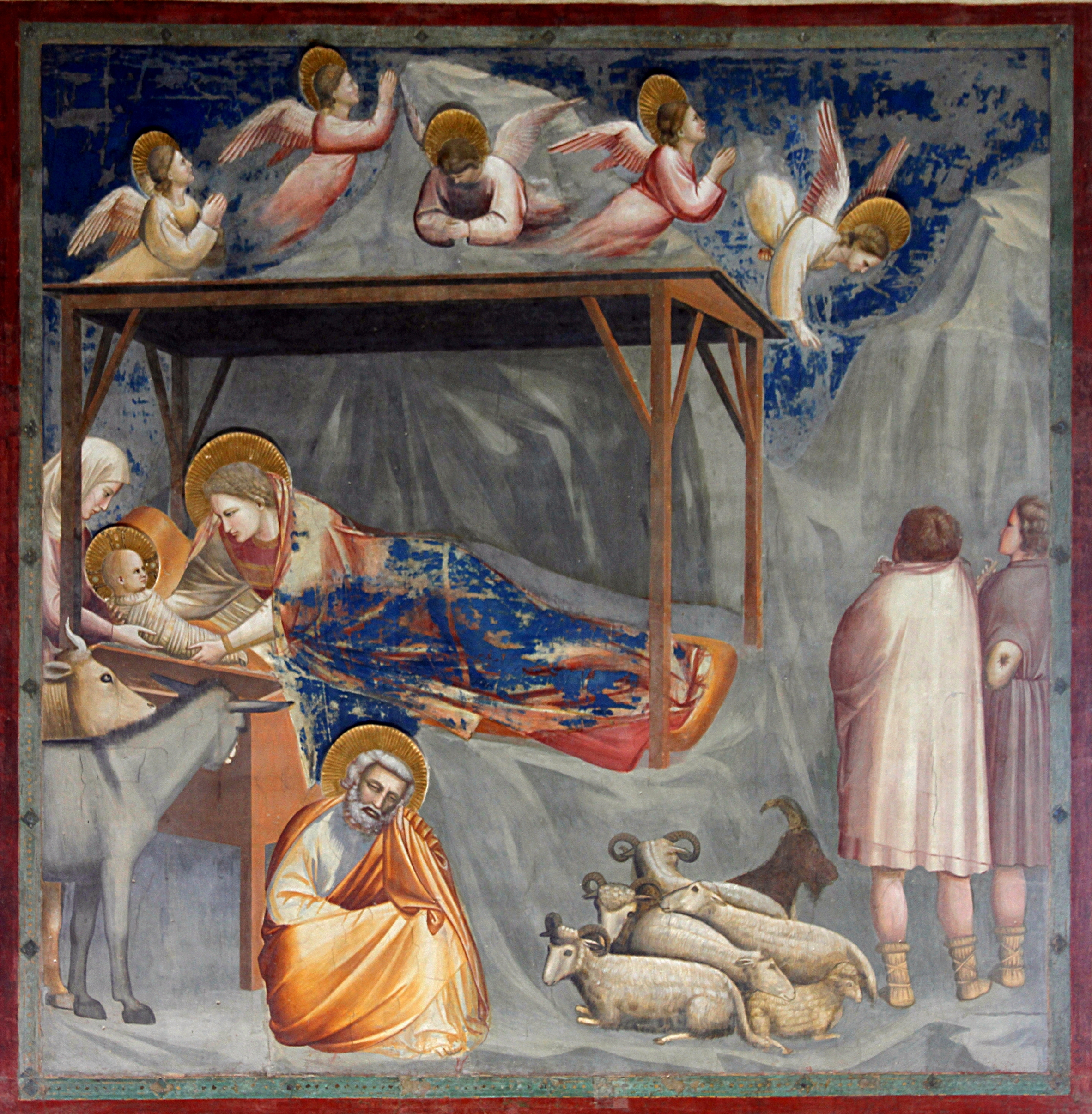
Natividade na Cappella degli Scrovegni por Giotto, muito próxima formalmente da escultura de Pisa.
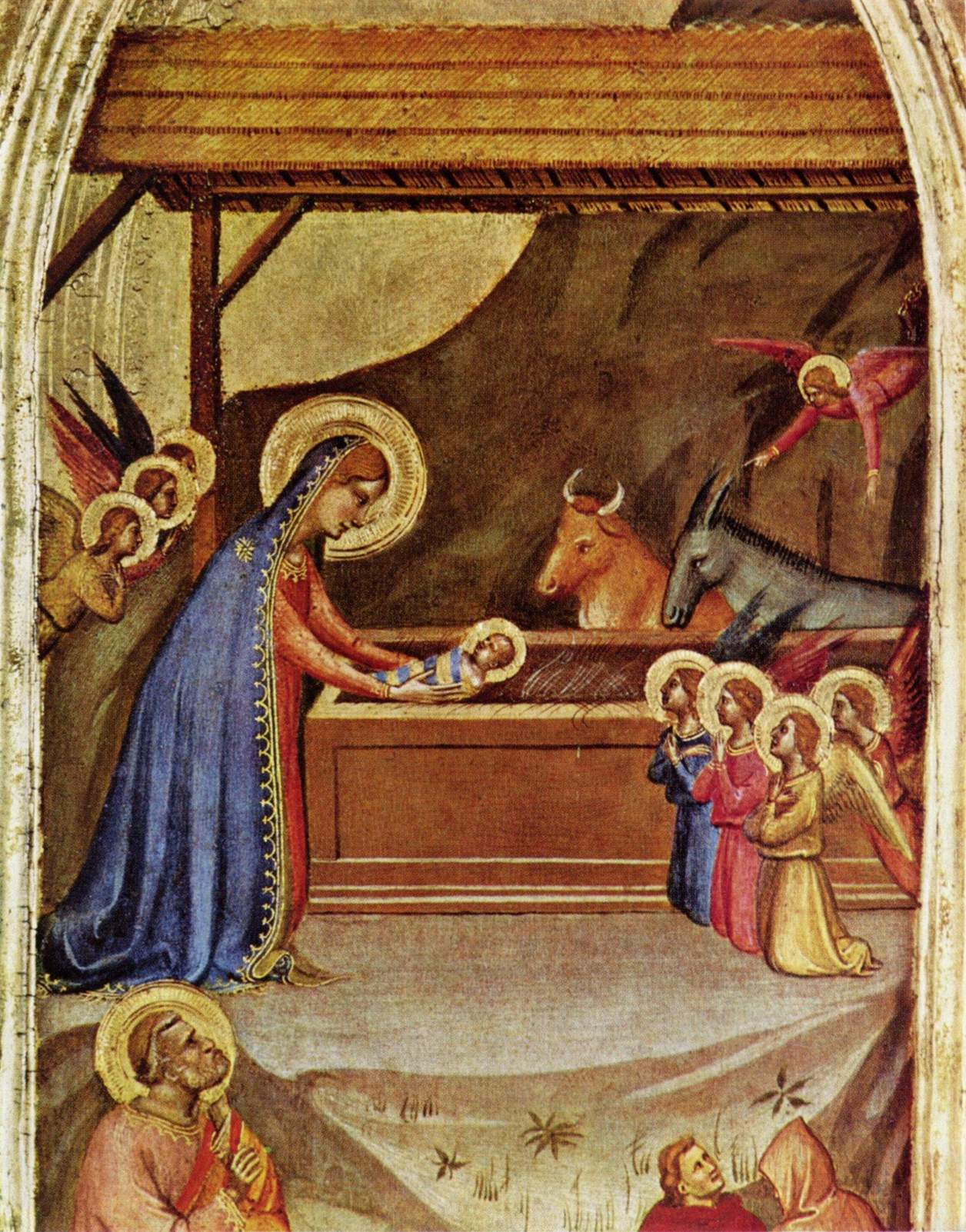
Bernardo Daddi foi influenciado por Giotto em direcção ao realismo.
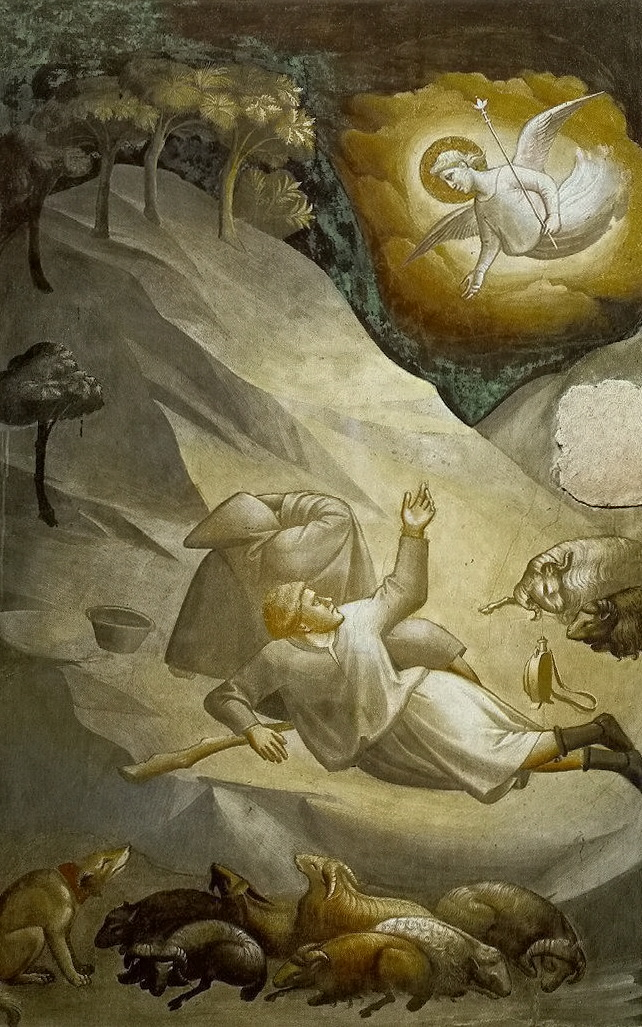
Taddeo Gaddi pintou a primeira grande cena nocturna nesta "Anunciação aos Pastores".

### A partir do Renascimento

#### Proto-renascimento

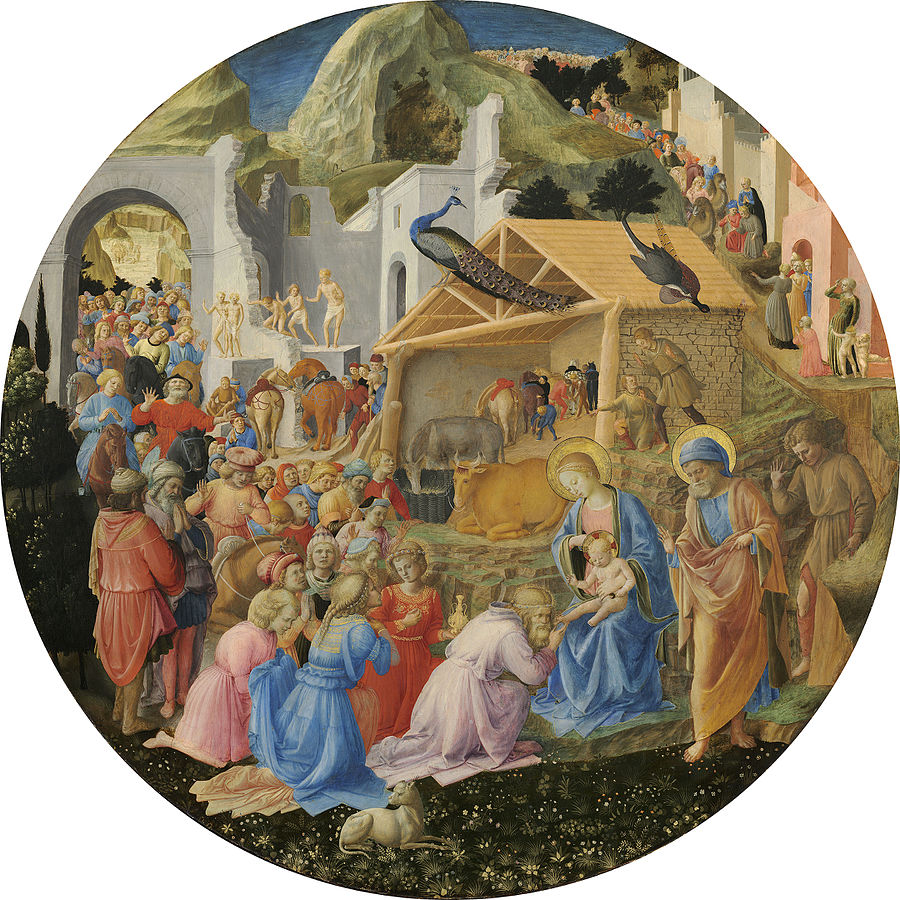
Adoração dos Magos por Fra Angelico e Fra Filippo Lippi
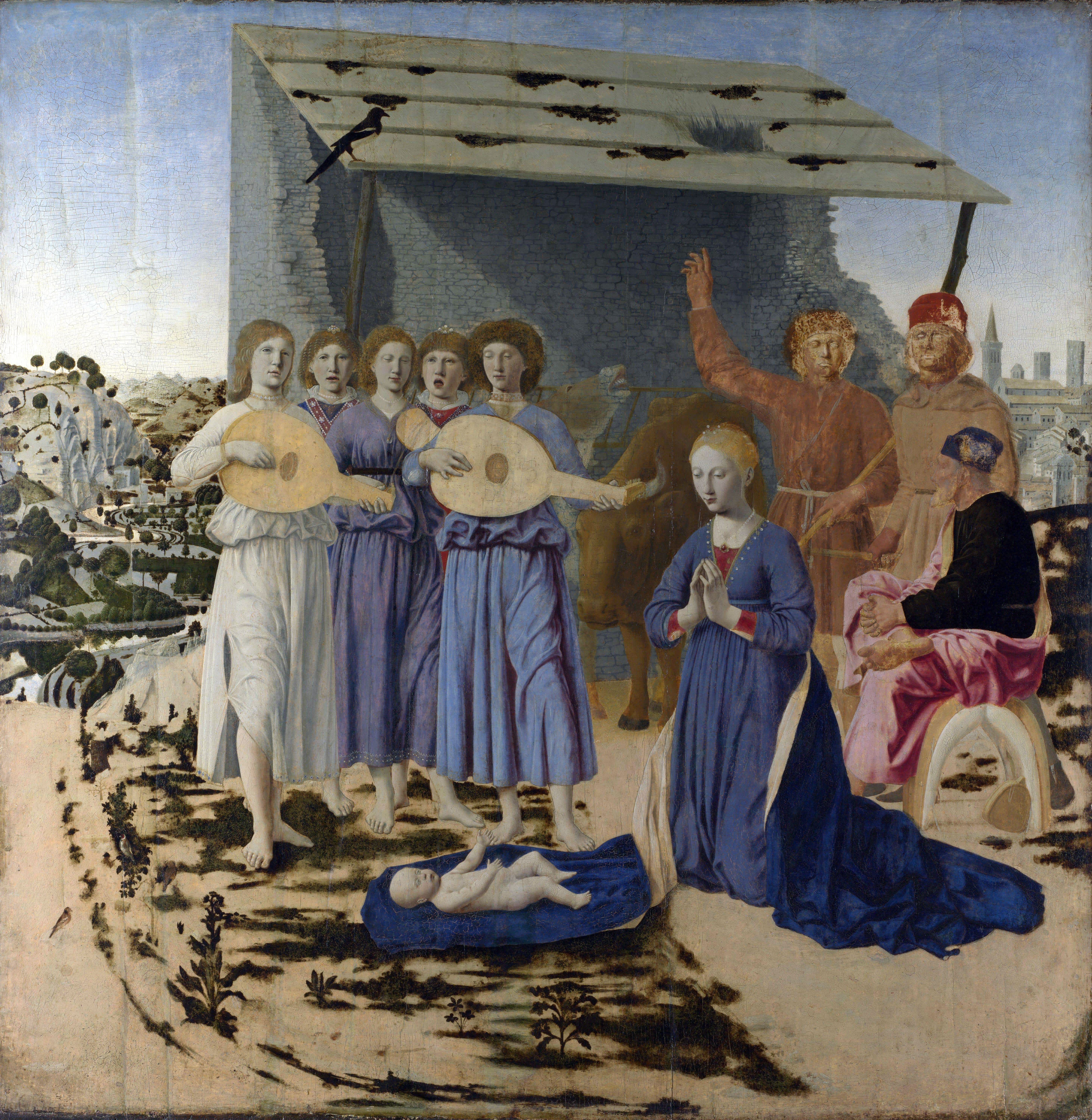
Piero della Francesca (incompleto)
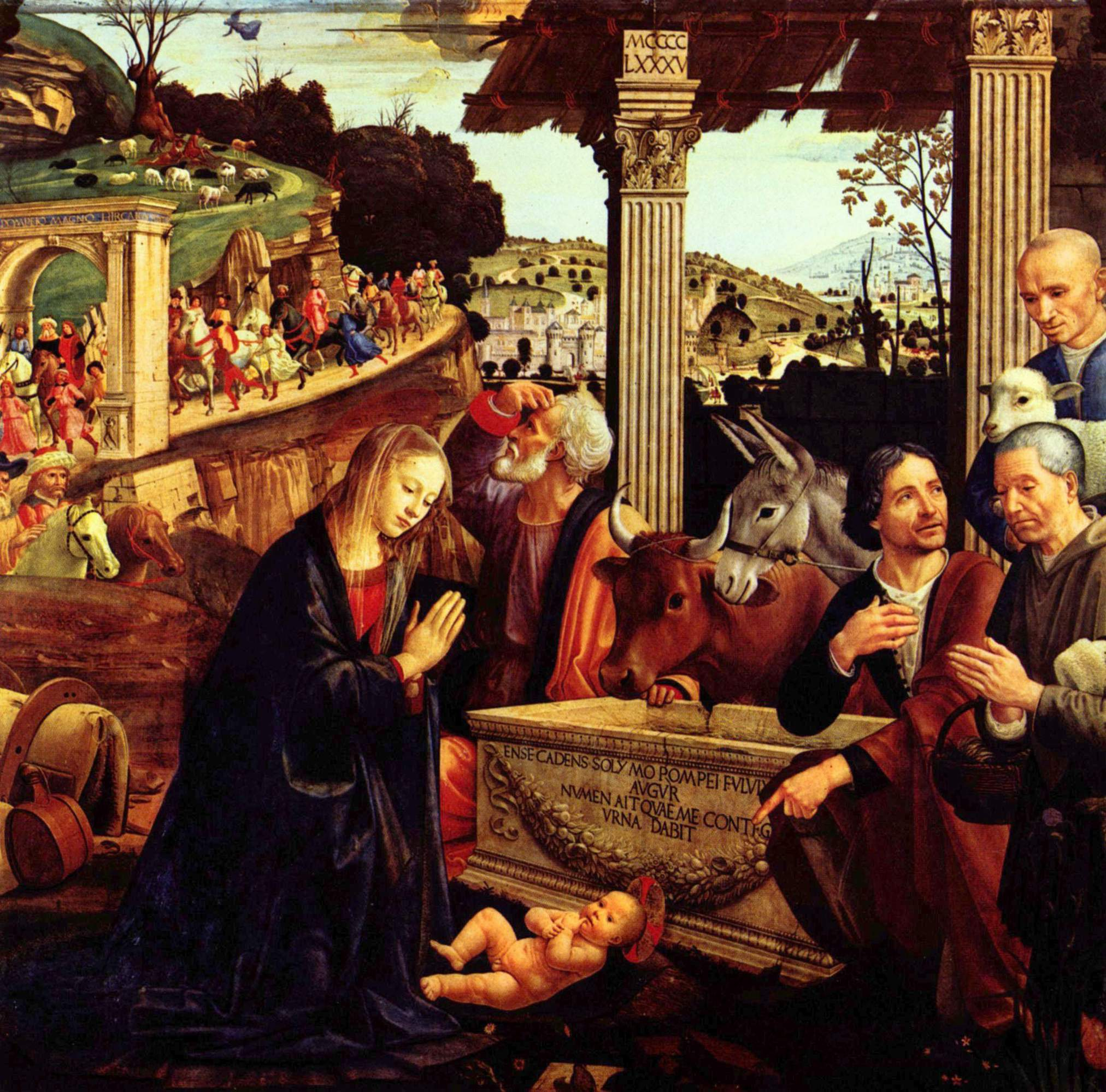
Domenico Ghirlandaio, com ruínas clássicas
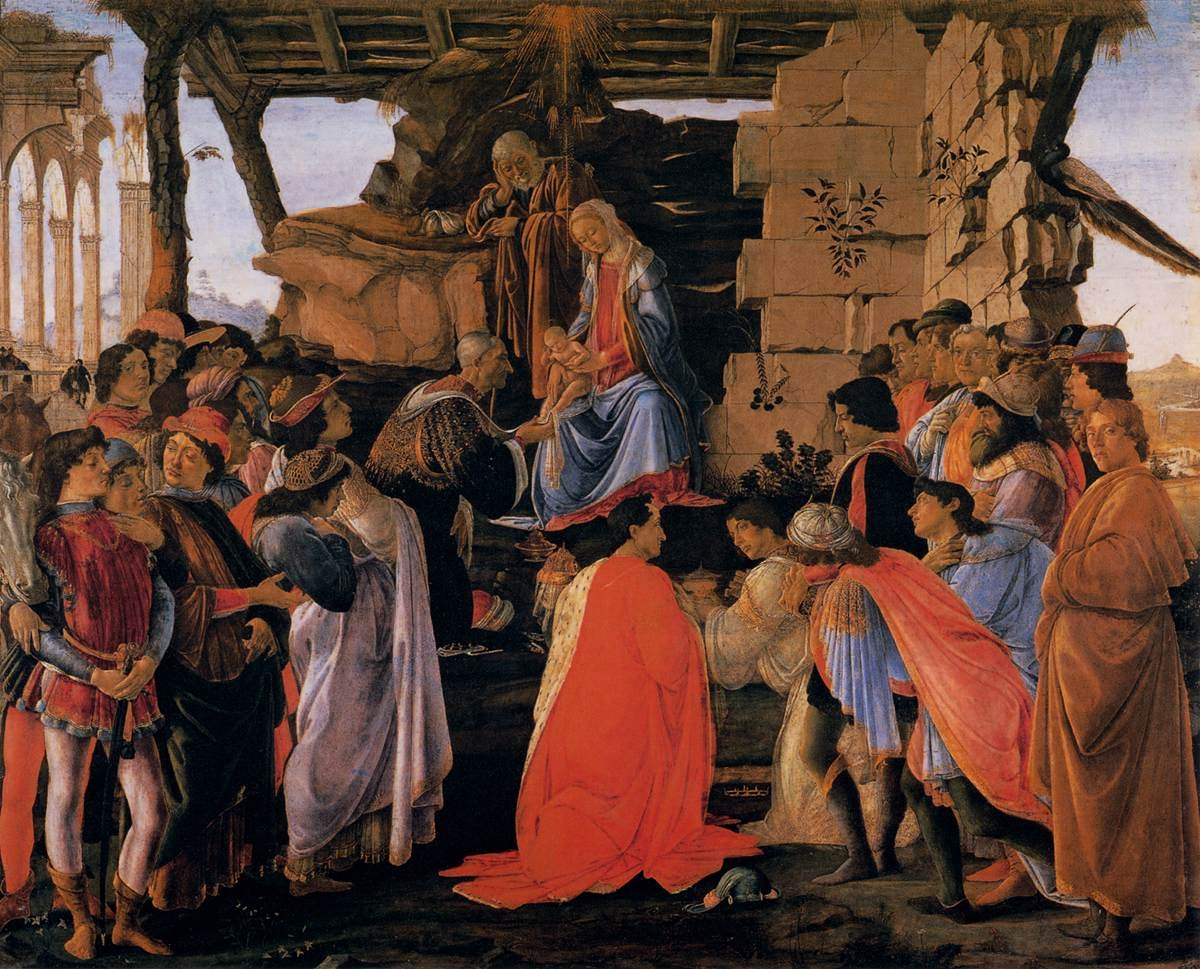
Botticelli; a família Medici, seus patronos, estão aqui retratados como os Reis Magos.

#### Renascimento

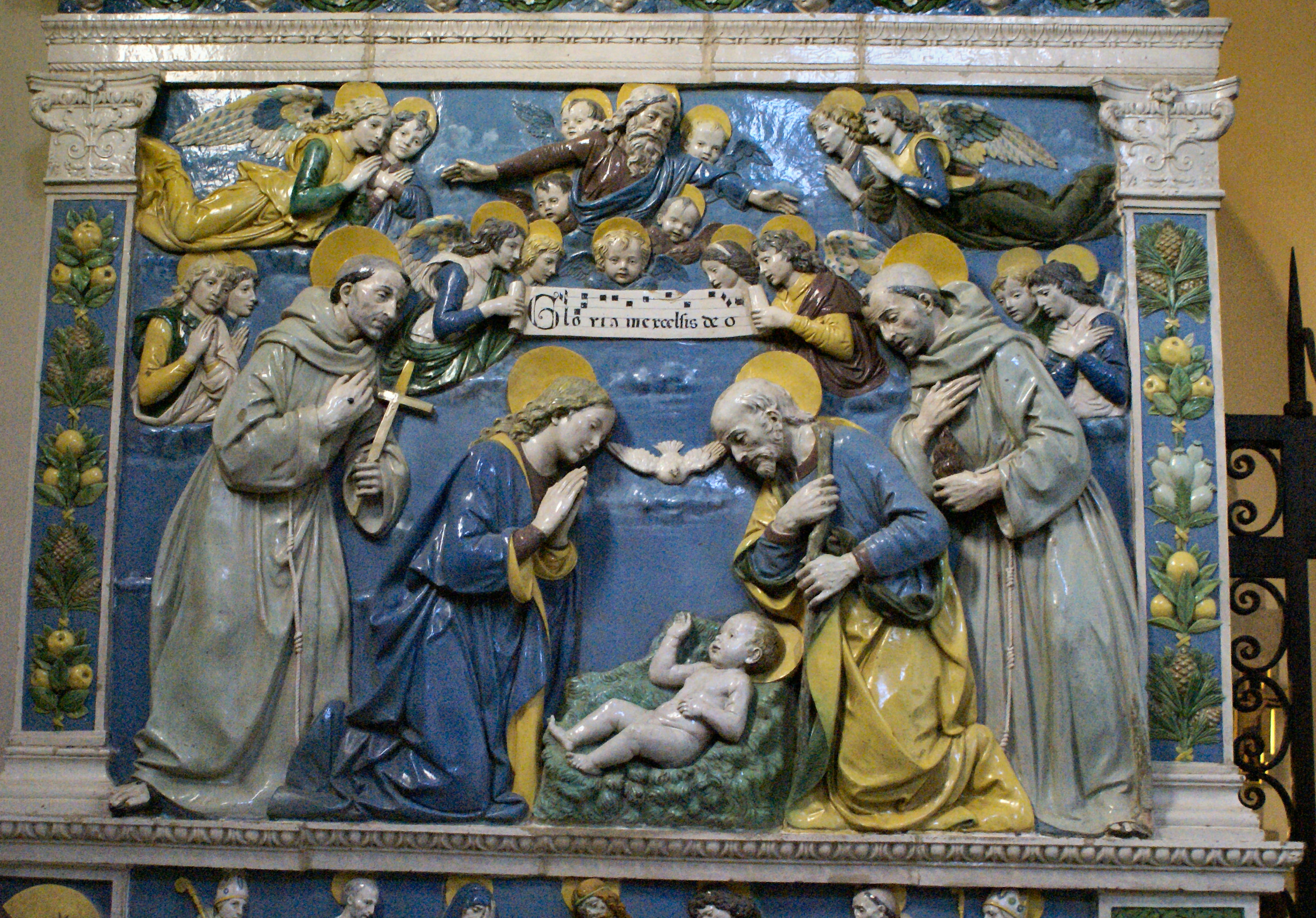
Relevo em terracota por Giovanni della Robbia, onde se mostra Cristo Menino como parte da Divina Trindade, adorado por Maria, José e santos Franciscanos.
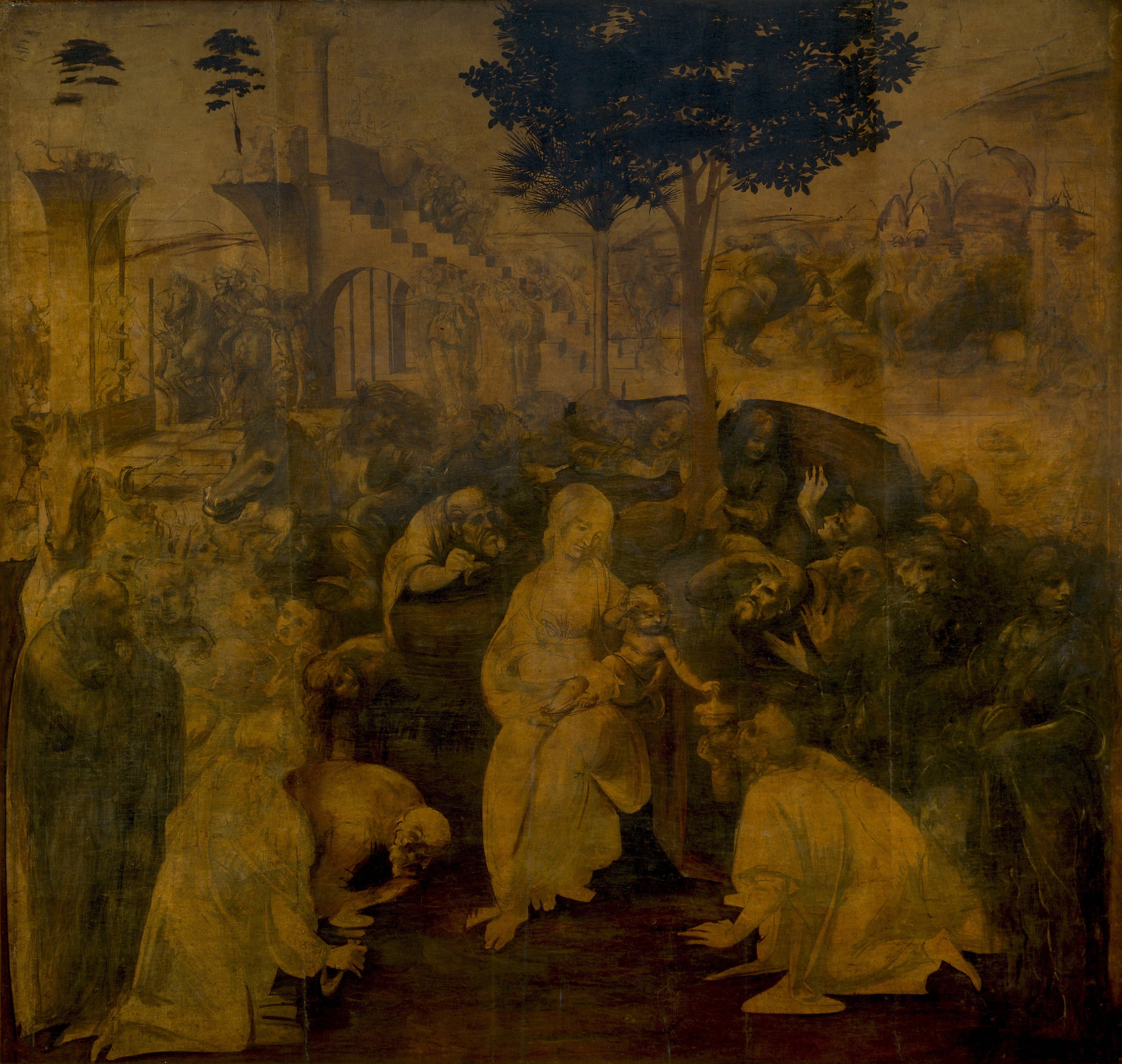
Adoração dos Magos por Leonardo da Vinci, incompleto.
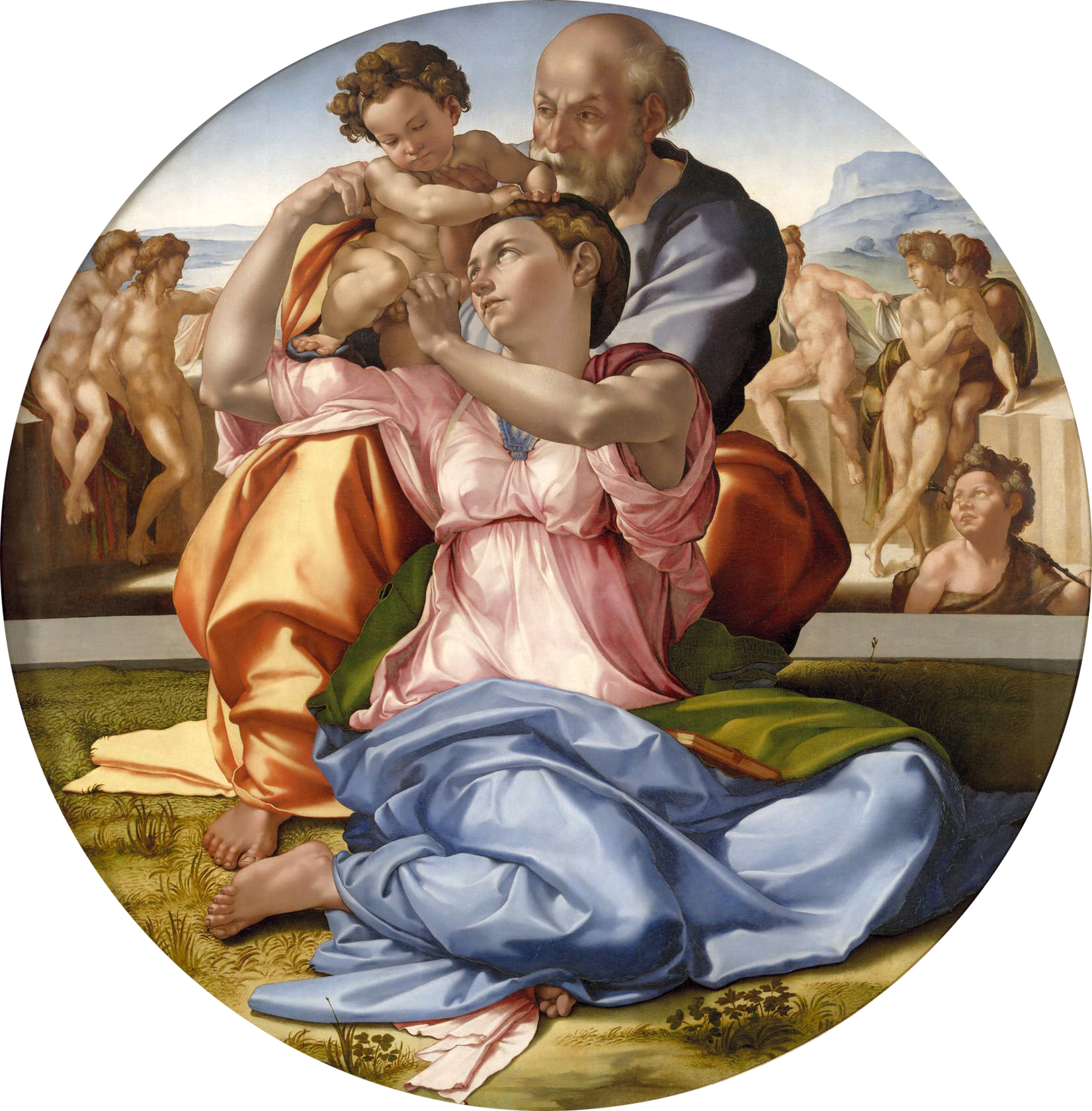
Tondo Doni de Michelangelo, representando a divina Famílai em repouso durante a fuga para o Egipto.
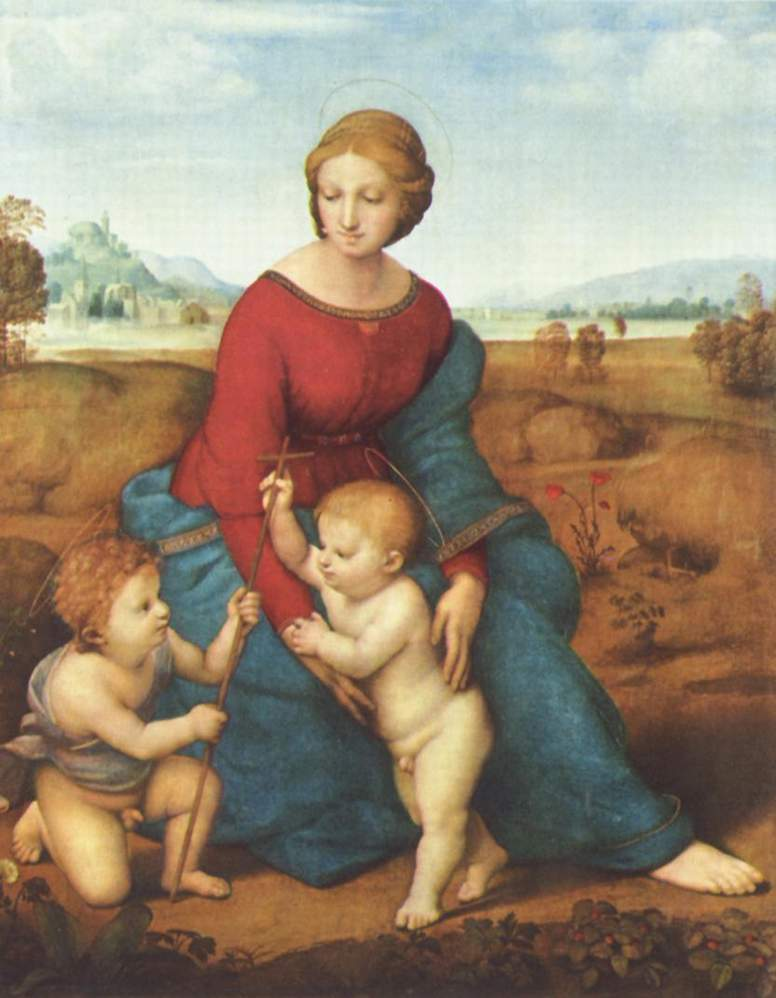
O encontro entre o Infante Cristo e João Baptista, tema de eleição de Rafael

#### Renascimento no Norte de Itália

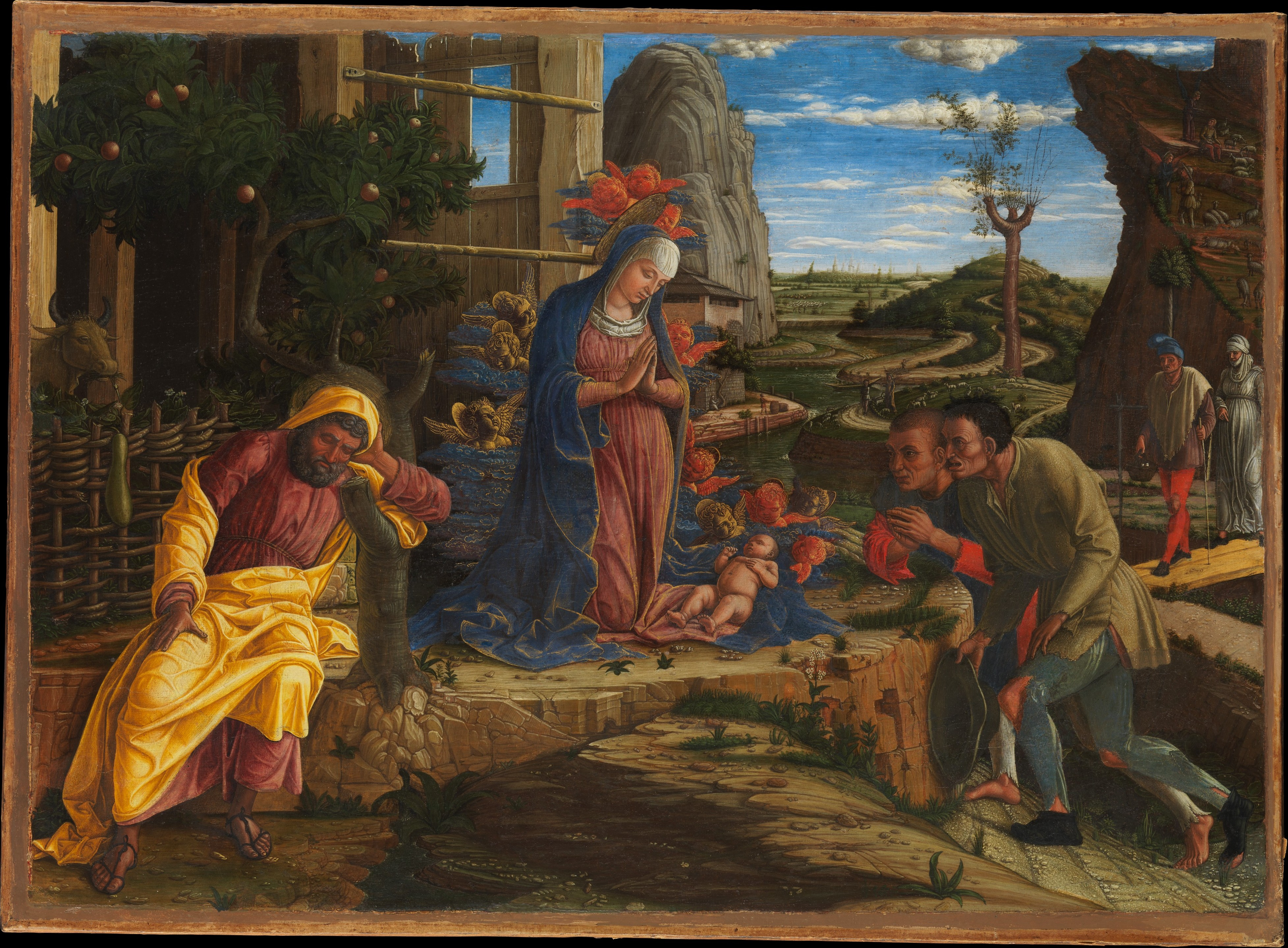
Adoração dos Pastores, Andrea Mantegna, 1451-53
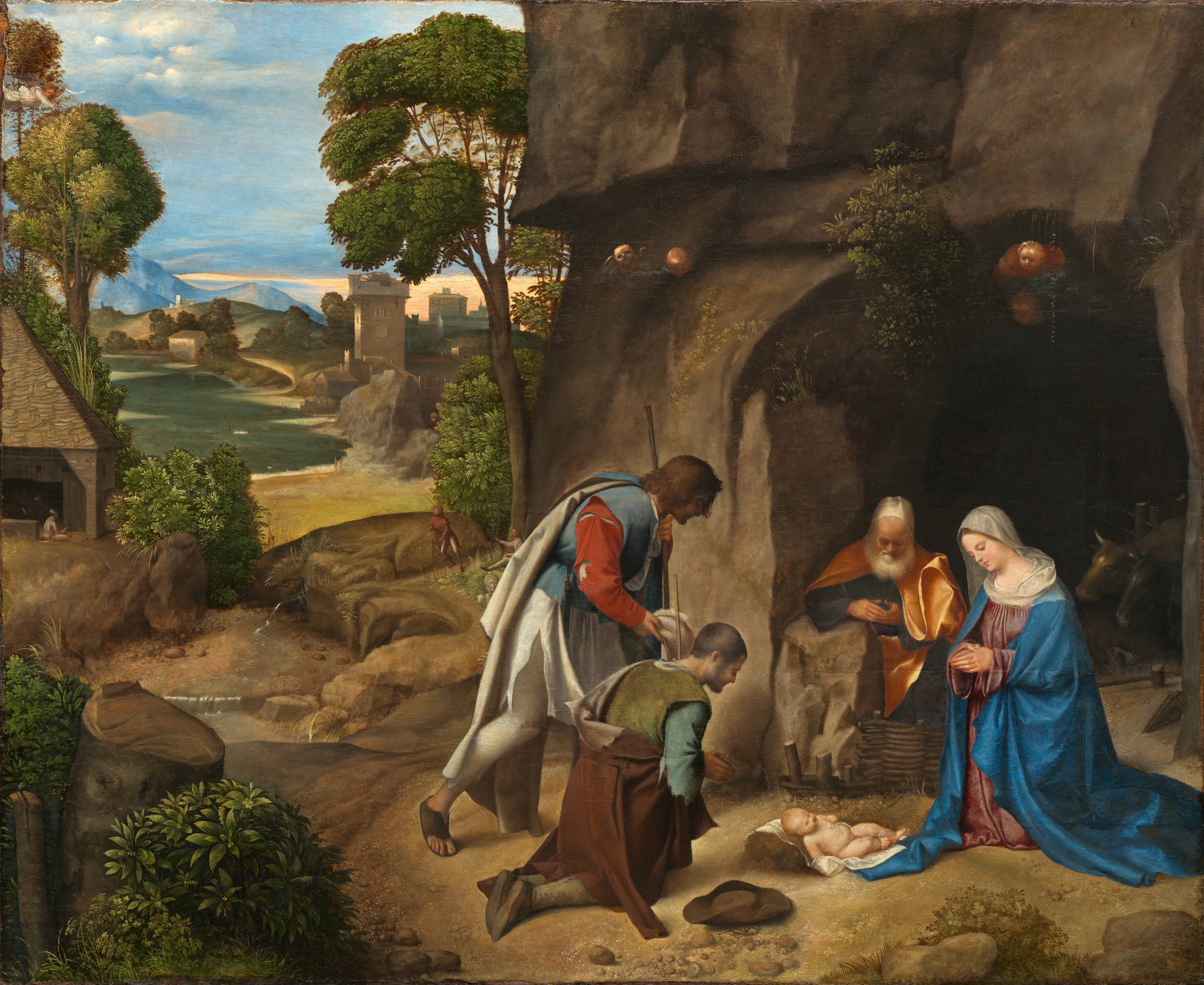
Giorgione, Natividade, c. 1507
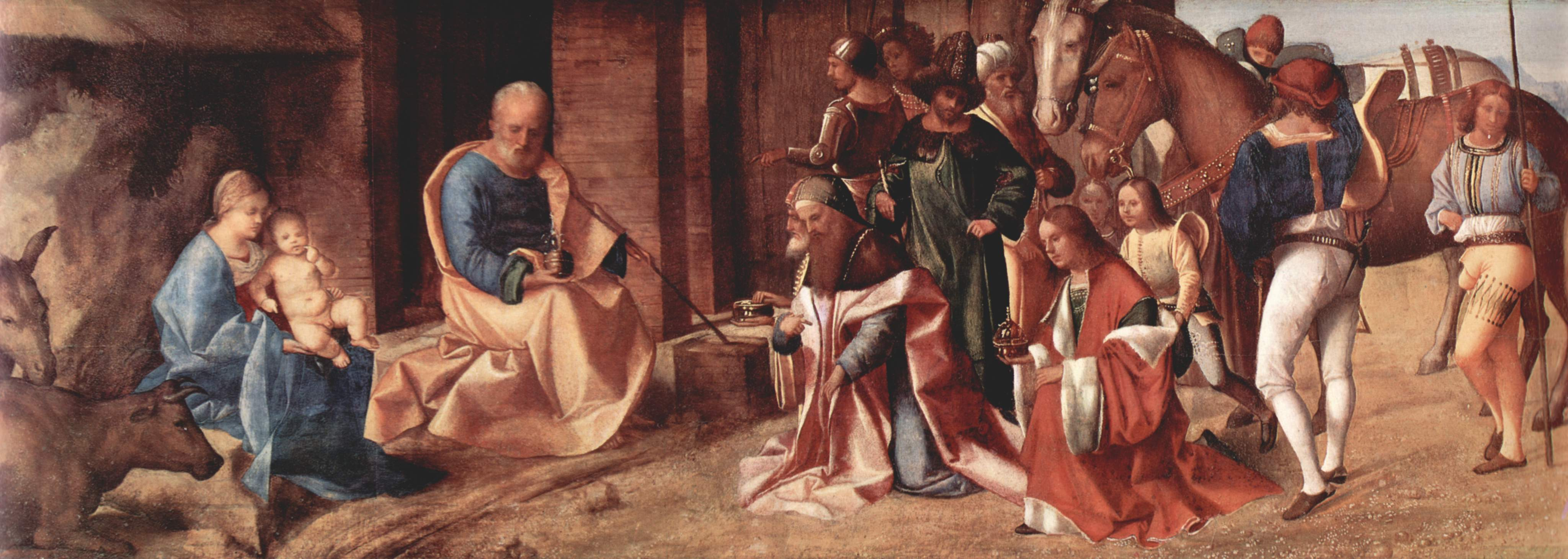
Giorgione, Adoração dos Magos, c. 1505
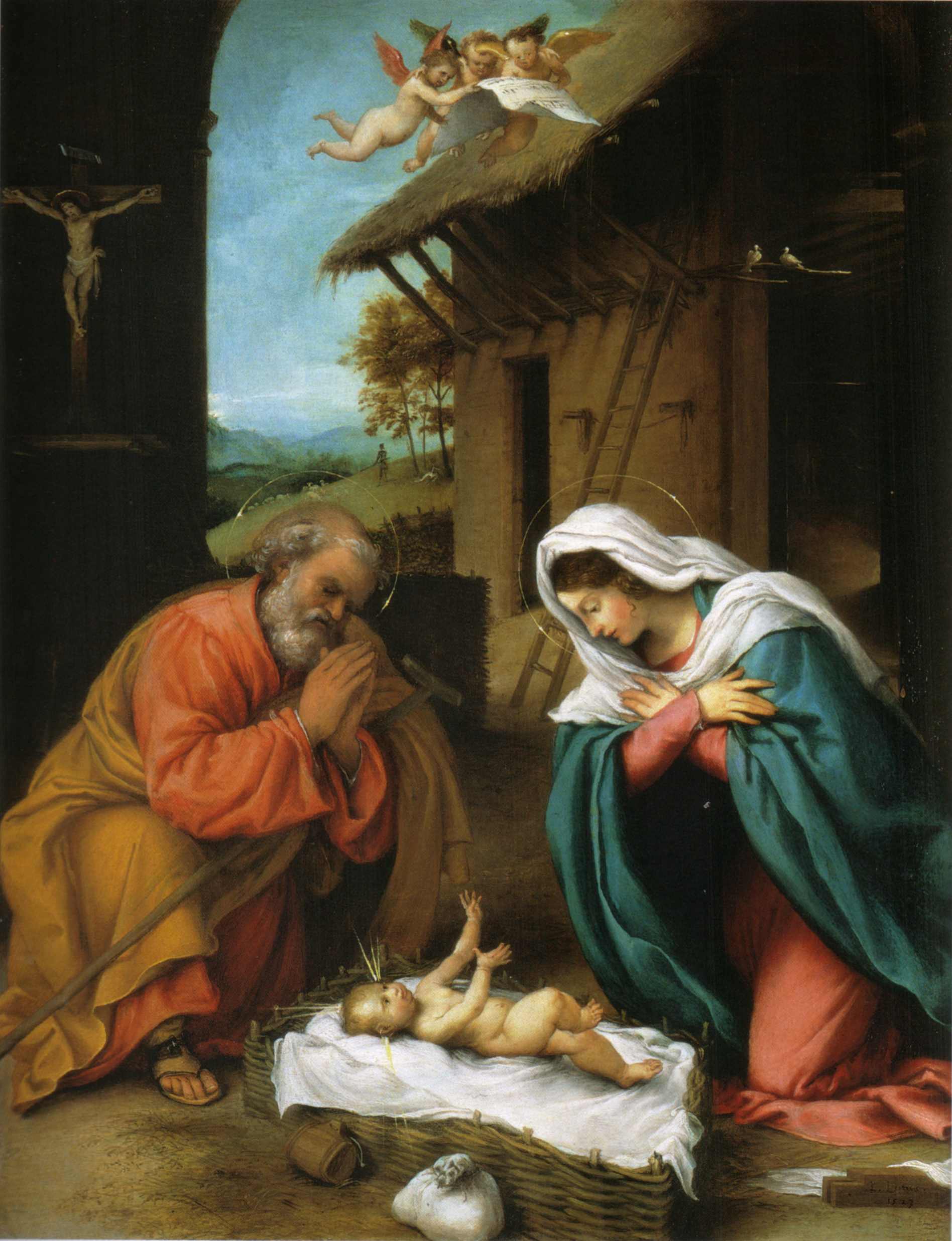
Lorenzo Lotto, 1523

#### Renascimento da Europa do Norte

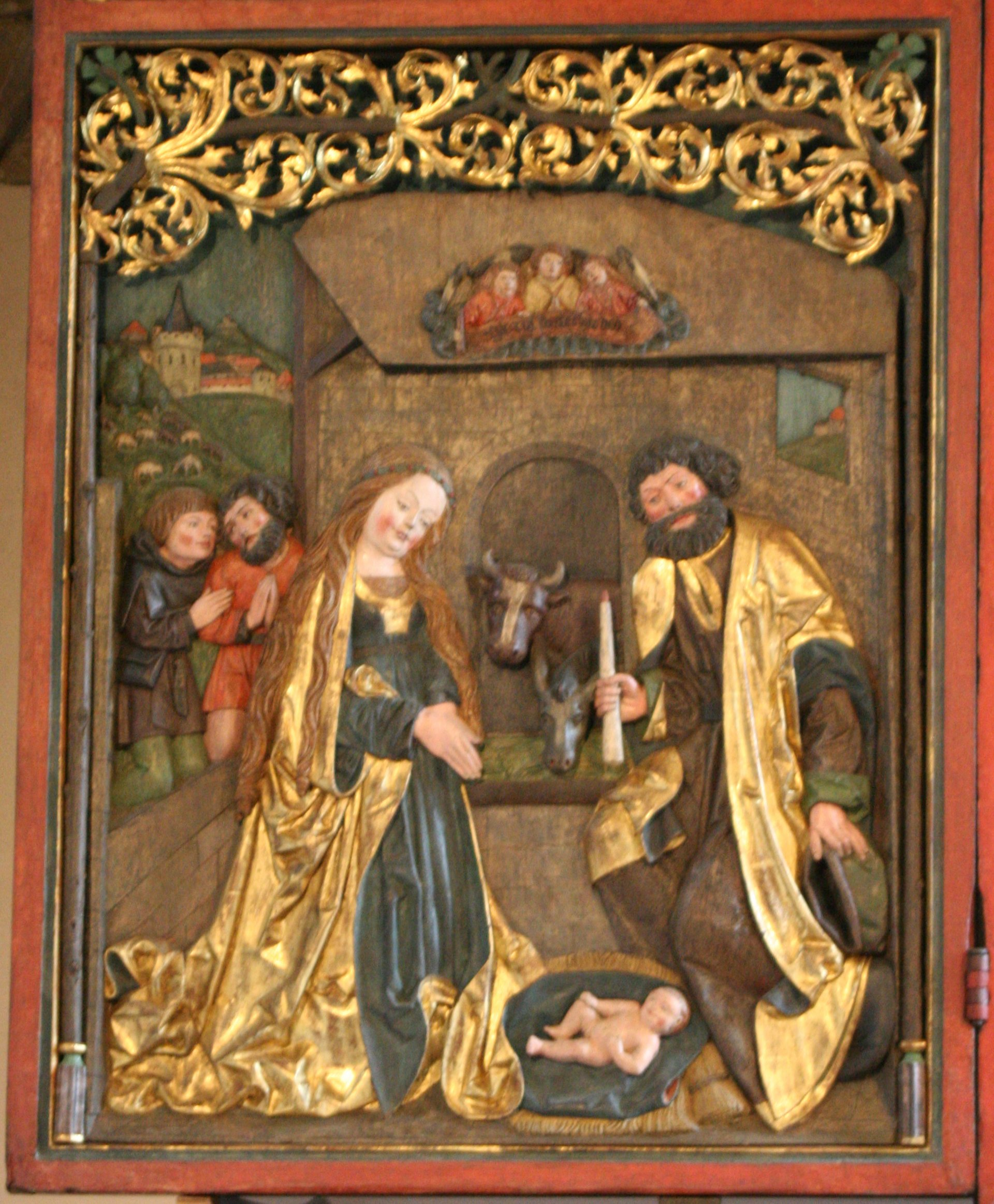
Retábulo de Ellhofen, Alemanha.
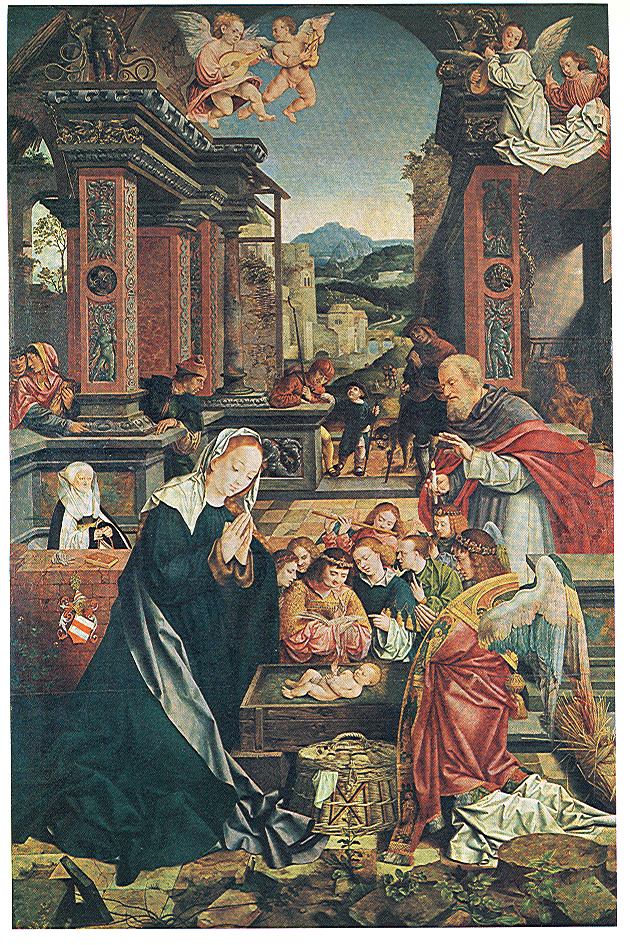
Retábulo de Bartholomäus, Igreja de São João Baptista, Essen
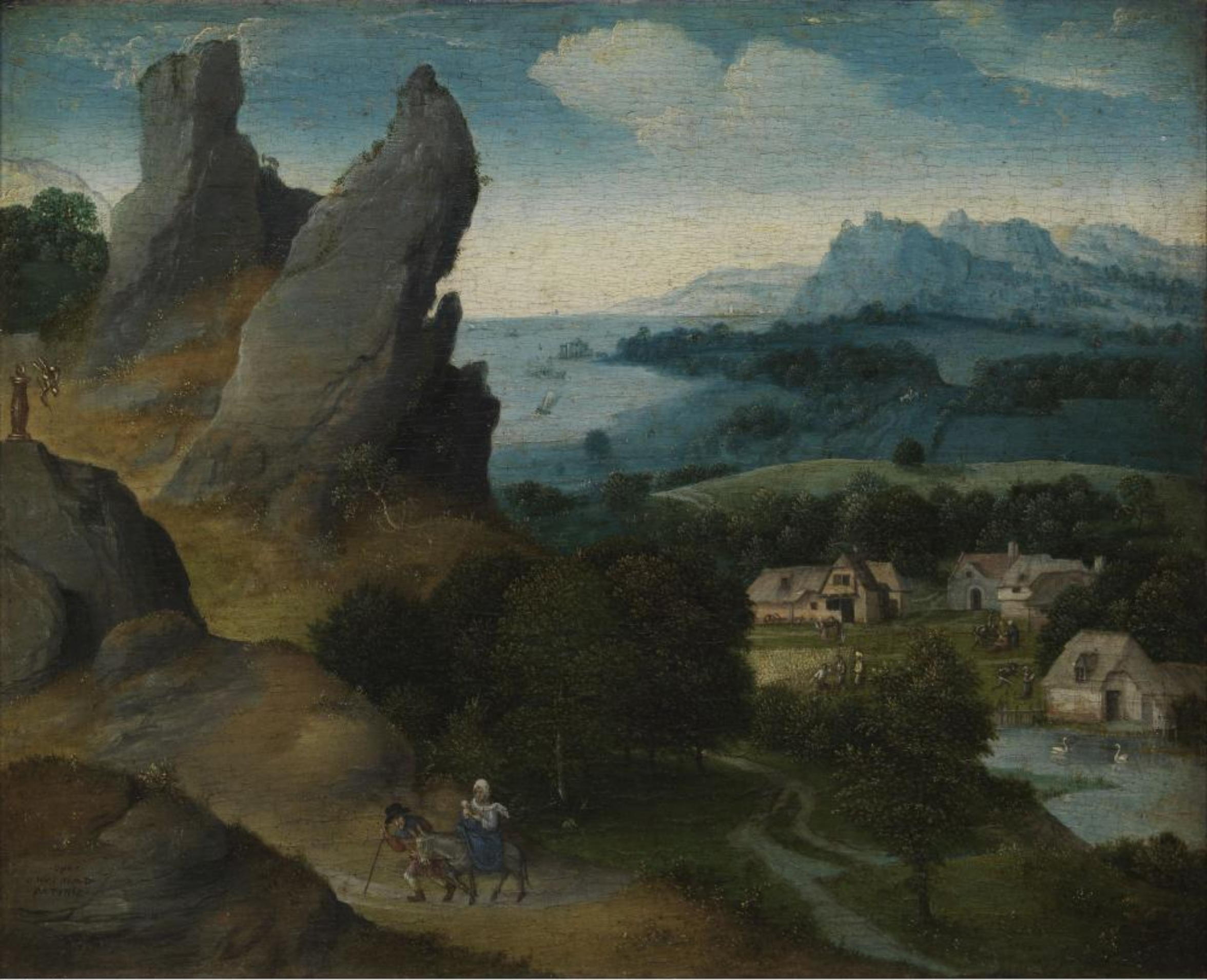
Joachim Patinir, Fuga para o Egipto. À direita, o "milagre do milho", no canto sup. direito o ídolo caído.
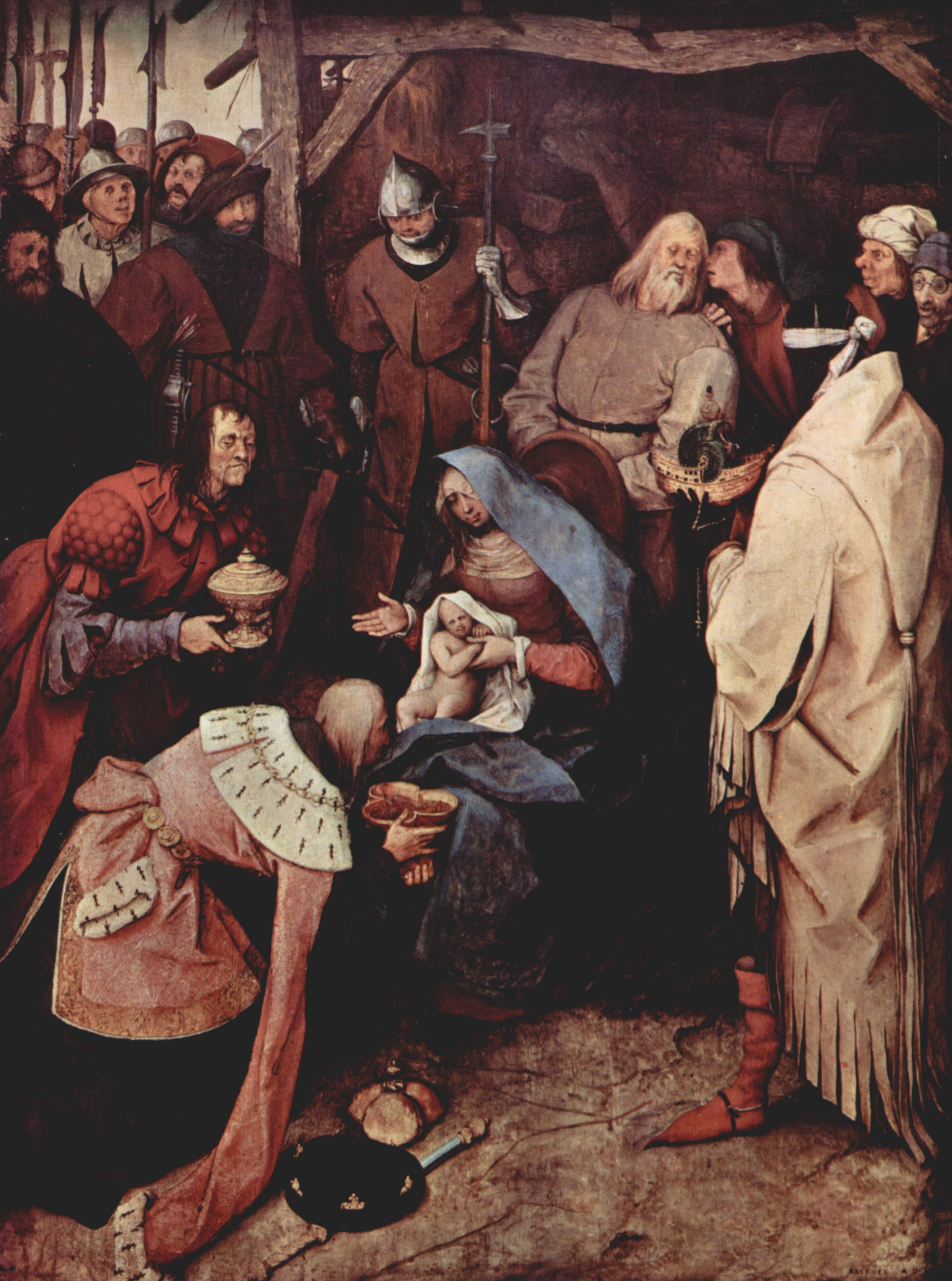
Pieter Bruegel o velho, 1564

#### Maneirismo

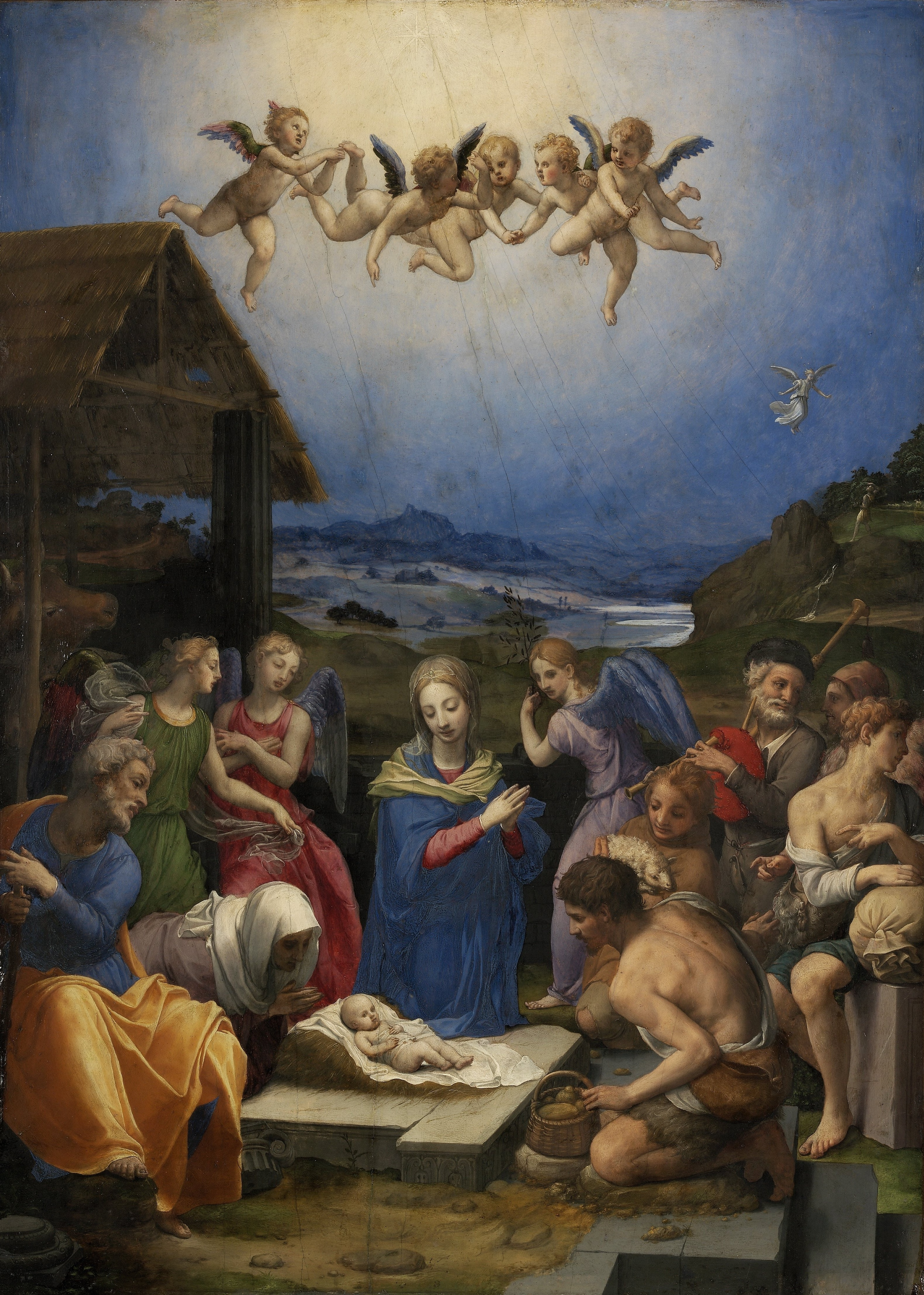
Adoração dos Pastores, Agnolo Bronzino
Dirck Barendsz, 1565, Igreja de Janskerk
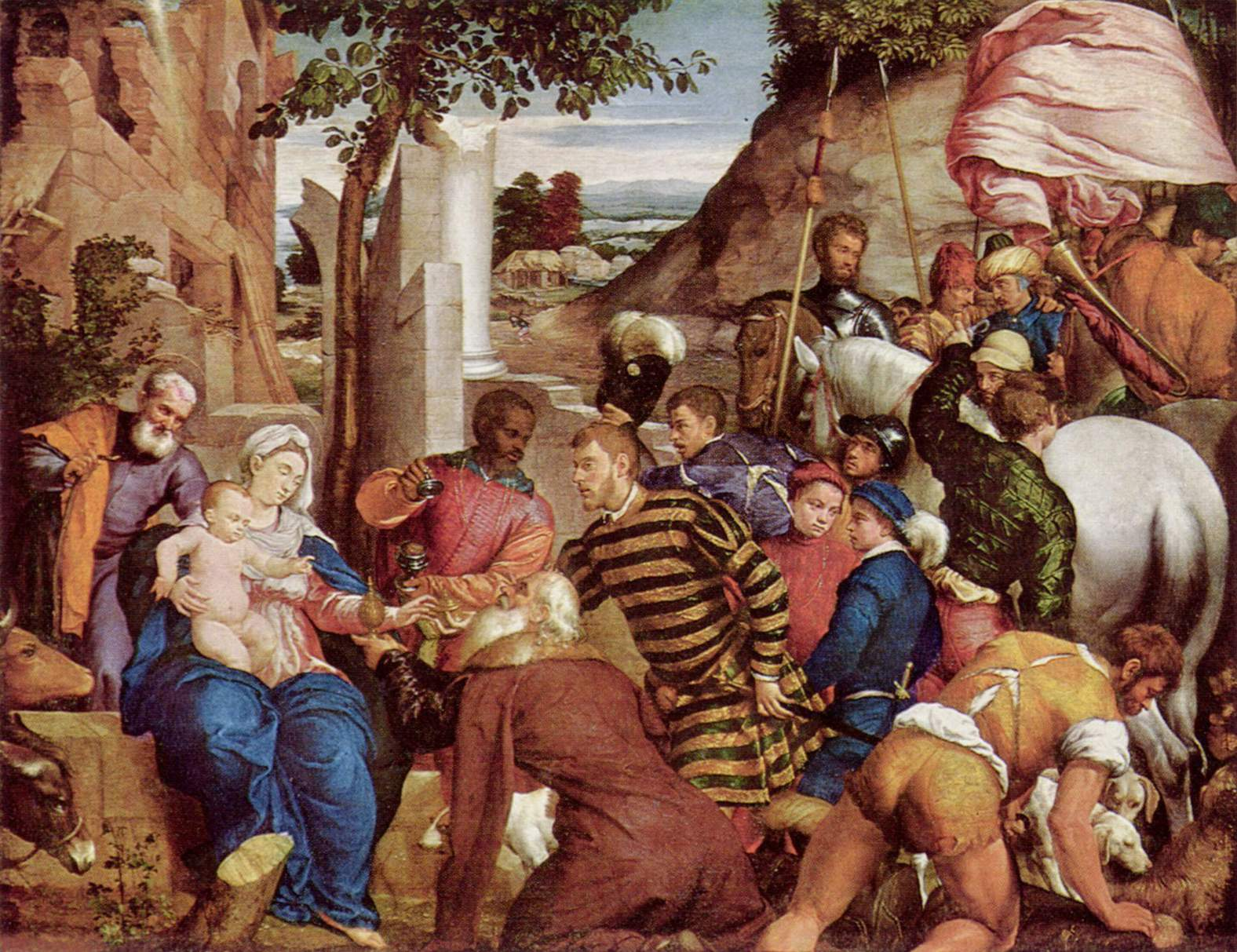
Jacopo Bassano, Adoração dos Magos.
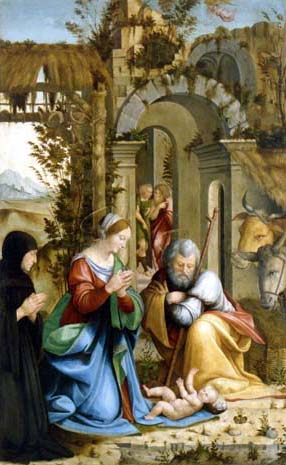
Andrea Sabbatini

#### Barroco e Rococó

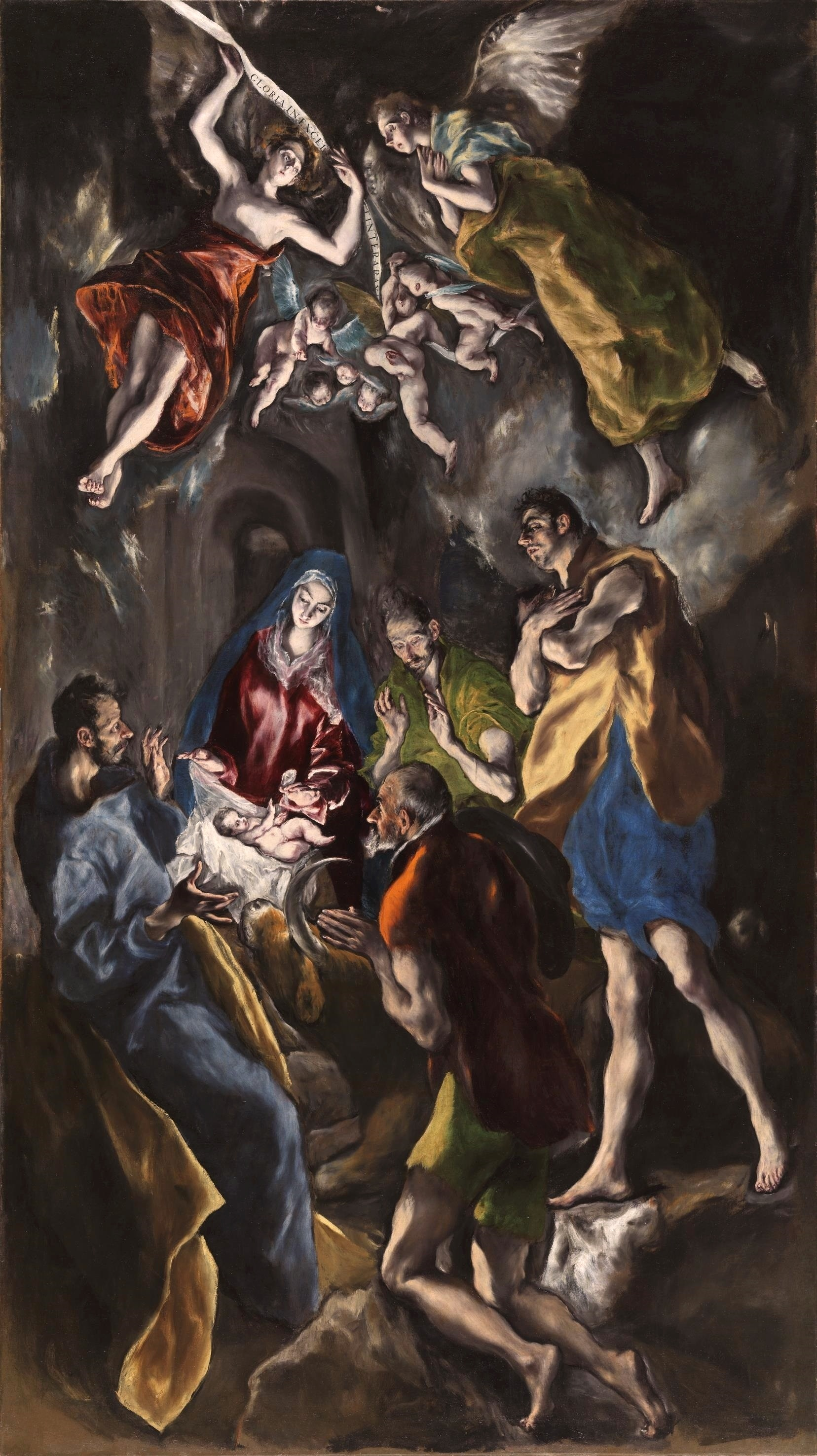
El Greco, Adoração dos Magos
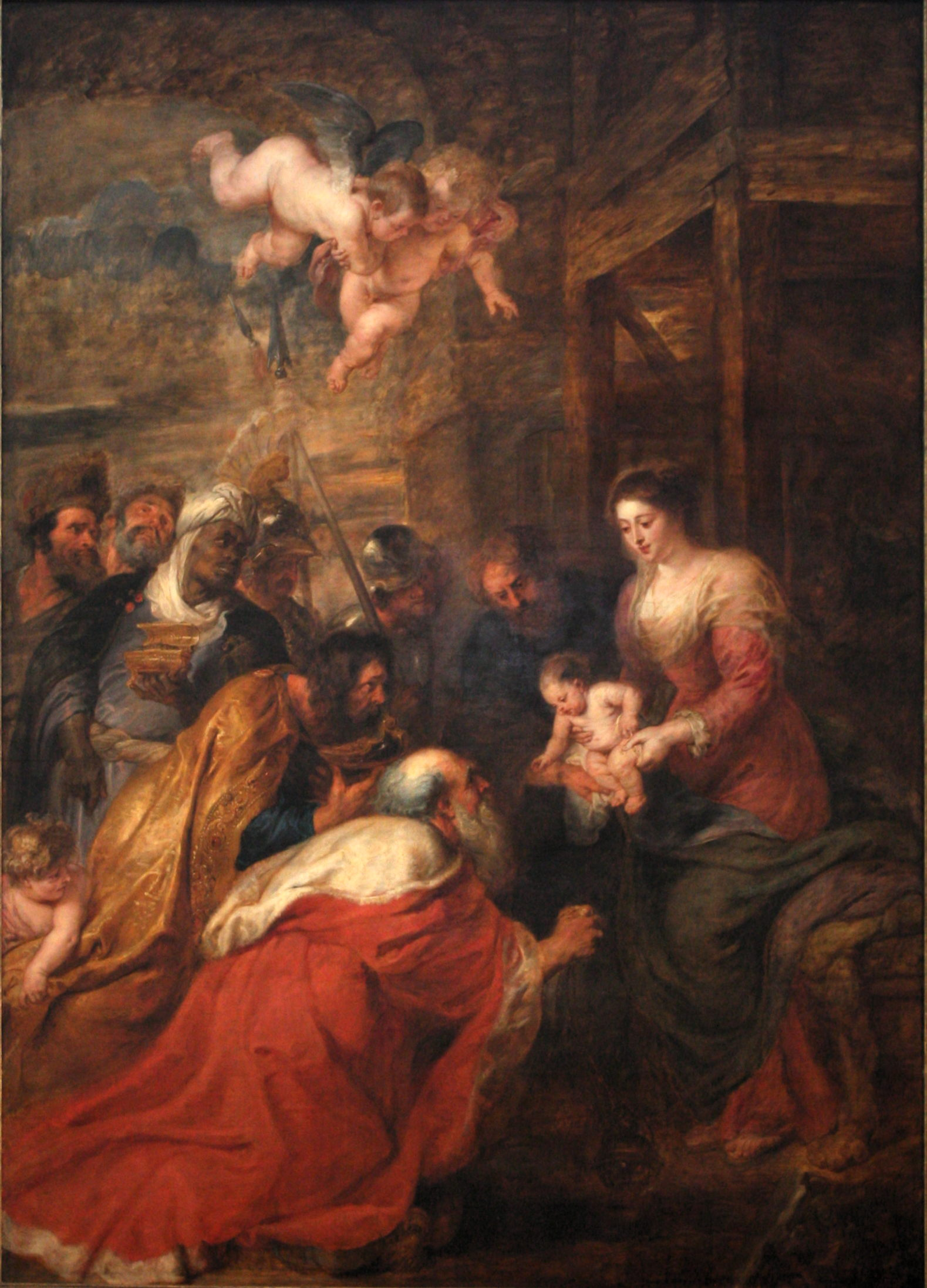
Rubens, Adoração dos Magos, 1634
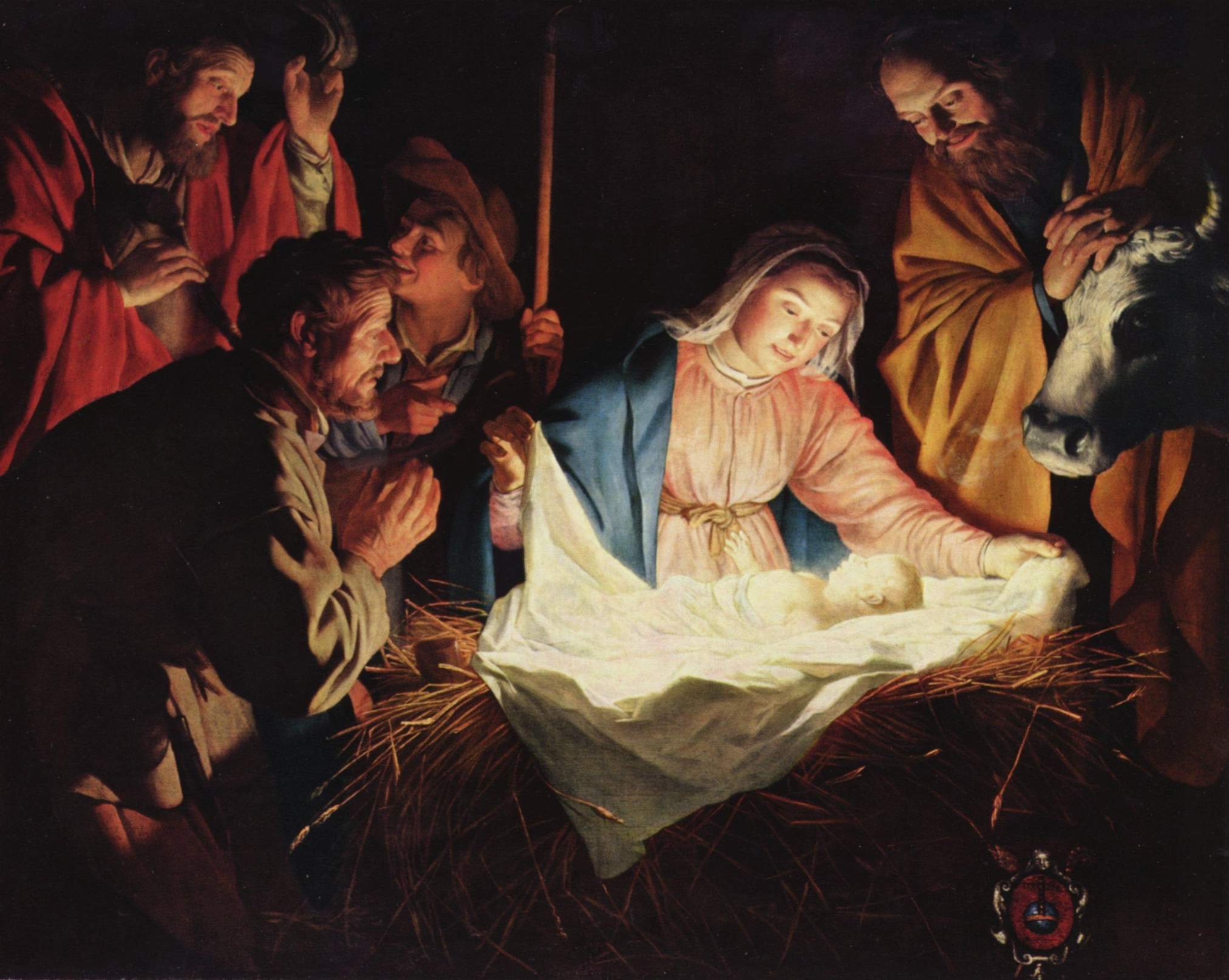
Gerard van Honthorst, Adoração dos Pastores, 1622
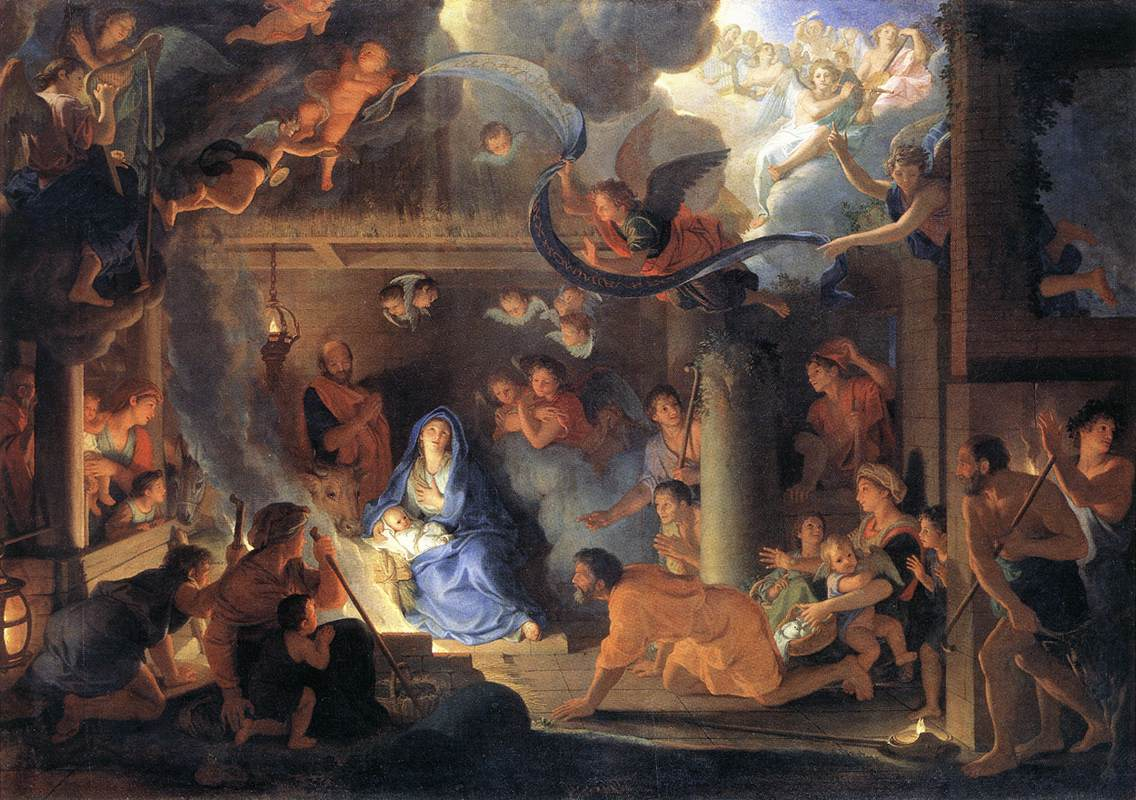
Charles Le Brun, Adoração dos Pastores, 1689

#### Depois de 1800

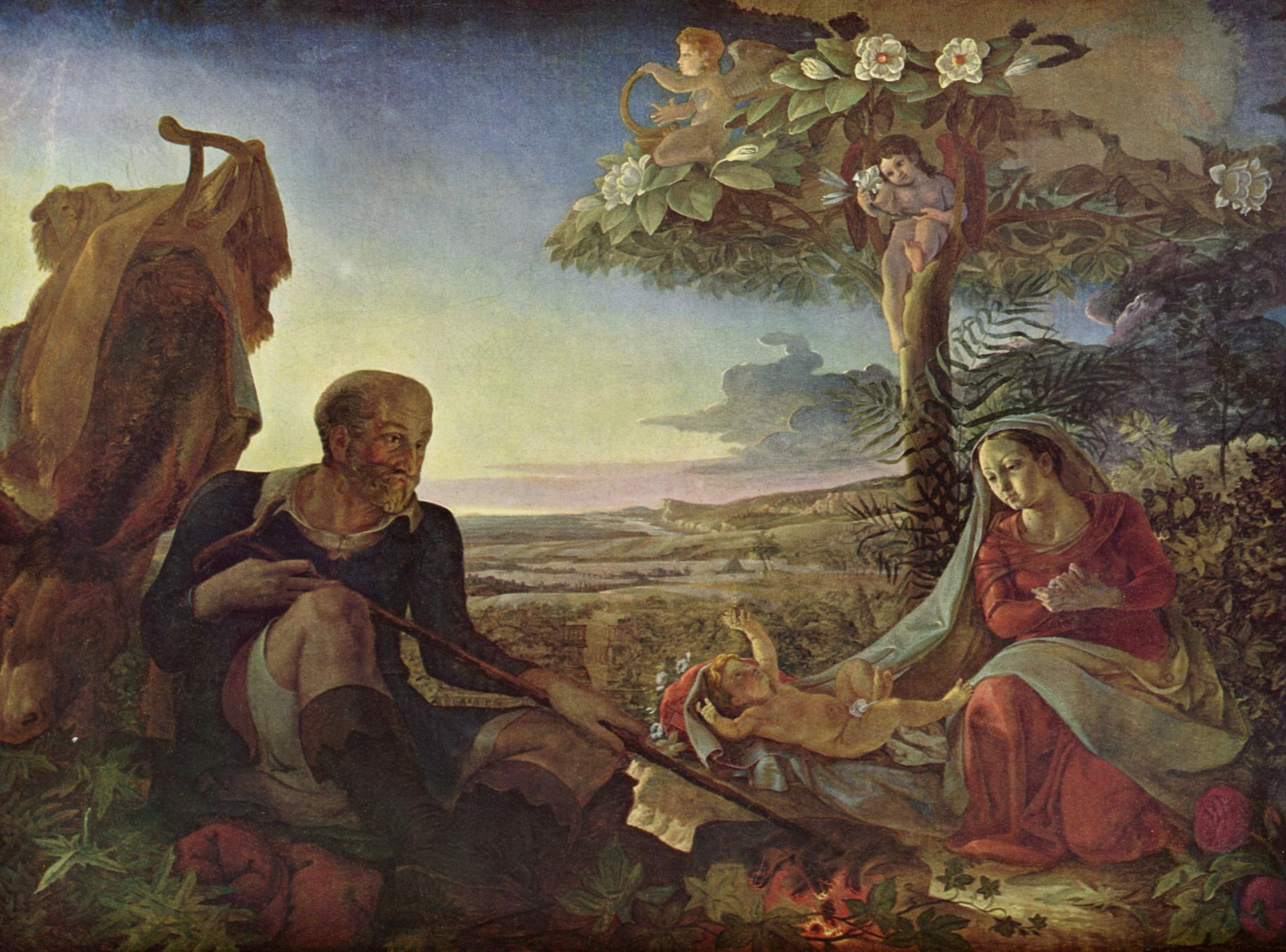
Repouso na fuga, Philipp Otto Runge, 1806
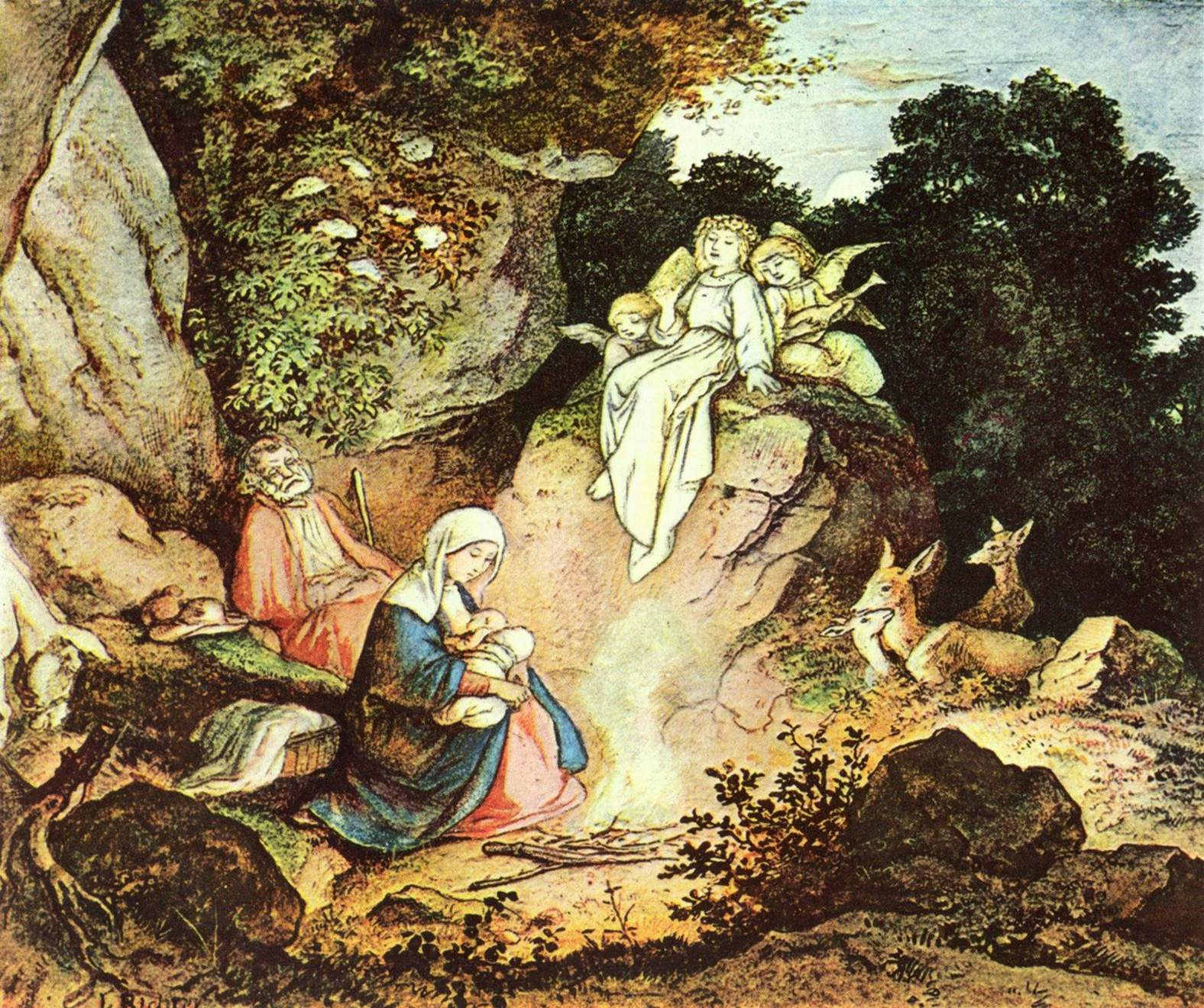
Ruhe auf der Flucht por Adrian Ludwig Richter, 1873
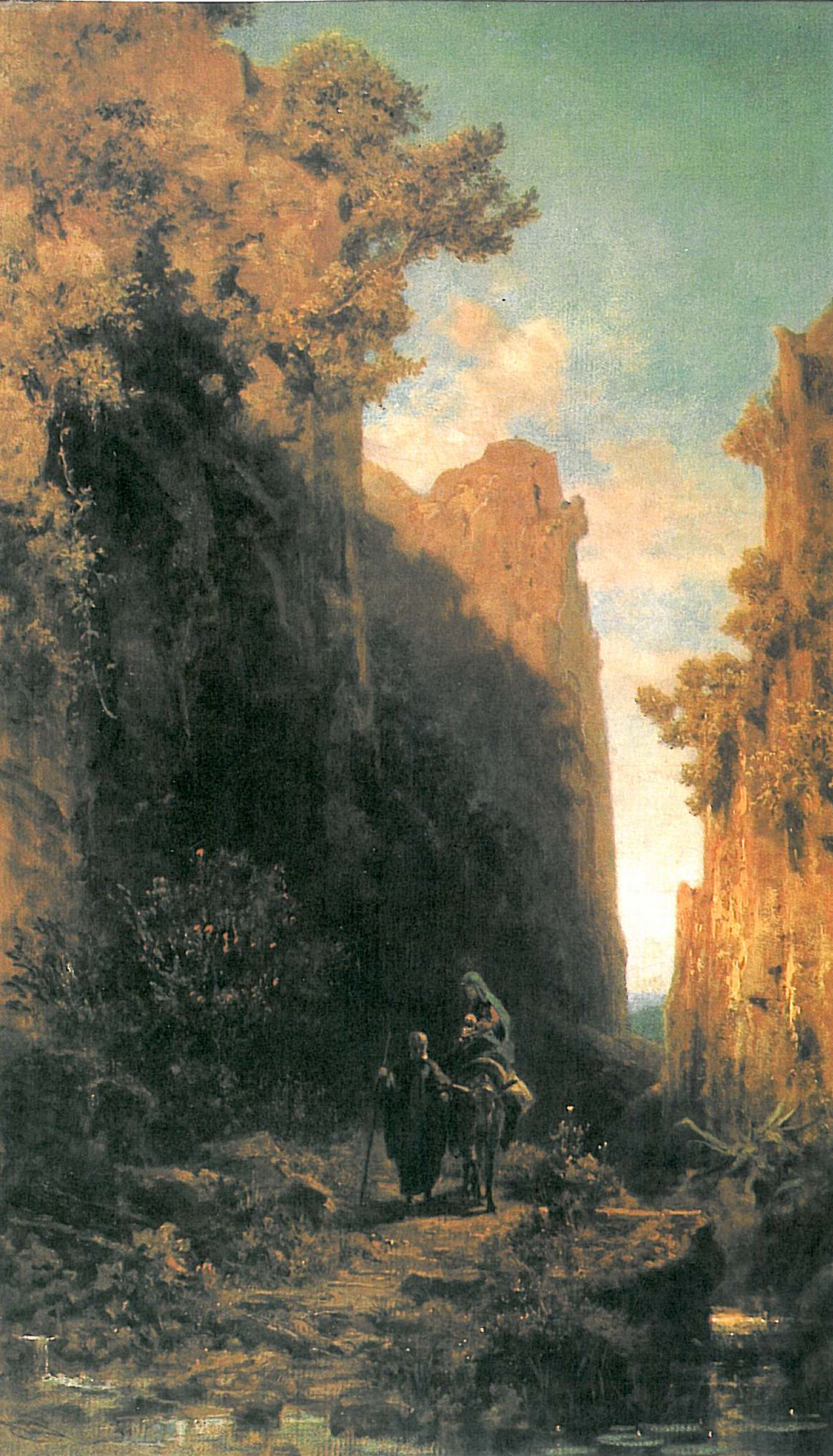
Fuga por Carl Spitzweg, 1875-9
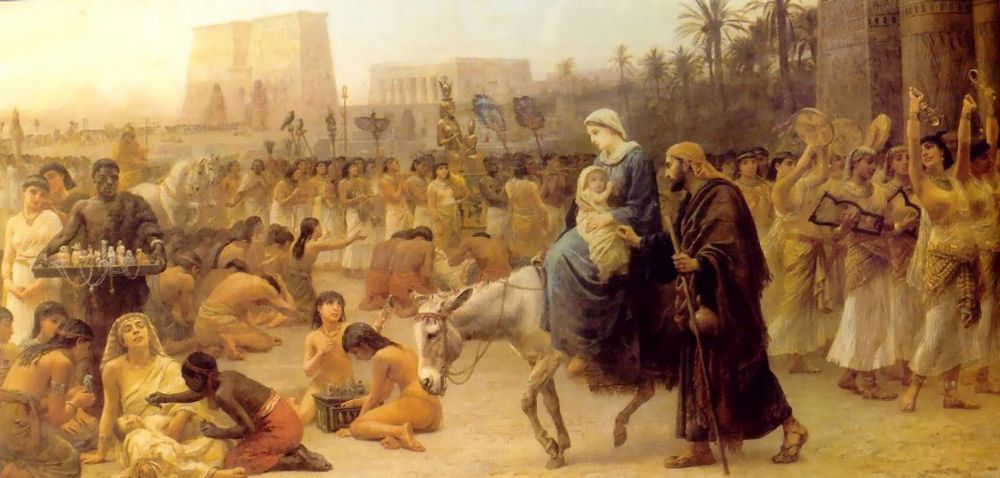
Anno Domini, pelo artista orientalista Britânico Edwin Long, 1883, mostra a chegada ao Egipto.
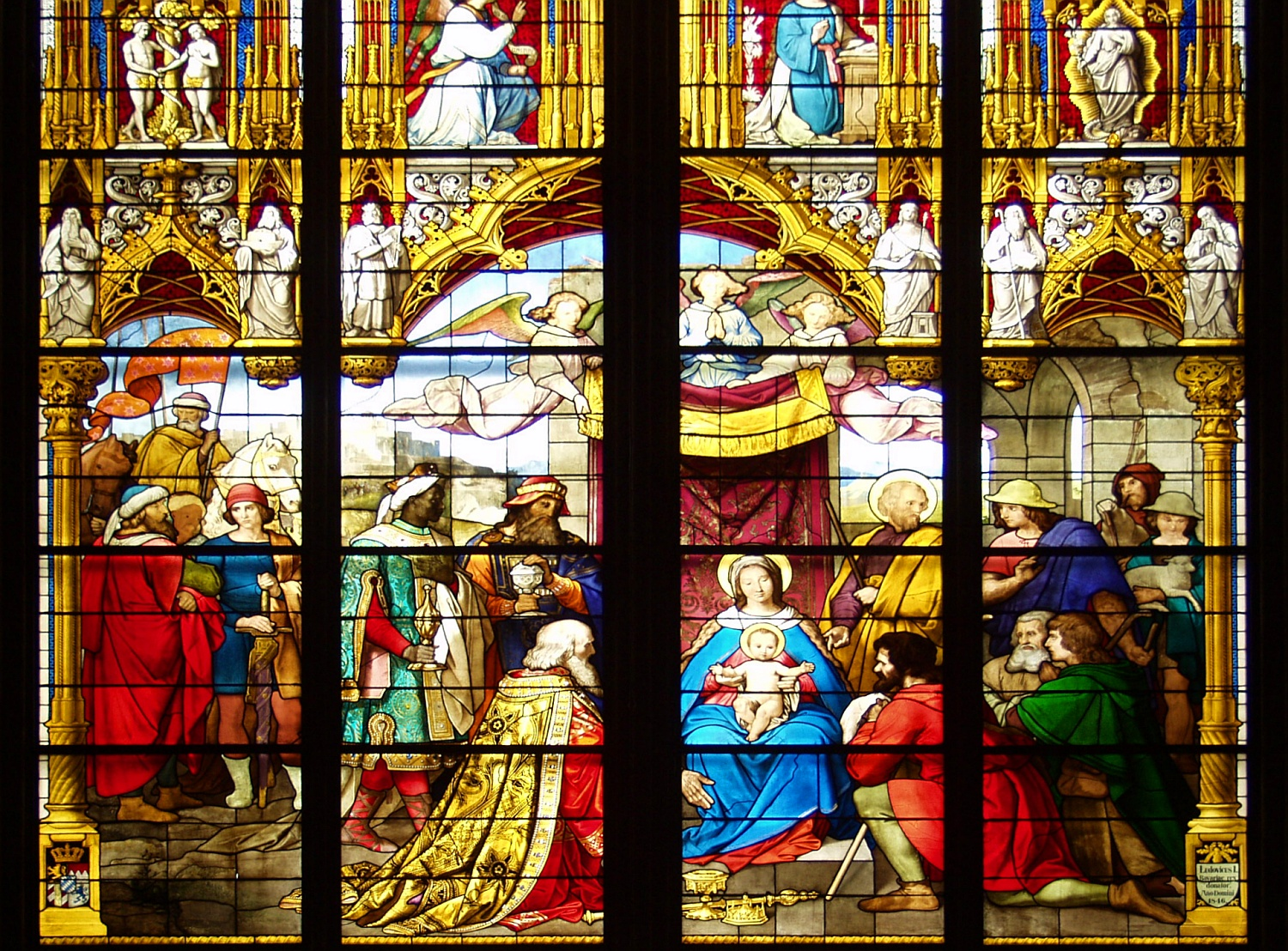
Vitral de finais do século XIX da Adoração dos Pastores e dos Magos, Catedral de Colónia.
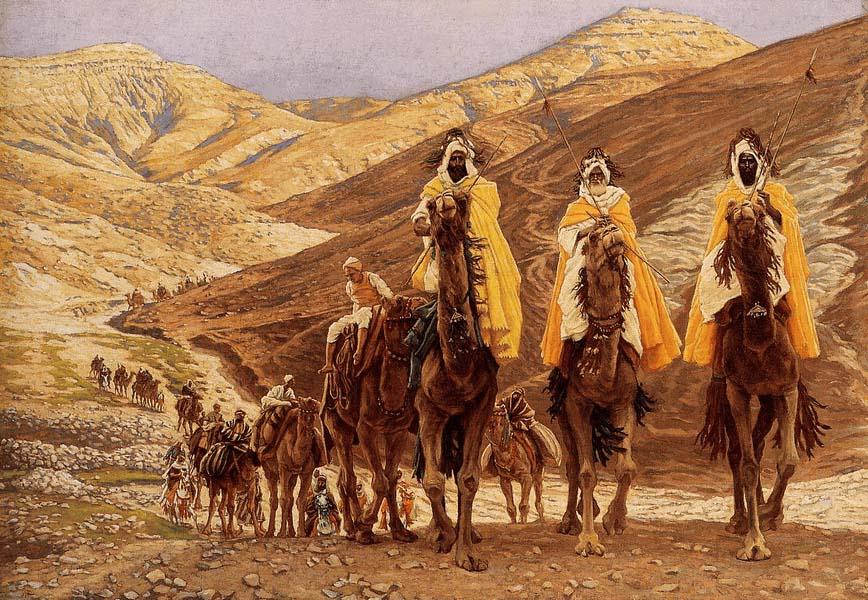
A viagem dos Magos por James Tissot, 1894.
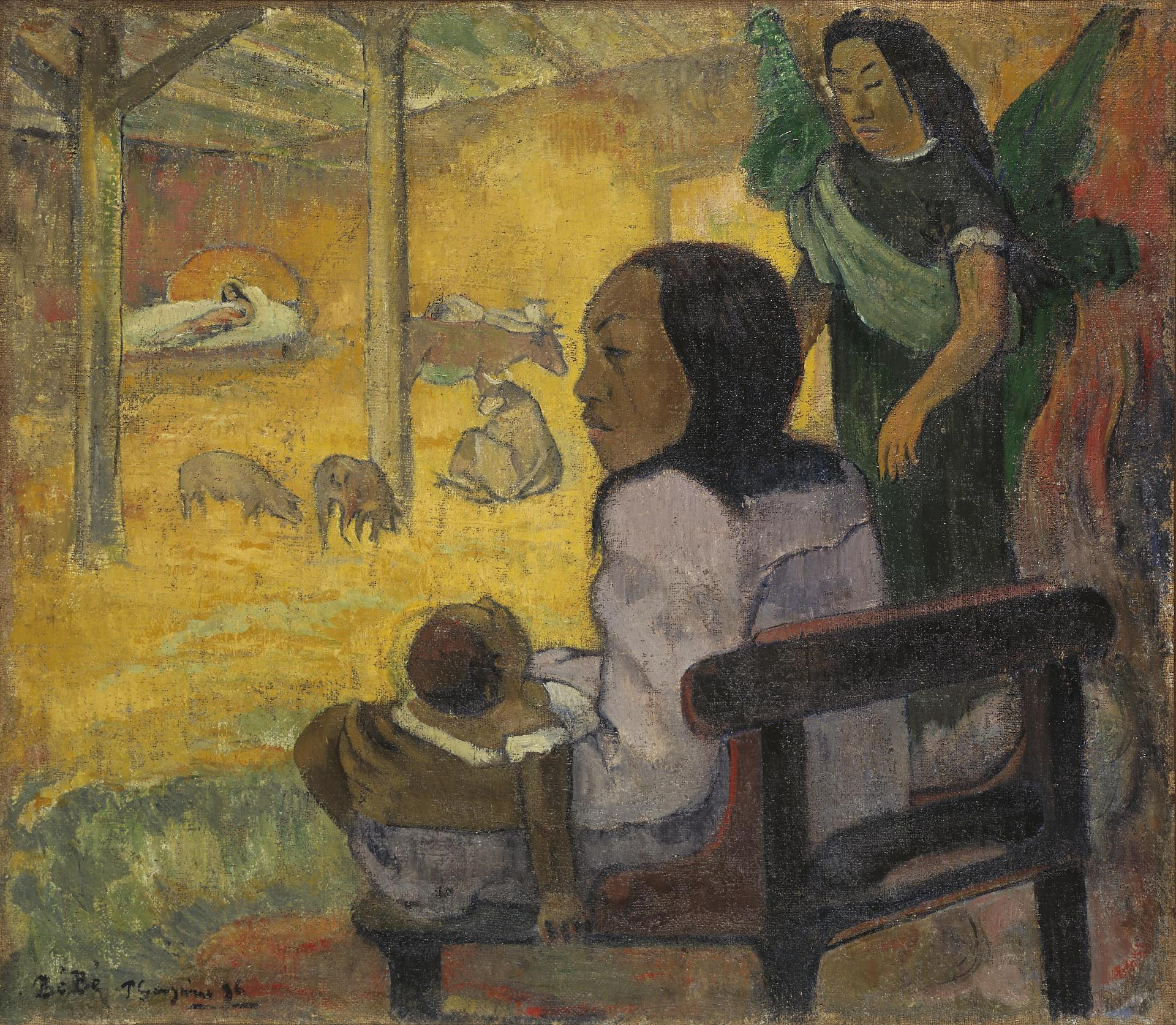
Paul Gauguin, 1896, num cenário Tahitiano.
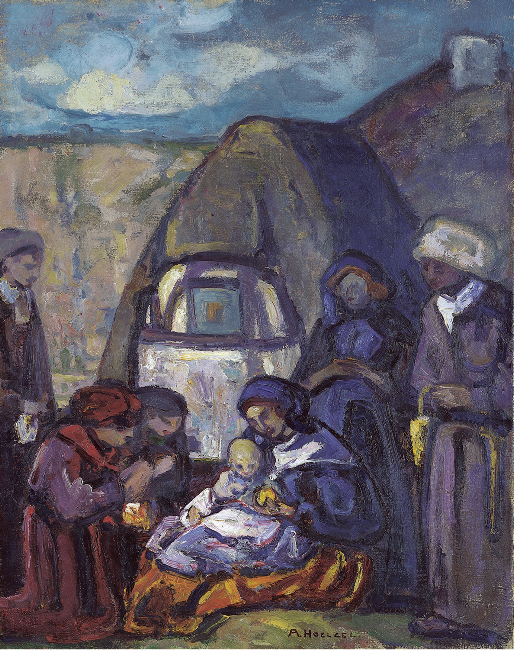
Adolf Hölzel, 1912